# James Bond
Pour les articles homonymes, voir James Bond (homonymie), Bond et 007.
James Bond [ d͡ʒeɪmz bɒnd], également connu par son matricule 007, est un personnage de fiction créé en 1953 par l'écrivain et ancien espion britannique Ian Fleming dans le roman Casino Royale, selon certaines sources à la suite de sa rencontre avec Dušan Popov.
De 1953 à sa mort en 1964, Ian Fleming écrit douze romans (dont l'un ne paraîtra qu'après sa mort) et neuf nouvelles (regroupées en deux recueils, le second posthume) faisant intervenir le personnage James Bond. Après la mort de Fleming, les aventures de Bond sont successivement écrites par Kingsley Amis (sous le nom de Robert Markham), John Gardner, Raymond Benson, Charlie Higson, Sebastian Faulks, Jeffery Deaver, William Boyd, Steve Cole, puis Anthony Horowitz. Par ailleurs, John Pearson écrit une biographie imaginaire de James Bond tandis que, comme John Gardner et Raymond Benson, Christopher Wood rédige les novélisations de ses propres scénarios de films de James Bond.
Ces romans sont d'immenses succès internationaux, mais ce sont les nombreuses et régulières adaptations cinématographiques qui ont fait de James Bond, espion des services secrets britanniques et grand séducteur, un authentique mythe contemporain.

## Biographie fictive

Blason britannique de la famille Bond.

Ce n'est que dans le roman On ne vit que deux fois que Fleming donne des éléments sur le passé familial de Bond lorsque M, à la fin du livre, écrit dans le journal du Times la nécrologie de son agent présumé mort. James Bond est le fils d'Andrew Bond, un Écossais originaire de Glen Coe, et de Monique Delacroix, une Suissesse (canton de Vaud),. Fleming a accentué le côté écossais de Bond après avoir apprécié le portrait à l'écran de James Bond par l'acteur écossais Sean Connery, alors que le nom de la mère de Bond s'inspire d'une fiancée suisse de Fleming (Monique Panchaud de Bottens),. Une aventure prévue, mais jamais écrite, de James Bond aurait présenté la mère de Bond comme écossaise. Selon l'héraldiste Griffon Or, du College of Arms, dans Au service secret de Sa Majesté, la famille paternelle remonterait à Norman Le Bond en 1180 dont la devise est Orbis non sufficit (traduit du latin : « Le monde ne suffit pas »), ce qui donne des origines aristocratiques à James Bond (le patronyme Bond signifie fermier ou paysan).
James Bond passe une bonne partie de ses jeunes années à l'étranger, ce qui lui permet de maîtriser parfaitement l'allemand et le français, grâce au travail de son père comme représentant à l'étranger de la firme britannique d'équipement militaire Vickers. À 11 ans, Bond devient orphelin en perdant ses deux parents dans un accident d'alpinisme dans le massif des aiguilles Rouges, au-dessus de Chamonix-Mont-Blanc.
Après la mort de ses parents, il part vivre en Angleterre, à Pett Bottom, dans le Kent, chez sa tante Charmian Bond qui achève son éducation. Vers ses 12 ans, il entre au collège d'Eton, qu'il quitte au bout de deux semestres pour « mauvaise conduite » avec une des femmes de ménage. Dans l'une des nouvelles de Bons baisers de Paris, il raconte cependant avoir perdu sa virginité lors de sa première visite à Paris à l'âge de 16 ans.
Bond quitte Eton pour le collège de Fettes à Édimbourg en Écosse, l'ancienne école de son père, où il se fait remarquer pour une aptitude à tous les sports, en particulier la boxe (poids léger). Selon John Pearson et une allusion de Fleming dans Bons baisers de Russie, Bond a aussi étudié un temps à l'Université de Genève. À l'exception de Fettes, la présence de Bond dans ces écoles s'établit de façon parallèle à la propre vie de Fleming. Le film On ne vit que deux fois affirme qu'il est diplômé en langues orientales à l'Université de Cambridge. À un certain moment, il étudie aussi à l'Université d'Oxford pour apprendre le danois comme il est dit dans le film Demain ne meurt jamais. Bond peut parler plusieurs langues, notamment l'allemand, le français, le russe et le japonais. Il existe de nombreuses contradictions dans les films et les romans sur les langues qu'il dit connaître.
En 1941, Bond ment sur son âge pour pouvoir entrer dans la Royal Naval Reserve pendant la Seconde Guerre mondiale, d'où il sort avec le grade de commander. Bond conserve son rang alors qu'il est employé dans les services secrets britanniques. Il est promu captain dans Gagner, perdre ou mourir de John Gardner mais redevient commander depuis les romans de Raymond Benson. Il devient aussi membre de la Royal Naval Volunteer Supplementary Reserve (RNVSR) constituée d'officiers ayant une grande expérience du terrain.

### Divergence sur l'année de naissance

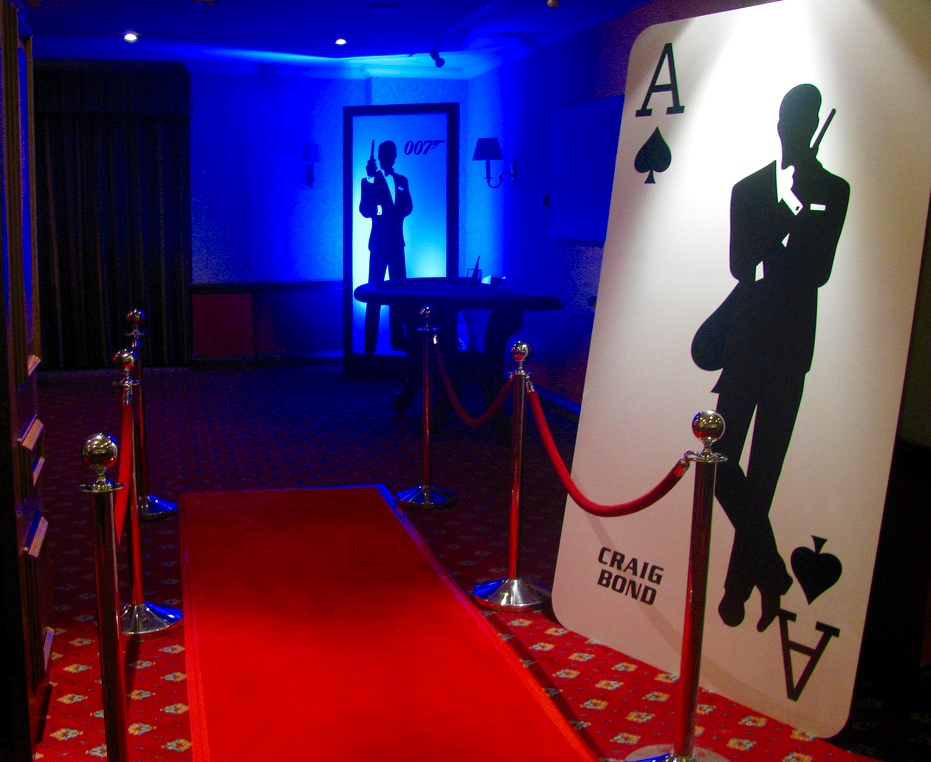
Casino Royale.

Hormis dans la série La Jeunesse de James Bond, l'âge de Bond est rarement défini dans les films ou les livres ; il se situe approximativement dans la quarantaine. Beaucoup de biographes de Ian Fleming s'accordent à dire que celui-ci n'avait jamais pensé écrire autant d'aventures de James Bond et qu'il a dû « bricoler » la vie de Bond et changer les dates pour s'assurer qu'il possédait l'âge approprié pour le service. Les acteurs qui ont incarné Bond à l'écran avaient des âges variés : George Lazenby avait 29 ans dans Au service secret de Sa Majesté, alors que Roger Moore avait 57 ans dans Dangereusement vôtre, son dernier James Bond.
Dans sa biographie fictive sur l'agent secret, John Pearson donne à Bond la date de naissance du 11 novembre 1920, mais Fleming n'a jamais laissé entendre cela dans ses livres. Par contre, le roman On ne vit que deux fois fournit deux indices indiquant que l'année de naissance serait 1924. Dans l'histoire, pensant que celui-ci est mort, M écrit sa nécrologie où il indique que Bond a quitté l'école à 17 ans pour rejoindre le ministère de la Défense en 1941 en se donnant 19 ans. Si Bond avait 17 ans en 1941, alors il serait né en 1924. De plus, Tiger Tanaka, le chef des services secrets japonais, dit que Bond est né l'année du Rat ce qui soutient la théorie de l'année 1924. Dans Solo, William Boyd donne aussi 1924 comme date de naissance à Bond. Cependant, dans Moonraker, Fleming écrit que l'âge de Bond est 37 ans, ce qui signifierait probablement qu'il est né en 1918, lui en donnant 34 dans Casino Royale.

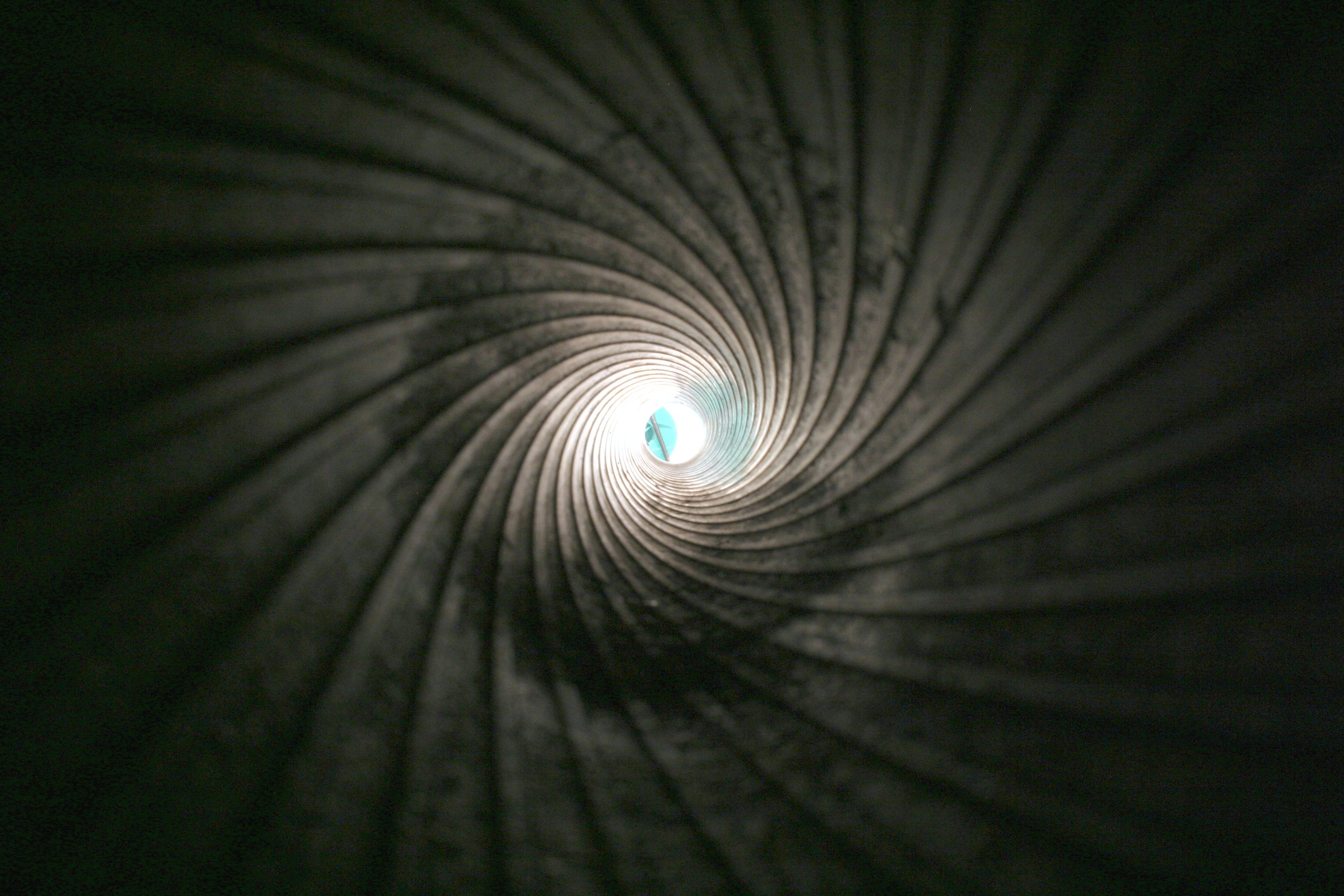
Célèbre image de canon rayé d'arme à feu de James Bond 007.

Plus complexe, John Griswold, dans son livre Ian Fleming's James Bond: Annotations and Chronologies, lui donne la date de naissance du 11 novembre 1921. Griswold note que l'entrée de Bond au ministère de la Défense est à l'origine datée dans le manuscrit de Fleming de 1939 et plus tard déplacée en 1941. Griswold s'est un moment disputé pour que Bond ait rejoint l'Amirauté en 1939 (la même année que pour Fleming) et que 1941 soit l'année repère de son recrutement dans une organisation plus tard rattachée au ministère de la Défense par Fleming. Griswold pense que de nombreux détails dans la chronologie de Bond prennent plus de sens avec l'année originale de 1939. Par exemple, ses parents étant morts quand il avait 11 ans, Bond avait donc 11 ans du 1er janvier au 10 novembre 1933 si l'on admet qu'il est né en 1921. Dans Casino Royale, 1933 est mentionnée comme l'année où Bond a « acheté » sa première Bentley. Puisque toutes les années de naissance envisagées font que Bond était trop jeune pour acheter sa Bentley, un scénario plus probable serait qu'il en aurait hérité au décès de son père.
Griswold présenta son idée à Ian Fleming Publications en février 2003. La compagnie s'inspira de cette version pour la série La Jeunesse de James Bond où Bond est un adolescent des années 1930 dont l'auteur, Charlie Higson, indique qu'il est né en 1920. Dans cette série, la Bentley en question est achetée par Bond en décembre 1933 dans Poker fatal, avec l'argent récolté en aidant quelqu'un à gagner à la roulette. Auparavant, Bond avait hérité d'une Bamford & Martin Sidevalve Short Chassis Tourer de son oncle Max vers Pâques 1933.
Tout comme son année de naissance, son lieu de naissance et sa fratrie sont controversés. Selon John Pearson, Bond est né à Wattenscheid, une petite ville près d'Essen, en Allemagne, et a un frère ainé prénommé Henry. Charlie Higson déclare, lui, dans La Jeunesse de James Bond, que Bond est né en Suisse et fils unique.

### Au service secret de Sa Majesté

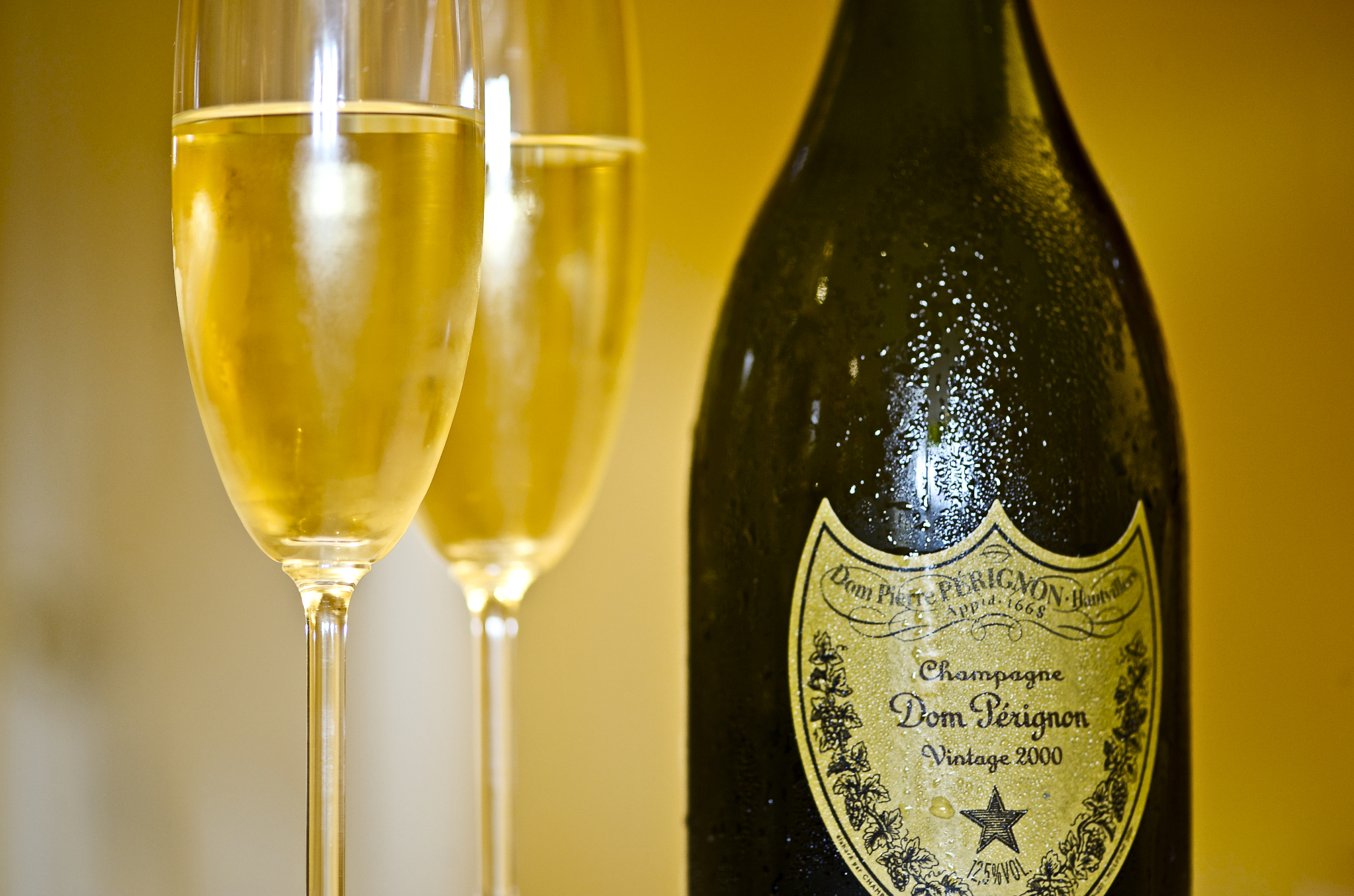
Champagne Dom Pérignon millésimé.

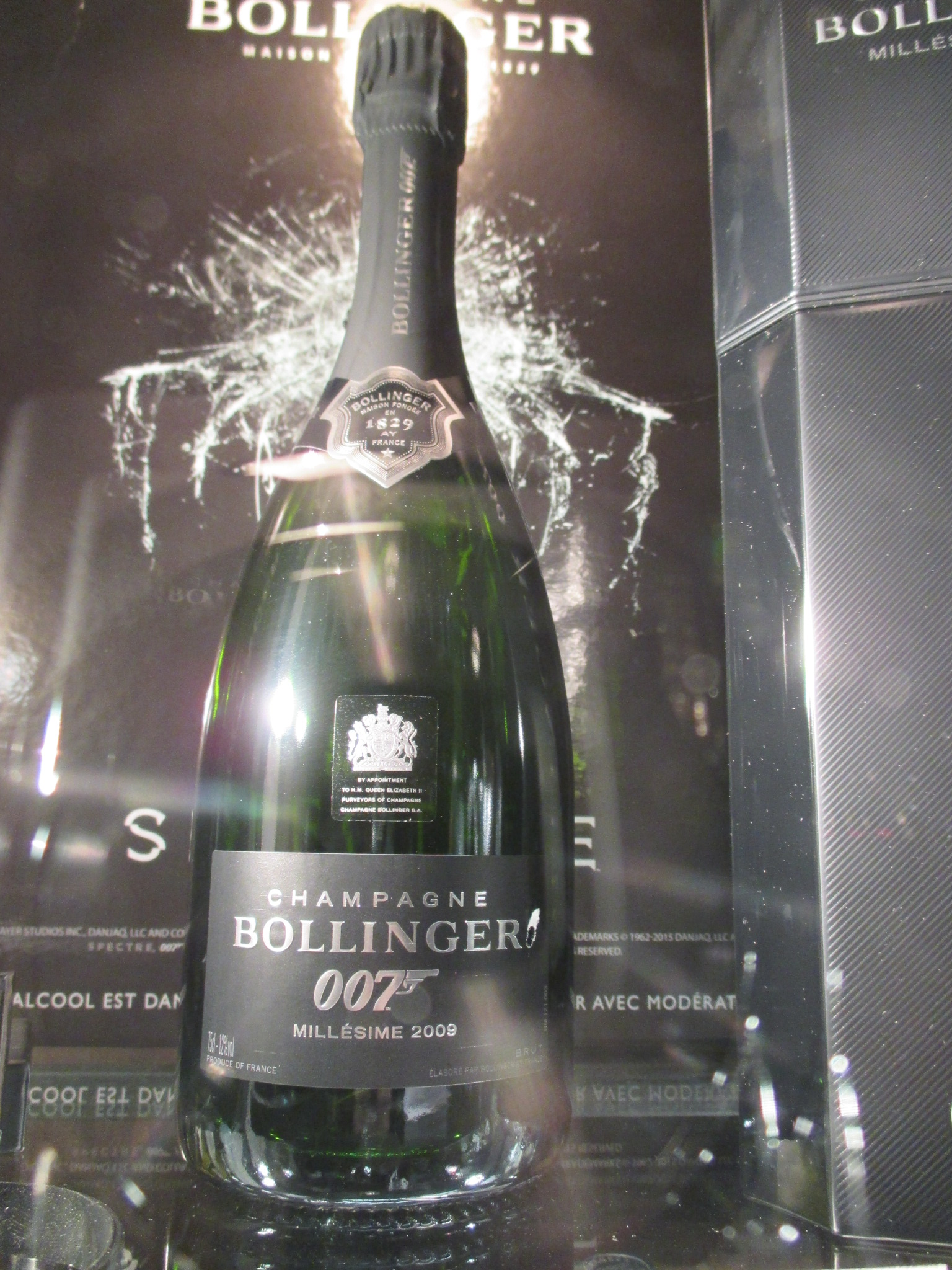
Champagne Bollinger « cuvée spéciale 007 » pour la reine Élisabeth II du Royaume-Uni.

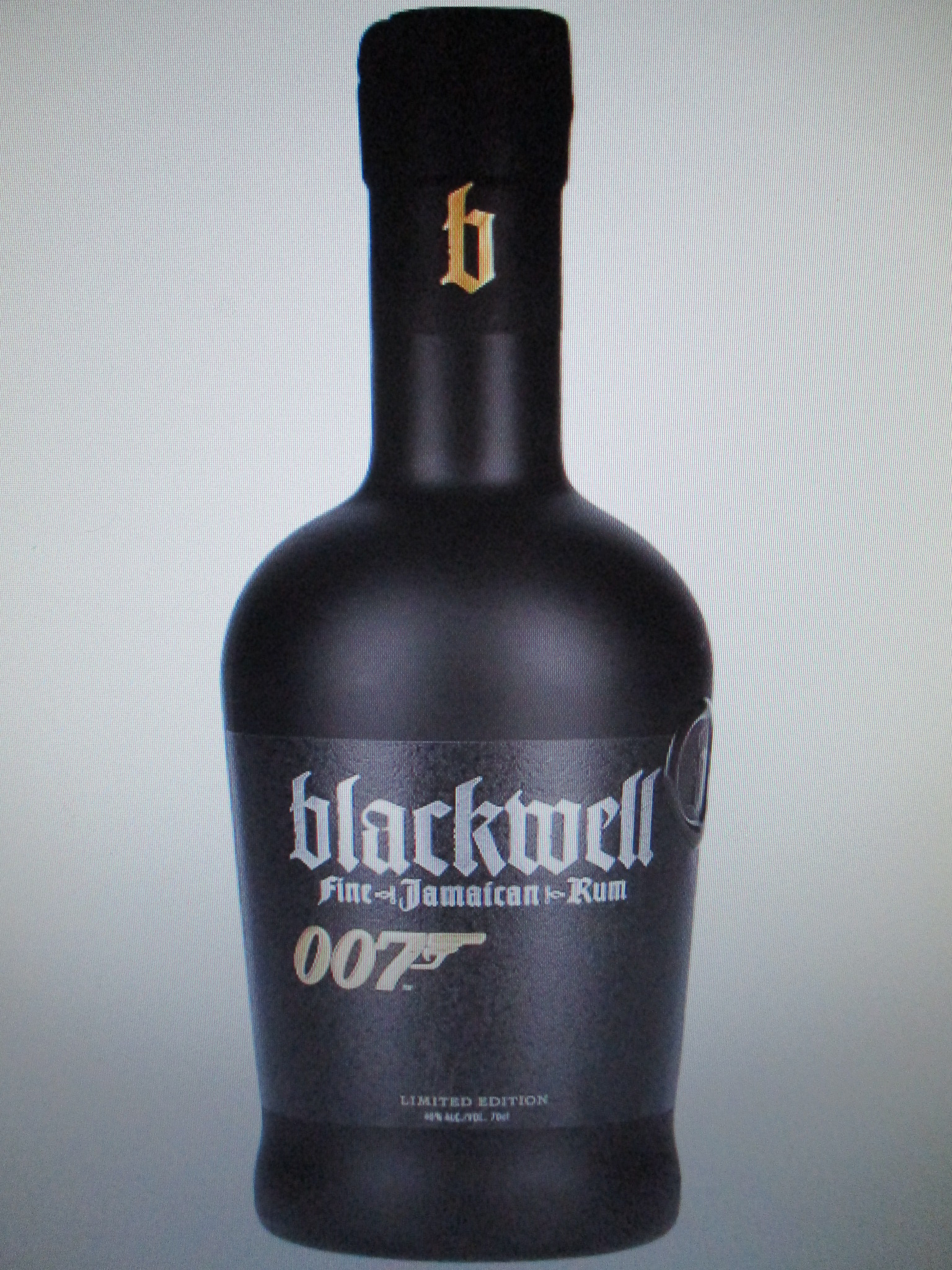
Blackwell Rum 007 jamaïcain.

Dans les films, l'époque où James Bond est devenu un agent 00 n'est jamais explicitement située jusqu'à Casino Royale (2006) où sa mise en service est éclairée, bien que des références dans James Bond contre Dr No laissent suggérer l'année 1952. Selon Fleming, après avoir joint le RNVSR, Bond aurait voyagé en Amérique, à Hong Kong et en Jamaïque. C'est à ce moment-là qu'il aurait rejoint une autre organisation comme le SOE, la branche 00 du Secret Intelligence Service (MI6), ou serait même devenu commando dans le 30th Assault Unit.
Bond a gagné ses galons dans la section 00 en accomplissant deux missions décrites dans Casino Royale. La première est l'assassinat d'un espion japonais au 36e étage du RCA Building du Rockefeller Center à New York. La seconde est l'assassinat d'un agent double norvégien qui avait trahi deux agents britanniques, et qu'il a poignardé dans son lit, à Stockholm. Son matricule est toujours « 007 », sauf dans le roman On ne vit que deux fois où il devient temporairement « 7777 ».
Selon James Bond: The Authorised Biography Of 007 de John Pearson, James Bond a été approché par Maddox, un membre des services secrets britanniques, qui lui a révélé que sa petite amie était responsable d'une fuite de documents secrets. Après que Bond a proposé de s'en charger lui-même, et l'a tuée en s'écrasant volontairement dans le décor avec elle en voiture, Maddox l'a envoyé à Monte-Carlo où il a été chargé de s'occuper d'une bande de Roumains qui gagnaient sans cesse dans un casino ; il approchait alors les 17 ans. La mission ayant été un succès, Bond fut assigné à la station P (Paris) des services secrets britanniques avant de voyager dans toute l'Europe comme contact. C'est à Berlin que James Bond a tué un homme « pour la première » fois. Il a alors accompli d'autres missions, dont celle du RCA Building et de Stockholm. En février 1946, il rencontre Sir Miles Messervy avant d'être affecté à l'Office of Strategic Services, à Washington. Après une histoire due à la femme d'un politicien, Bond en est renvoyé. Plus tard, Ian Fleming recommande Bond à M et, deux jours plus tard, M déjeune avec Bond et lui évoque le SMERSH ainsi qu'une nouvelle section qu'il a créée pour faire face à celui-ci, la section 00. Il a alors proposé à Bond d'en faire partie, et celui-ci a accepté. Bond a dû gagner sa place en s'entraînant durant une formation intense de trois mois. Ses tests étant satisfaisants, il s'est alors vu attribuer le matricule 007 par M.
Selon Bond, obtenir le numéro 00 n'est pas très dur tant que l'on est préparé à tuer ; Pearson suggère que Bond a tué pour la première fois alors qu'il était adolescent. Dans les livres, Bond n'aime pas tuer et l'évite autant que possible, préférant oublier les occasions où il y a été contraint plutôt que de se laisser ronger par le remords. En revanche, dans les films, il tue sans montrer le moindre remords, jusqu'à GoldenEye, où il semble troublé par la brutalité de sa profession. Bond éprouve aussi un profond dégoût pour ceux qui tuent des personnes sans défense, en particulier si la victime est une femme. Il lui arrive d'abandonner son devoir pour venger la mort d'innocents, comme il l'a fait pour Felix Leiter et sa femme, assassinée dans le film Permis de tuer.
Dans les livres et les films, Bond a une attitude cavalière face à sa propre mort : lorsqu'il est capturé, il accepte son sort et espère que le MI6 reniera son existence dans une telle situation. Il montre à plusieurs reprises qu'il sait parfaitement résister à la torture (notamment dans Casino Royale, Le monde ne suffit pas et Meurs un autre jour) sans jamais divulguer une seule information à ses tortionnaires.
James Bond donne trois fois sa démission au cours des films : la première fois dans Au service secret de Sa Majesté pour un désaccord avec M qui voulait lui retirer l'affaire Bedlam concernant la traque de Blofeld et de l'organisation SPECTRE ; la deuxième fois dans Permis de tuer pour venger son ami de toujours Felix Leiter, dont la femme est assassinée par un grand trafiquant de drogue ; et enfin, la troisième fois dans Casino Royale après être tombé amoureux de Vesper Lynd.
Dans Skyfall, Bond ne démissionne pas mais se met de fait en congé du service, avant de retourner à l'action, motivé par son sens du devoir. C'est également ce film qui ramène Bond sur les lieux de son enfance, et l'on peut y voir la tombe de ses parents.

### Vie privée
Quand il n'est pas en mission, Bond habite Chelsea Square près de Kings Road, dans le quartier de Chelsea à Londres. Son appartement est entretenu par une vieille gouvernante écossaise nommée May Maxwell, loyale et maternelle. Selon La Jeunesse de James Bond, May travaillait auparavant pour la tante de Bond. Ce dernier n'a presque jamais amené de femme chez lui, cela n'arrive qu'une fois dans les romans, entre Les Diamants sont éternels et Bons baisers de Russie, lorsqu'il vit temporairement avec Tiffany Case, ainsi qu'une fois dans les films, comme dans Vivre et laisser mourir, où M et Miss Moneypenny viennent voir Bond à son appartement, ce qui l'oblige à cacher sa conquête du moment dans sa penderie. Selon les livres de Pearson et une allusion dans Bons baisers de Russie, Tiffany s'est souvent disputée avec May et est finalement partie. Dans son appartement, Bond possède deux téléphones : un pour les appels personnels et un téléphone rouge en ligne directe avec les services secrets, dont il est dit qu'il sonne toujours aux moments les plus inopportuns.
Bond connaît de nombreuses conquêtes féminines, mais il s'agit pour la quasi-totalité d'amourettes ou d'aventures d'une nuit. Il s'agit des fameuses James Bond girls. Il entame une relation avec quasiment toutes les filles qu'il rencontre, et les abandonne dès qu'elles deviennent un problème. Si son sexisme repousse certaines femmes au premier abord, il finit tout de même par leur faire de l'effet, comme Holly Goodhead dans Moonraker ou Wai Lin dans Demain ne meurt jamais. Dans les films plus récents, son attitude envers les femmes est plus douce, il respecte le nouveau M qui est une femme, et quelques femmes comme Elektra King ou Paris Carver réussissent à modifier un peu son attitude.
Dans le film et le livre Au service secret de Sa Majesté, James Bond tombe pourtant amoureux, et va jusqu'à se marier. Mais son épouse, Teresa « Tracy » di Vicenzo, est tuée le jour de leurs noces par Irma Bunt, « homme » de main de son ennemi juré, Ernst Stavro Blofeld ; ce drame le poursuit plusieurs années. Dans les livres, Bond a sa revanche dans le roman suivant, On ne vit que deux fois, quand par chance il retrouve Blofeld au Japon, alors que le Bond des films attrape Blofeld dans Les diamants sont éternels avec un résultat ambigu. Plus tard, dans le pré-générique de Rien que pour vos yeux, Bond élimine Blofeld.
Dans le livre On ne vit que deux fois, Bond a un enfant avec Kissy Suzuki qui s'appelle, selon le livre de Pearson, James Suzuki. Le fils de James Bond occupe également une place importante dans l'intrigue du Spectre du passé de Raymond Benson, nouvelle dans laquelle James Suzuki meurt.

#### Habitudes et préférences

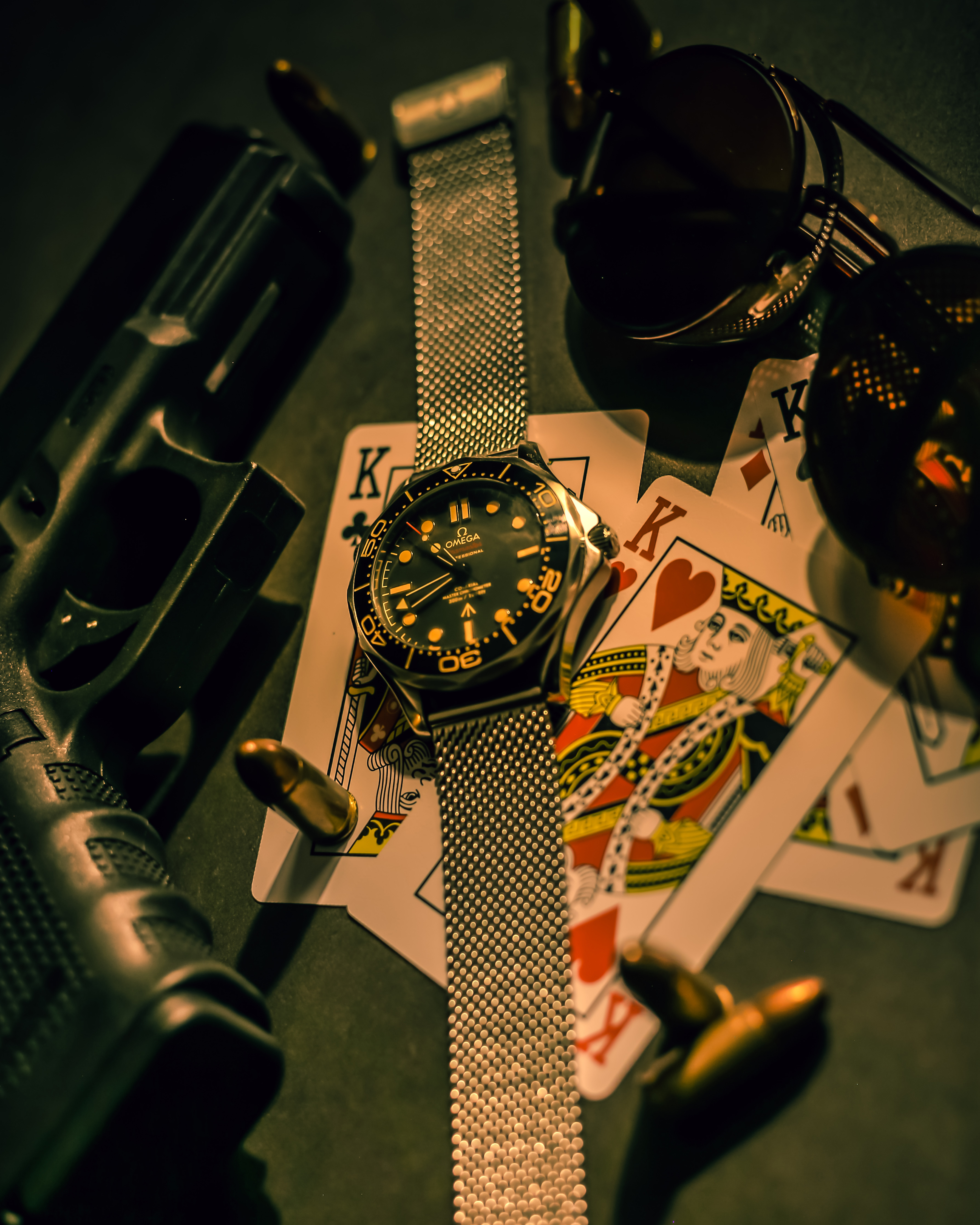

Bien qu'il ne soit pas un gourmet, Bond donne des instructions méticuleuses sur la préparation de ses repas et de ses boissons. Son repas préféré est le petit-déjeuner et il se délecte des œufs brouillés de sa gouvernante May. Il adore le caviar mêlé à du jaune d'œuf, les soles meunières, les crabes noirs, le gratin de queues de langoustes, les quenelles de brochet et la viande tendre qui se coupe à la fourchette. Pour son « quatre heures », il commande souvent du foie gras. James Bond prise également le café, mais déteste le thé, qu'il considère dans Goldfinger comme de la « boue », et l'une des principales raisons de la chute de l'Empire britannique.

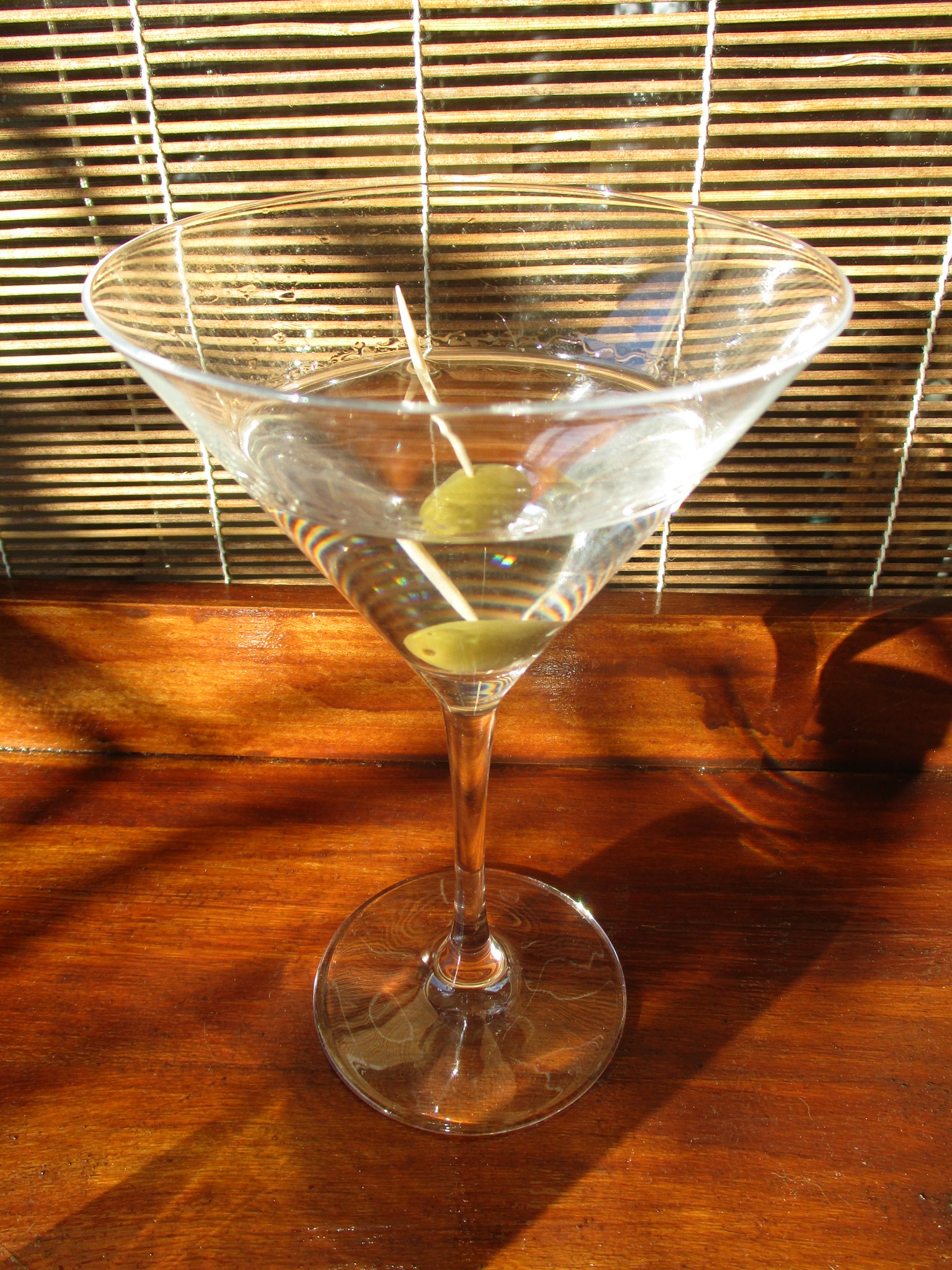
Vodka martini « shaken and not stirred » (« au shaker, et pas à la cuillère », en anglais), « avec de la Vodka russe si possible ».

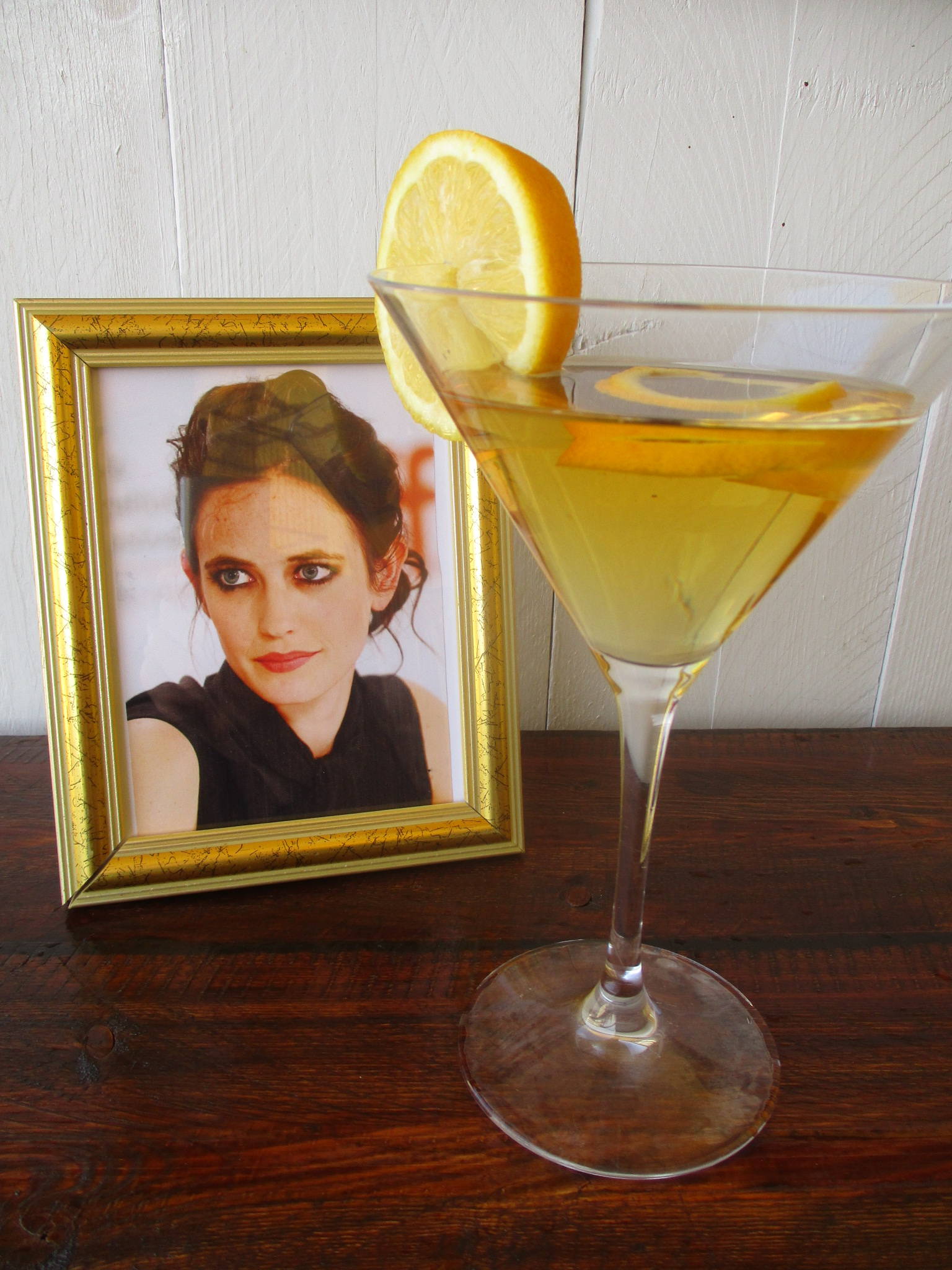
Cocktail Vesper Vodka Martini dry, baptisé d'après la James Bond girl Vesper Lynd « car une fois qu'on y a goûté, on n'a envie de rien d'autre ».

Bond possède une vaste connaissance des alcools. Il apprécie les vins, notamment le Rothschild 1947 et le Piesporter Goldtropfchen 1953. Il est aussi un grand amateur de champagne millésimé dont le Taittinger, le Bollinger et le Dom Pérignon. Dans Skyfall, Silva lui propose l'un de « ses péchés mignons » (sic), un whisky Macallan Fine and Rare Vintage de 1962, présenté comme un 50 ans d'âge, une référence discrète au 50e anniversaire du personnage de James Bond. Bond commande toujours une « vodka-martini mélangée au shaker, pas à la cuillère » (« shaken, not stirred »). Dans le roman Moonraker, il boit sa vodka d'un seul coup, servie avec une pincée de poivre noir, une habitude prise lorsqu'il travaillait dans la région baltique. Il explique que ce n'est pas pour le goût mais parce que cela entraîne les impuretés des vodkas bon marché au fond du verre. En Floride, il préfère déguster un double « Old Grandad » servi sec (sans glaçon). Il aime aussi le Classic Dry martini et le bourbon. Au cours de ses aventures, Bond aurait consommé 317 boissons, dont 101 verres de whisky, 35 sakés, 30 coupes de champagne et seulement 19 vodka-martinis, soit une moyenne d'une boisson toutes les sept pages. Un groupe de médecins britanniques, cumulant les quatorze romans, estime qu'il a une consommation quotidienne maximale de 49,8 unités d'alcool et une consommation totale de 1 150 unités d'alcool, soit 92 unités en moyenne par semaine, ce qui en fait un alcoolique invétéré, état incompatible avec la description de ses prouesses physiques et même sexuelles. Toutefois, son dossier au KGB indique « la boisson mais sans excès ».
Bond combine occasionnellement sa consommation d'alcool avec celle de drogues : dans Moonraker, il accompagne son champagne avec de la benzédrine (amphétamine) avant son jeu de cartes avec Hugo Drax. Il l'utilise également pour se stimuler en mission, notamment lorsqu'il nage dans Vivre et laisser mourir, ou pour rester éveillé et en alerte comme dans Motel 007.
Dans les romans de Fleming, Bond est un gros fumeur. En moyenne, il grille quotidiennement une soixantaine de cigarettes, bien que dans certains livres, il essaie de freiner sa consommation afin de pouvoir accomplir certains exercices physiques comme nager sous l'eau. Il est aussi forcé de la réduire après avoir été envoyé dans un centre de remise en forme par son supérieur dans Opération Tonnerre. Les cigarettes favorites de Bond sont les Morland Specials, fabriquées avec un tabac macédonien et avec un contenu plus élevé que la moyenne en goudron de Morlands of Grosvenor Street. La cigarette elle-même porte trois bandes dorées sur le filtre, tout comme le rang de commander de Bond. À partir des romans de John Gardner, Bond passe à des cigarettes avec un taux allégé en goudron issu de Morlands et plus tard de H. Simmons of Burlington Arcade. Dans les films, Bond fume par intervalles, selon les humeurs de la société. Dans les films avec Connery, Lazenby et Dalton, Bond est un fumeur alors que les James Bond de Moore et de Brosnan ne touchent jamais à la cigarette, bien qu'ils ne dédaignent pas occasionnellement un cigare. Dans Demain ne meurt jamais, Brosnan fait la remarque à un terroriste qui fume (vraisemblablement un joint, vu la forme de sa cigarette roulée) que c'est une « répugnante habitude ». La dernière fois que Bond est vu avec une cigarette à l'écran remonte à 1989 dans Permis de tuer, jusqu'à 2002 dans Meurs un autre jour où il se rend à Cuba et qu'il fume des delectados.
Malgré le penchant de Bond à vivre dans le luxe, son salaire est établi à 4 200 USD par mois dans le roman Goldfinger (1959), soit 35 723,61 USD de 2017.

### Biographies alternatives

#### Biographie moderne

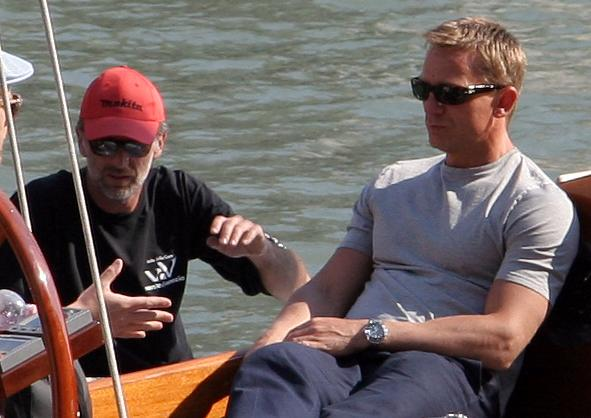
Daniel Craig à Venise, lors du tournage de Casino Royale (2006).

Le film Casino Royale de 2006 est une réinitialisation de la série qui raconte la première mission de Bond en tant qu'agent double zéro. Le site officiel du film donne une biographie détaillée de Bond parallèle à celle du personnage de Ian Fleming. Bond est né le 13 avril 1968 (13 avril étant le jour où Casino Royale fut publié en 1953 et 1968 l'année de naissance de Daniel Craig). Ses parents, Andrew et Monique Bond, meurent dans un accident d'escalade, après quoi il est élevé par sa tante Charmain dans le Kent en Angleterre.
Comme le personnage original, Bond est renvoyé du collège d'Eton et rejoint le collège Fettes où son père a étudié. Il suit des cours à l'université de Genève durant son passage à Fettes dans le cadre d'un programme d'échange étudiant. Après Fettes, il rejoint la Royal Navy et entre au Britannia Royal Naval College à l'âge de 17 ans.
Le service militaire de Bond est mieux documenté : il rejoint le Special Boat Service de la Royal Navy, où il obtient le rang de commander, puis il est placé dans le 030 Special Forces Unit. Bond est secrètement actif en Irak, en Somalie, en Iran, en Libye et ouvertement en Bosnie. Il est ensuite recruté par le RNR Defense Intelligence Group. Bond suit un parcours spécialisé dans les universités de Cambridge et d'Oxford à ce moment-là, décrochant un diplôme de langues orientales à Cambridge. Lorsqu'il rejoint le MI6, Bond est noté comme parlant couramment l'anglais, le français, l'allemand et l'italien, et pouvant aussi parler le grec, l'espagnol, le chinois et le japonais. Au cours de sa formation, il reçoit des notes exceptionnelles en endurance physique, en logique et en Psychological Ops exercises. De 17 à 31 ans, il sert la Royal Navy, rejoint le MI6 à 32 ans et est promu agent 00 à 38 ans en 2006.

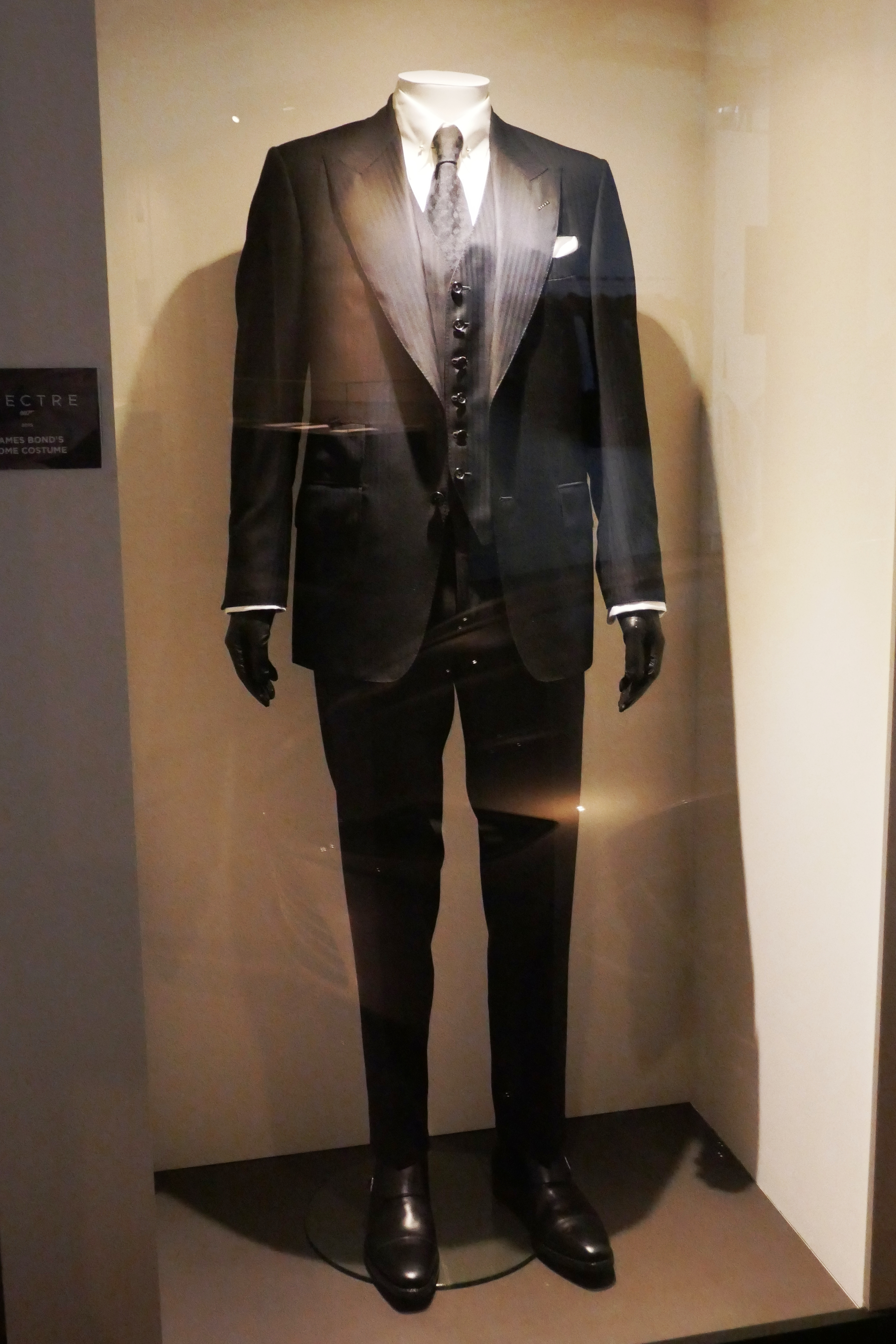
Le smoking de James Bond dans 007 Spectre.

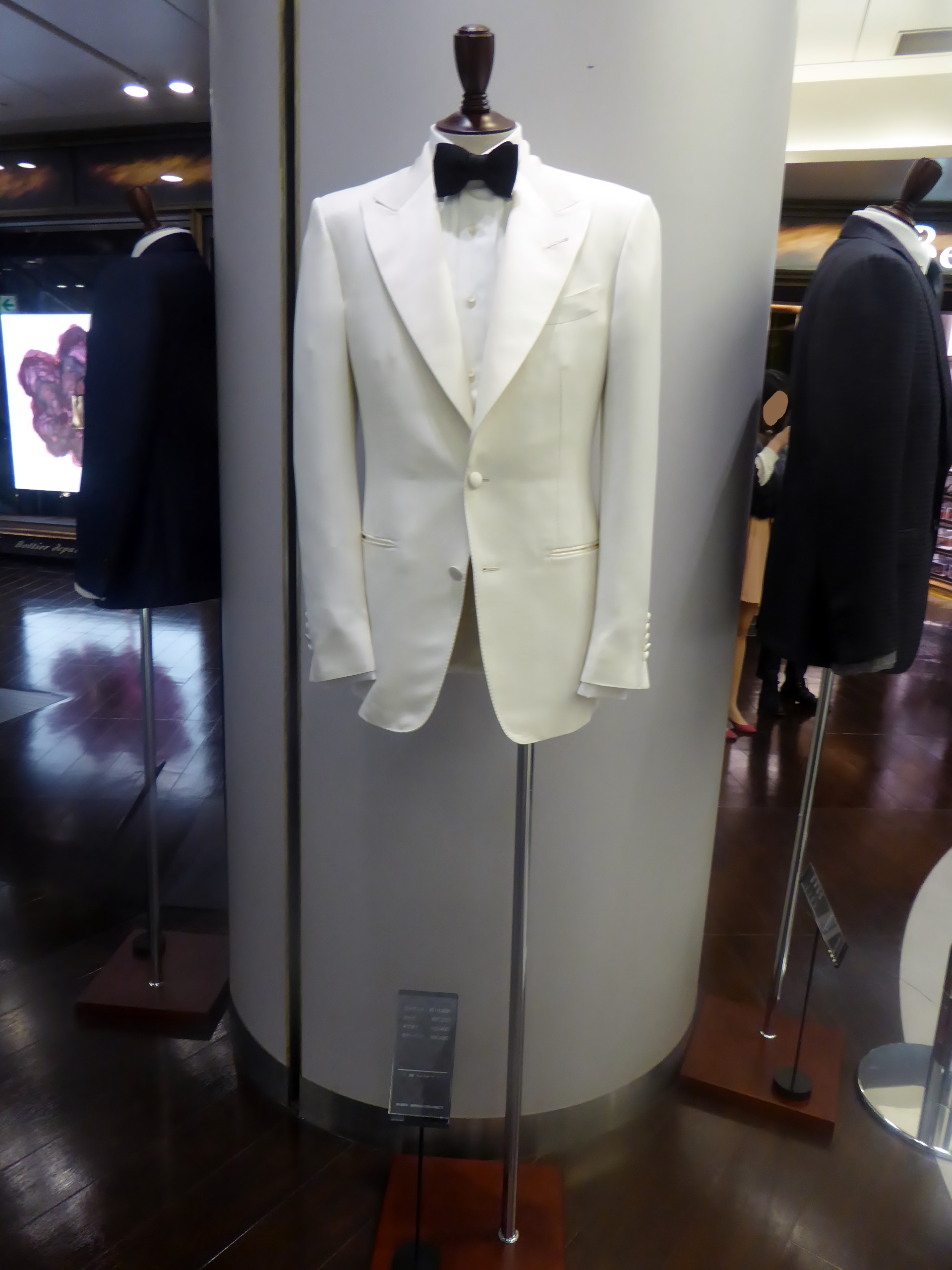
Autre costume dans 007 Spectre.

En 2015, James Bond démissionne du MI6. Il revient en 2020 pour une mission durant laquelle il perd la vie. Il laisse derrière lui une veuve, Madeleine Swann, ainsi que leur fille, Mathilde.

## Description
James Bond est un espion des services secrets britanniques ayant le matricule 007 (« double-zéro sept ») : le premier zéro signifiant qu'il a l'autorisation de tuer, le second qu'il l'a « déjà » fait et le 7 qu'il est le septième agent à recevoir cette autorisation. Il semble que Fleming se soit inspiré pour ce matricule du sigle utilisé comme signature dans les documents du service de renseignement de la Naval Intelligence où le romancier travailla. Il se peut qu'il se soit inspiré aussi du nom de code utilisé par John Churchill (ancêtre de Winston Churchill, ami de Valentine Fleming, le père de Ian) avec ses espions, ou de celui du mathématicien du XVIe siècle John Dee, espion au service de la reine Élisabeth Ire (le double 0 symbolisant les yeux de la reine). Une autre influence possible est une nouvelle de Rudyard Kipling intitulée « 007 » (matricule d'une locomotive d'un train postal de nuit), parue dans le livre The Day's Work en 1898 et que Fleming avait découvert, intrigué, dans la bibliothèque personnelle de sa propriété jamaïcaine Goldeneye.
Bond est commander dans la marine britannique (équivalent en France de capitaine de frégate), mal traduit dans la version française des films par « commandeur » ; il fait partie des troupes de la Royal Naval Reserve. Il est décoré de l'ordre de Saint-Michel et Saint-Georges.
À l'écran, il est connu pour se présenter par la phrase « Mon nom est Bond, James Bond » dès qu'il en a l'occasion, une réplique devenue culte, et pour commander sa vodka-martini « au shaker, pas à la cuillère. » Il est généralement vêtu d'un smoking (l'habit qui le caractérise par excellence), et porte souvent une montre-bracelet.

### Physique
Tout au long des livres, la description physique de Bond reste assez cohérente : blanc de peau, une carrure mince, une cicatrice verticale sur sa joue droite (absente des films), des yeux bleu-gris, des cheveux noirs et courts, une mèche tombante sur le front. Dans le roman Casino Royale, un agent du SMERSH trace la lettre cyrillique Ш (CH pour Chpion : espion en russe) sur le dos de l'une de ses mains ; malgré des greffes de peau qui ont permis de rendre le Ш indiscernable, des signes de la blessure subsistent. Dans le roman Bons baisers de Russie, il est écrit que Bond mesure 1 mètre 83 et pèse 76 kg.

### Psychologie

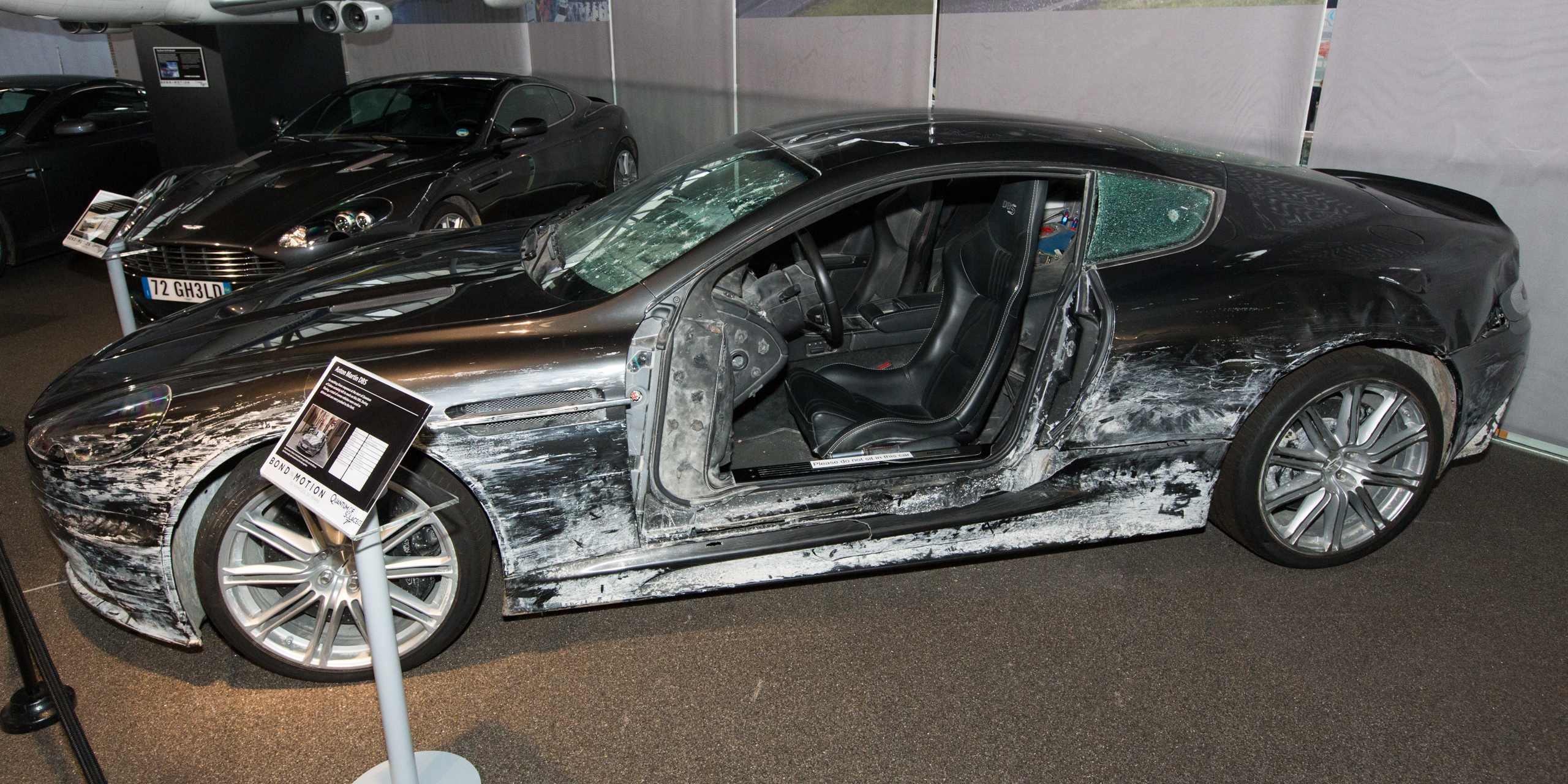
Aston Martin DBS V12 éraflée de Quantum of Solace (2008).

Bond est dépeint comme très intelligent. Dans Goldfinger, il calcule de tête combien de camions seront nécessaires pour transporter tout l'or de Fort Knox, et combien de temps l'or serait radioactif si la bombe d'Auric Goldfinger explosait. Dans Casino Royale, il montre son aptitude à calculer les probabilités de draws d'un jeu de cartes dans un tournoi de poker. Dans les films, le « génie » de Bond est d'ailleurs devenu un running gag durant la période Roger Moore, la blague disparut lorsqu'il fut remplacé par Timothy Dalton.
James Bond est le type même de l'homme qui côtoie la mort tous les jours. S'il lui est permis de tuer, il est, lui aussi, l'objet constant de haines assassines. Ian Fleming voyait en Bond un homme quelquefois tourmenté. Ce n'est guère le cas dans la série de films tournés par Sean Connery et Roger Moore. Timothy Dalton essaiera de redonner une image plus fidèle au modèle de Fleming.
James Bond est condamné à vivre au jour le jour. Il ne regarde pas l'avenir (à l'exception de l'épisode de son mariage dans Au service secret de Sa Majesté), mais souffre du passé. Le James Bond du cinéma ne montre que rarement une crainte de la mort : on l'entendra par exemple crier « Au secours ! » (« Help! ») dans la version originale d'Opération Tonnerre (cri traduit par « Eh ! » dans la version française) ou encore négocier pour avoir la vie sauve dans Goldfinger auprès du personnage éponyme qui le tient prisonnier et est sur le point de le découper au laser.
Bond est un séducteur invétéré. La plupart des femmes qu'il rencontre lui cèdent tôt ou tard, qu'elles soient dans son camp ou non. James Bond s'attache rarement aux femmes et en change à chaque mission. Il se marie malgré tout une fois, mais son épouse Tracy est assassinée juste après la cérémonie. Il est d'ailleurs courant que ses conquêtes perdent malencontreusement la vie parce qu'elles se trouvent mêlées à son aventure, mais il n'en semble jamais très affecté. Ce détachement, qui prend un aspect souvent cynique, est attribué soit à la volonté de Bond de ne pas afficher ou révéler sa souffrance, soit à son désintérêt pour les femmes[précision nécessaire] auxquelles il refuse de s'attacher (attitude renforcée après la mort de son épouse). Toutefois, et c'est exceptionnel, l'assassinat de Tracy Bond, sur ordre de Ernst Stavro Blofeld, dans Au Service secret de Sa Majesté, l'affectera énormément, au point de sombrer ensuite dans la déprime, l'alcoolisme et la surconsommation médicamenteuse (ce qui ne l'empêchera pas d'assouvir sa vengeance).
Dans Casino Royale, après la mort de Vesper Lynd, sa loyauté envers M est remise en question : il ne s'occupe pas d'exécuter sa mission dans Quantum of Solace mais mène sa vengeance personnelle.

### Capacités et culture

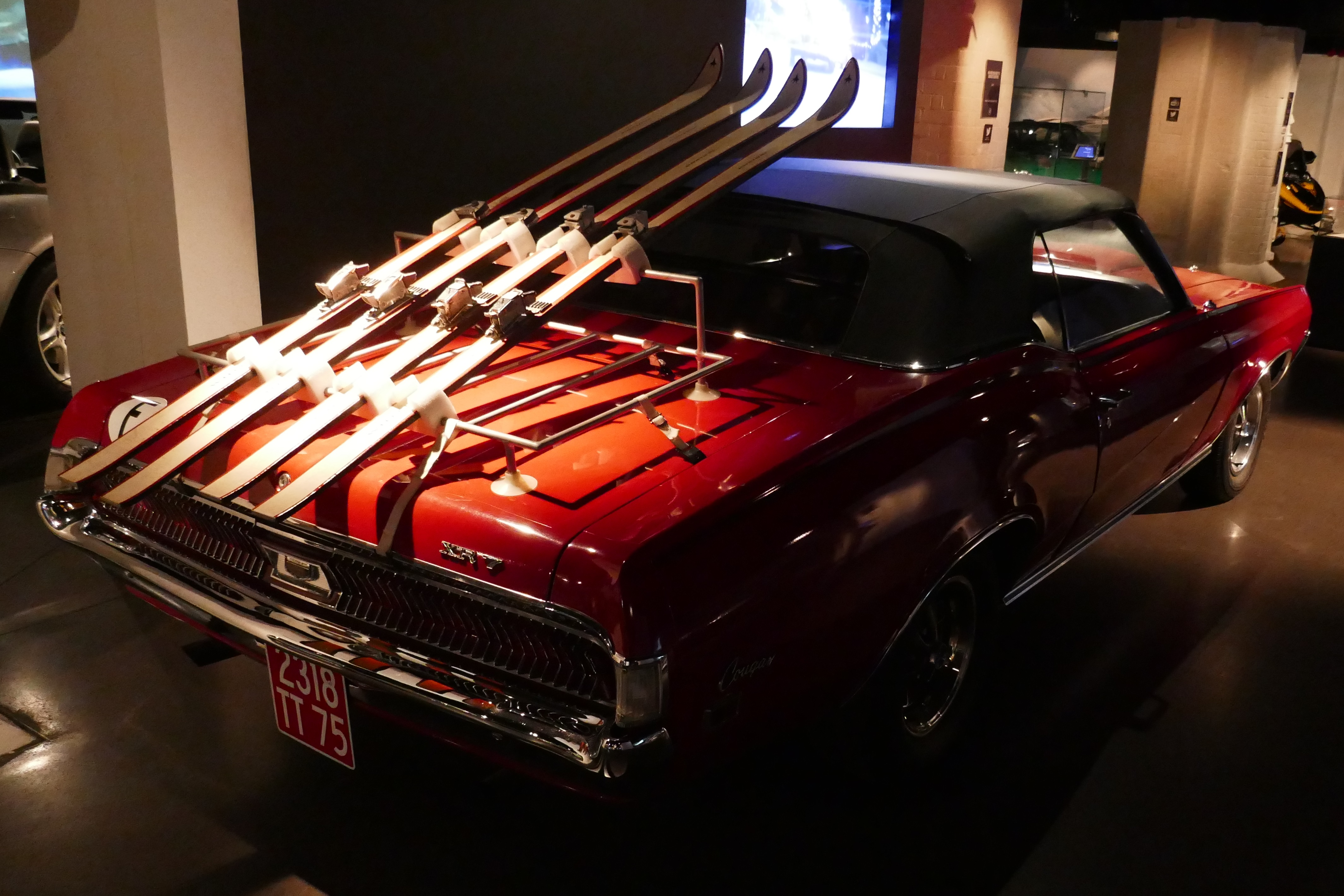
Mercury Cougar du film Au service secret de Sa Majesté avec George Lazenby, en 1969.

Bond maîtrise de nombreux sports, notamment le ski, la boxe, le judo et l'escrime ; il profite d'ailleurs de ses heures de service de nuit pour rédiger un manuel intitulé Stay Alive! qui a pour but de compiler les méthodes secrètes de combat à mains nues. Il pratique également le golf (handicap 9). En plus de l'anglais, il parle couramment plusieurs langues, dont l'allemand, le russe, le français et le japonais. En dépit de ces capacités, James Bond n'est pas présenté dans les romans comme un homme très cultivé. Sa bibliothèque est peu fournie (seulement un livre sur le golf, un autre sur les manières de tricher au jeu, une anthologie des discours de John Fitzgerald Kennedy et quelques romans policiers), il n'a pas de connaissances particulières en art (peinture, sculpture). Enfin, la musique le laisse indifférent. C'est dans le film James Bond 007 contre Dr No qu'on l'entend chanter pour la seule et unique fois. Tout juste s'intéresse-t-il vaguement au jazz pour faire plaisir à son ami Felix Leiter, grand amateur de ce genre musical, mais finalement l'apprécie peu, contrairement à son collègue 009 qui ne peut s'en passer comme le montre une course-poursuite dans les rues de Rome dans le film Spectre, le véhicule était destiné à l'origine à 009. Il faut noter également que James fait savoir dans le film Goldfinger qu'il déconseille d'écouter les Beatles.

## Univers

### Amis et ennemis

#### Agents secrets britanniques et américains

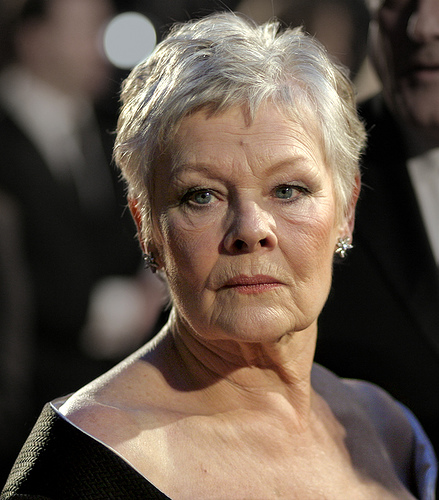
Olivia Mansfield, dite M, jouée par Judi Dench, est directrice du MI6 de GoldenEye (1995) à Skyfall (2012).

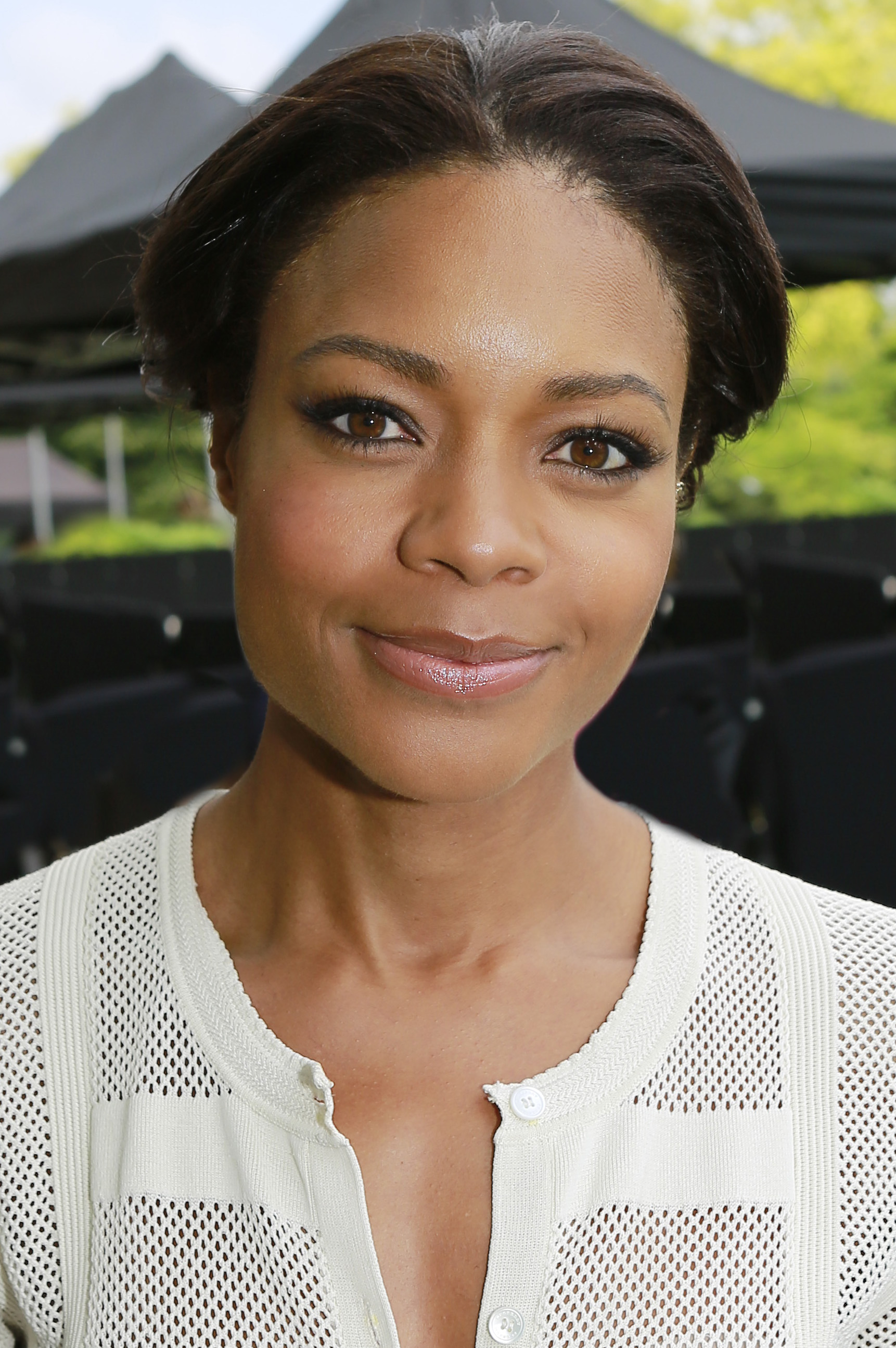
Miss Moneypenny, jouée par Naomie Harris à partir de Skyfall (2012), secrétaire de direction du MI6.

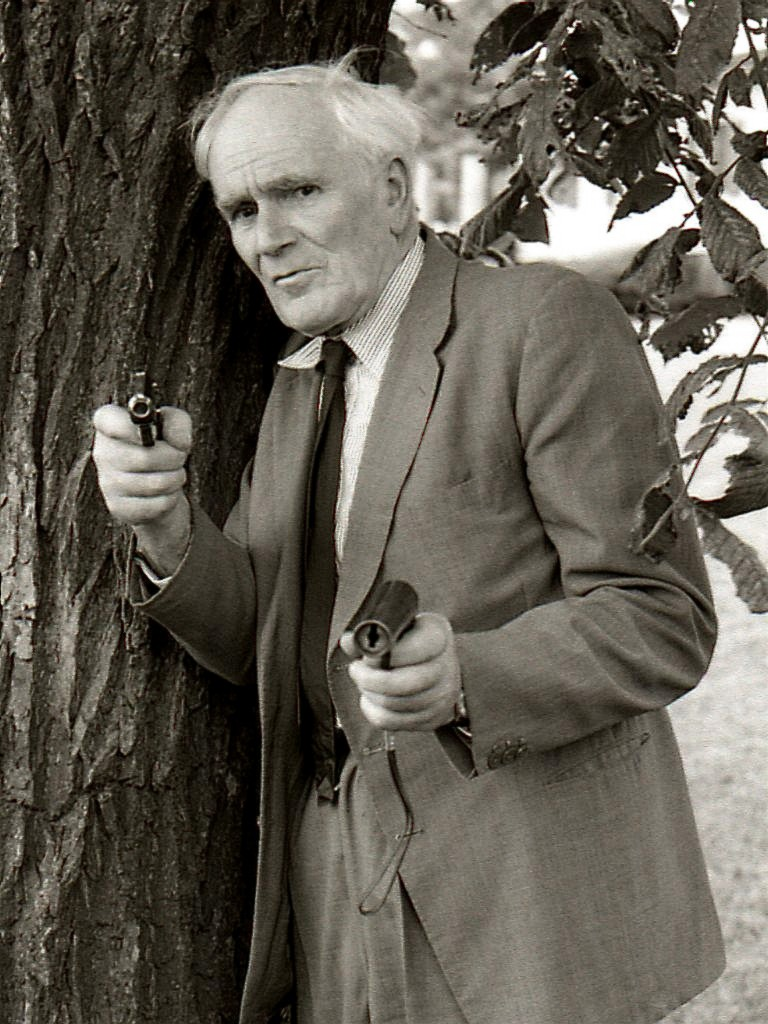
Q, responsable de la section « Q » recherche et développement du MI6, dans Octopussy (1983).

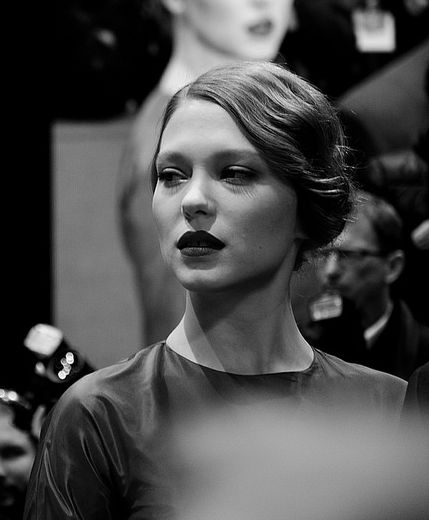
La James Bond girl Madeleine Swann apparaît dans 007 Spectre (2015) et Mourir peut attendre (2021).

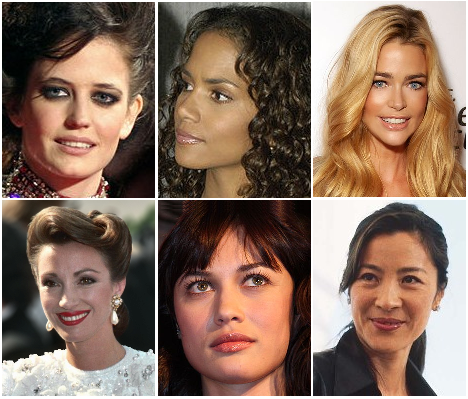
Quelques James Bond girls.

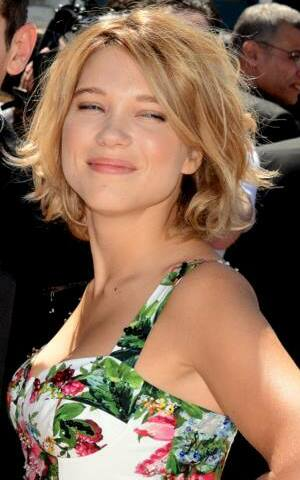
Dr Madeleine Swann (Léa Seydoux)

Le supérieur de Bond et les autres officiers du MI6 sont généralement désignés par des lettres. Les plus connus sont M, le directeur du MI6, et Q, le directeur de la section équipement. Si M a pu être joué par des acteurs différents au cours des films (M est une femme interprétée par Judi Dench dans les avant derniers Bond), Q a pratiquement toujours été interprété par Desmond Llewelyn avant d'être remplacé à la mort de l'acteur par John Cleese. Dans Le monde ne suffit pas, Desmond Llewelyn étant toujours présent (il décèdera peu après le tournage du film) et John Cleese faisant déjà une apparition, le personnage de John Cleese, amené à remplacer Q, s'appelle R. En revanche, dans le film suivant Meurs un autre jour, il devient bel et bien Q. Après une absence dans deux films, Q fait son retour dans Skyfall, interprété par Ben Whishaw. Dans les romans de Fleming, James Bond a deux secrétaires, Loelia Ponsonby et Mary Goodnight, dont les rôles dans les films sont transférés sur la secrétaire de M, Miss Moneypenny. Dans les films, lorsque Bond attend d'entrer dans le bureau de M, il se livre traditionnellement à un flirt ou à des joutes verbales avec Moneypenny.
Occasionnellement, Bond est amené à travailler avec son vieil ami de la CIA, Felix Leiter. Dans les films, Leiter apparaît régulièrement durant la période avec Sean Connery, seulement une fois aux côtés de Roger Moore, et dans les deux films de Timothy Dalton ; cependant, il est presque à chaque fois incarné par un acteur différent (il est interprété par le même acteur dans Vivre et Laisser Mourir et Permis de Tuer). Absent dans les films avec Pierce Brosnan (même s'il est remplacé par Jack Wade), Leiter revient dans Casino Royale (2006), Quantum of Solace (2008) et Mourir peut attendre (2021) où il trouve la mort. C'est le même acteur, Jeffrey Wright, qui interprète ce personnage dans les trois derniers films.
Les conquêtes de Bond, communément appelées les « James Bond girls », n'apparaissent généralement que dans un épisode. Amies ou ennemies, elles portent souvent des noms à double sens en anglais : « Pussy Galore », « Plenty O'Toole » ou « Xenia Onatopp ».

#### SMERSH
James Bond possède aussi de nombreux ennemis. Dans les premiers romans, l'ennemi est le SMERSH, organisation criminelle soviétique.
Dans les premiers romans de la série James Bond, le SMERSH est l'organisation rassemblant les ennemis de l'agent secret britannique du MI6. Organisation de contre-espionnage soviétique, son nom provient de la contraction des mots russes smert' shpionam signifiant « mort aux espions ». Cette organisation existe réellement durant la Seconde Guerre mondiale (SMERSH).
Le SMERSH est poussé au-delà de sa véritable longévité par Ian Fleming dans ses premiers romans consacrés à James Bond. Le SMERSH disparaît complètement des adaptations cinématographiques de ces différents romans au profit du SPECTRE, qui a supplanté le SMERSH dans le roman Opération Tonnerre.
Son siège social est situé à Léningrad, en URSS.
Le service secret soviétique apparaît dans les romans suivants :
- Casino Royale
- Vivre et laisser mourir
- Bons Baisers de Russie
- Docteur No
- Goldfinger
- L'espion qui m'aimait (novélisation)

Ses membres les plus connus sont :
- Le Chiffre, banquier du SMERSH qui se servait de l'argent de ses clients pour faire des placements. À la suite d'une perte de 100 millions de dollars dans une chaîne de maisons closes fermées par le gouvernement français, il essaie de regagner cette somme au casino; James Bond le bat. Le SMERSH envoie un de ses agents le tuer alors-même qu'il torturait Bond pour récupérer la somme ;
- Adolph Gettler, agent qui suit à la trace Bond et sa petite amie Vesper Lynd en vacances. Portant un bandeau noir sur l'œil, il vend des montres suisses pour se couvrir ;
- Mister Big, membre du SMERSH qui dirigeait une secte vaudou et finançait les opérations du service soviétique avec un trésor pirate retrouvé au large de la Jamaïque. Il finira jeté aux requins et barracudas comme ses hommes par Bond. Dans les films, il inspirera le principal méchant du film Vivre ou laisser mourir;
- Auric Goldfinger, trésorier britannique d'origine lettone du SMERSH, il a une passion pour l'or et veut empoisonner les soldats de Fort Knox pour voler leur stock d'or et ainsi rendre le SMERSH plus puissant qu'un Occident appauvri par la disparition de la réserve fédérale américaine d'or. Est tué par Bond au cours de son opération ;
- Rosa Klebb, colonel haut gradé du SMERSH chargée de tuer Bond dans l'Orient-Express pour le déshonorer, lui et les services secrets de l'Ouest, en réponse à la mort de Mister Big. Tentera d'empoisonner Bond mais sera tuée par René Mathis ;
- Donovan Grant, ancien militaire britannique passé à l'URSS, chef du département exécutions du SMERSH ;
- Colonel-général Grubozaboyshikov, chef du SMERSH après la mort du premier dirigeant, Lavrenti Beria (ayant réellement dirigé le SMERSH) ;
- Tov Kronsteen, chef du département planification du SMERSH, probablement juif (par son nom). Expert en échecs et champion de Moscou deux années de suite ;
- Colonel Nikitin, membre du SMERSH et chef des services secrets soviétiques comme le KGB ;
- Lieutenant-général Slavin, membre du SMERSH ayant comploté pour la disgrâce de Bond ;
- Lieutenant-général Vozdvishensky, membre du SMERSH et directeur du Ministère des Affaires Étrangères Secrètes de Renseignement, le RUMID ;
- Sergei Borzov, membre du SMERSH au département 2, opérations et exécutions ;
- Anya Amasova, membre du SMERSH au département 4, enquêtes et travaux juridiques. Aussi connue sous le nom d'agent XXX ;
- Kolya Mosolov, membre du SMERSH et du KGB. Elle devait trahir son pays selon un accord décidé par une équipe bien planifiée et vendre des armes pour capturer Bond ;
- Konstantin Nikolaïevitch général Tchernov, membre du SMERSH connu sous le nom de code « Blackfriar », il est le chef de l'enquêteur de l'organisation.

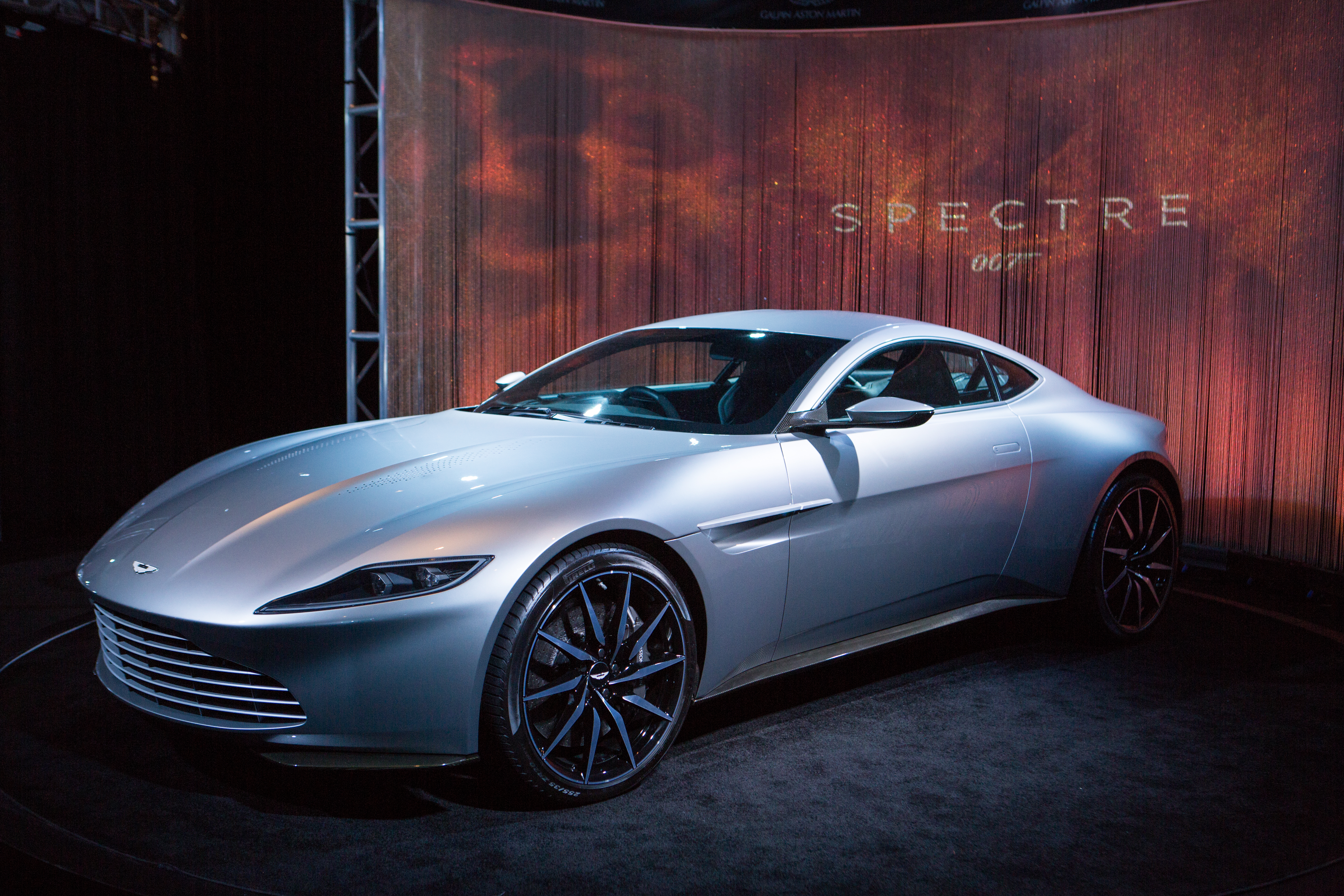
Aston Martin DB10 du film 007 Spectre de 2015, au salon de l'automobile de Los Angeles

#### SPECTRE
Ian Fleming crée dès le début des années 1960 le SPECTRE, que l'on retrouvera par la suite d'une manière directe ou non chez les autres auteurs, tels que John Gardner ou Raymond Benson. Régulièrement, l'agent 007 aura à affronter des organisations secrètes ennemies, telles BAST et le Syndicat. Au cours des premiers films (jusqu'à Vivre et laisser mourir), l'ennemi principal de James Bond est le SPECTRE (à l'exception de Goldfinger), un réseau criminel d'envergure, avec à sa tête Ernst Stavro Blofeld.

#### Autres personnages
Outre James Bond lui-même, Q, Moneypenny, Felix Leiter ou Ernst Stavro Blofeld, on peut citer les personnages suivants, apparus à plusieurs reprises dans les romans ou les films : Bill Tanner, René Mathis, Jack Wade, Requin, J.W. Pepper et plus récemment Charles Robinson.

### Voitures
Quelques voitures attribuées par le MI6 à 007 pour ses missions, et préparées par la section « Q » recherche et développement du MI6, avec pour voiture de prédilection, l'Aston Martin DB5 007 (conçue par l'expert en effet spéciaux John Stears) des films  Goldfinger (1964), Opération Tonnerre, GoldenEye, Demain ne meurt jamais, Casino Royale, Skyfall, 007 Spectre et Mourir peut attendre.

Aston Martin DB5 de Goldfinger, Opération Tonnerre, GoldenEye, Demain ne meurt jamais, Casino Royale, Skyfall et 007 Spectre
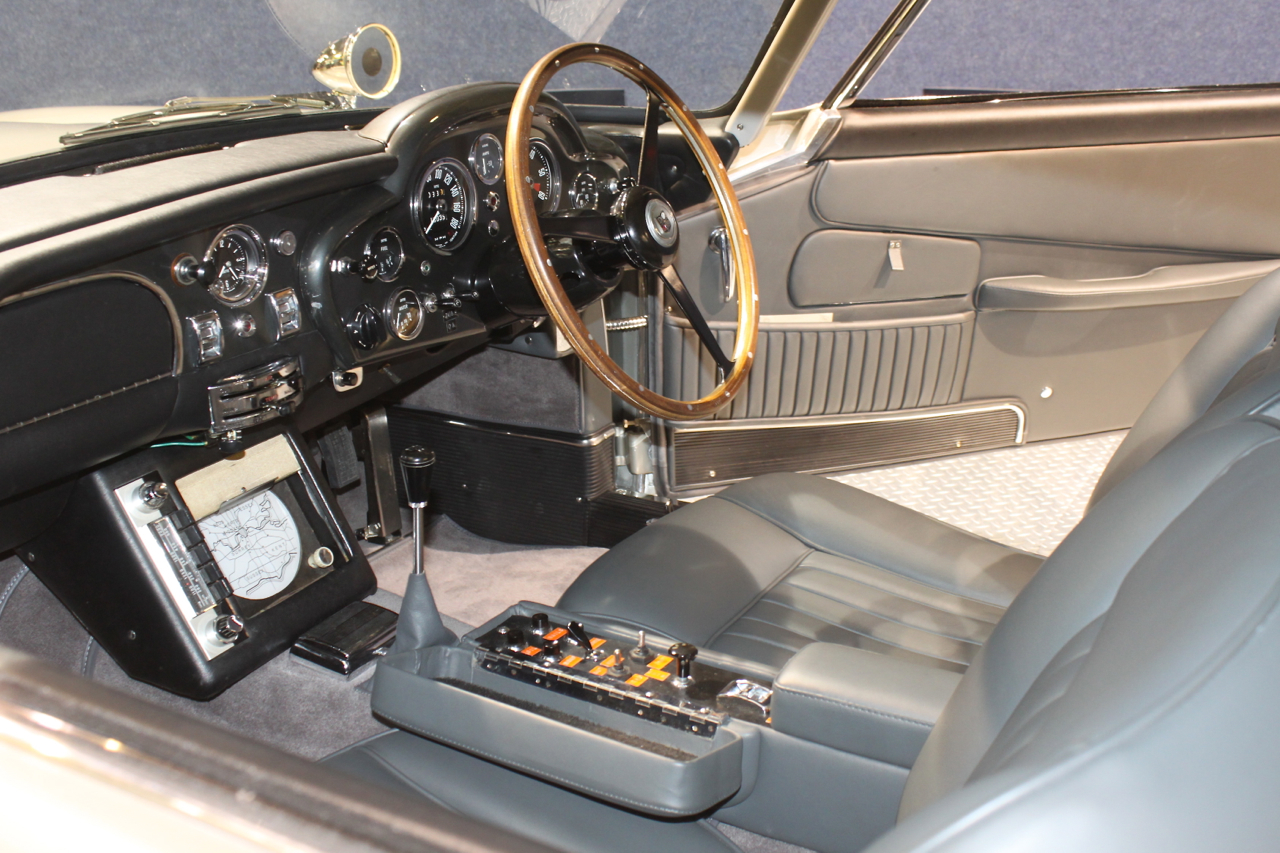
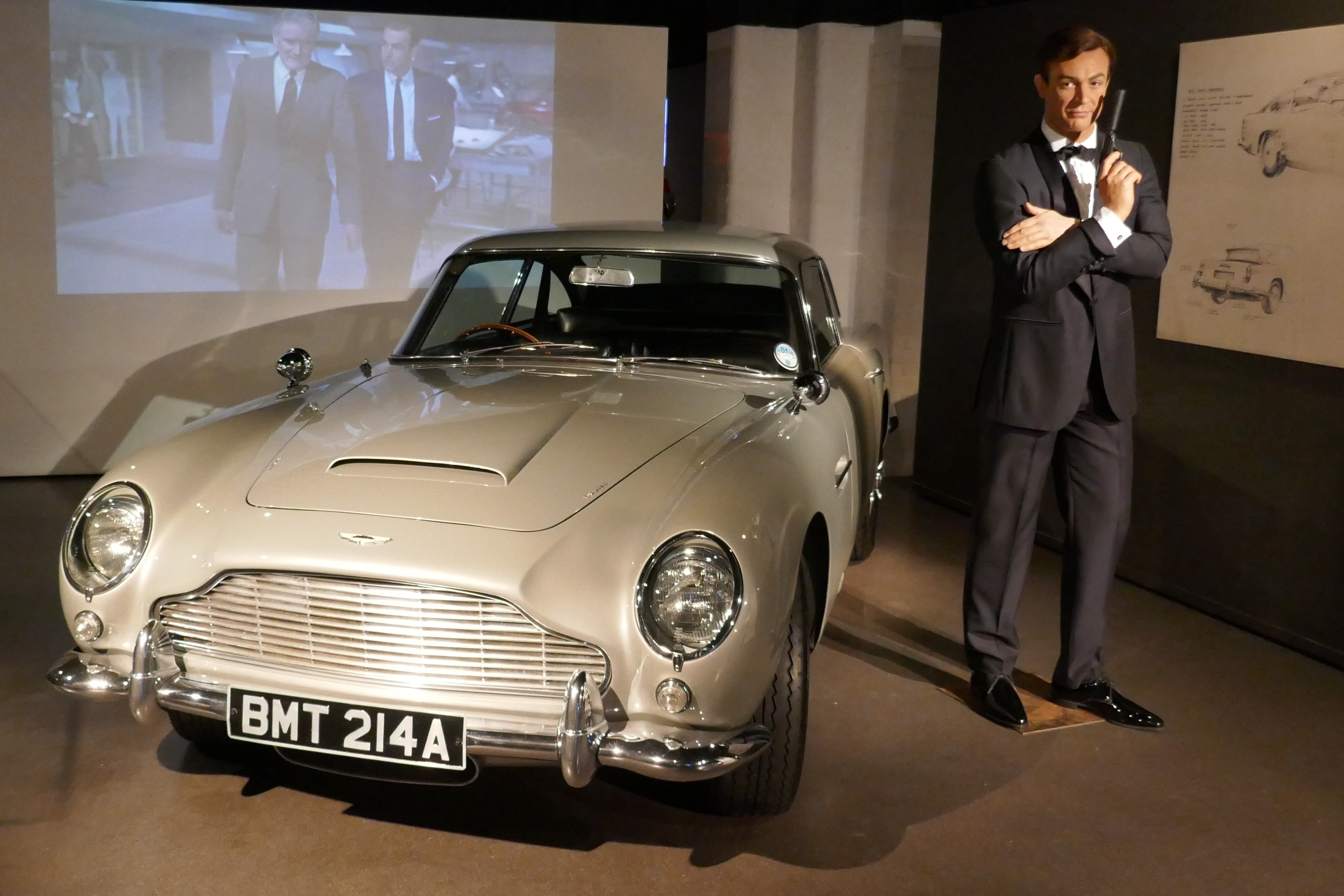
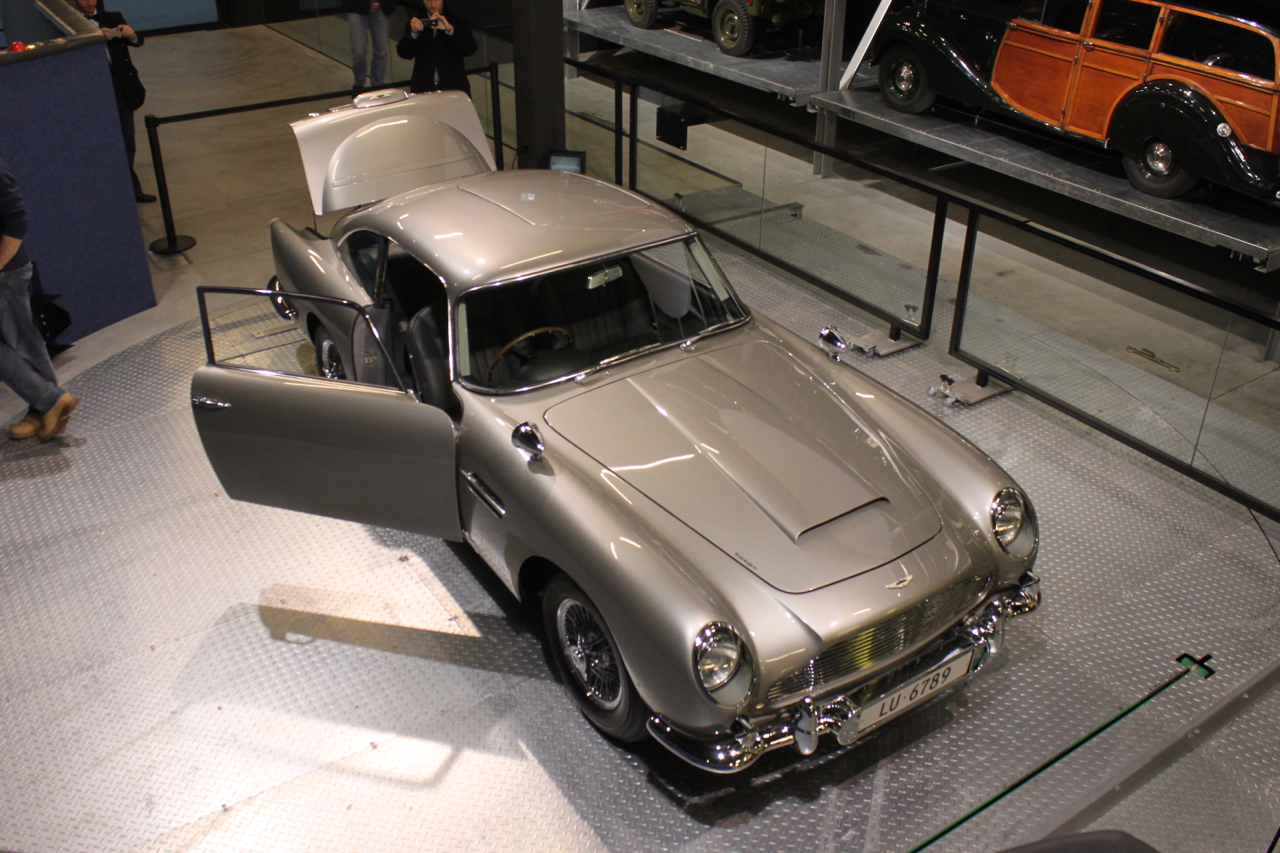
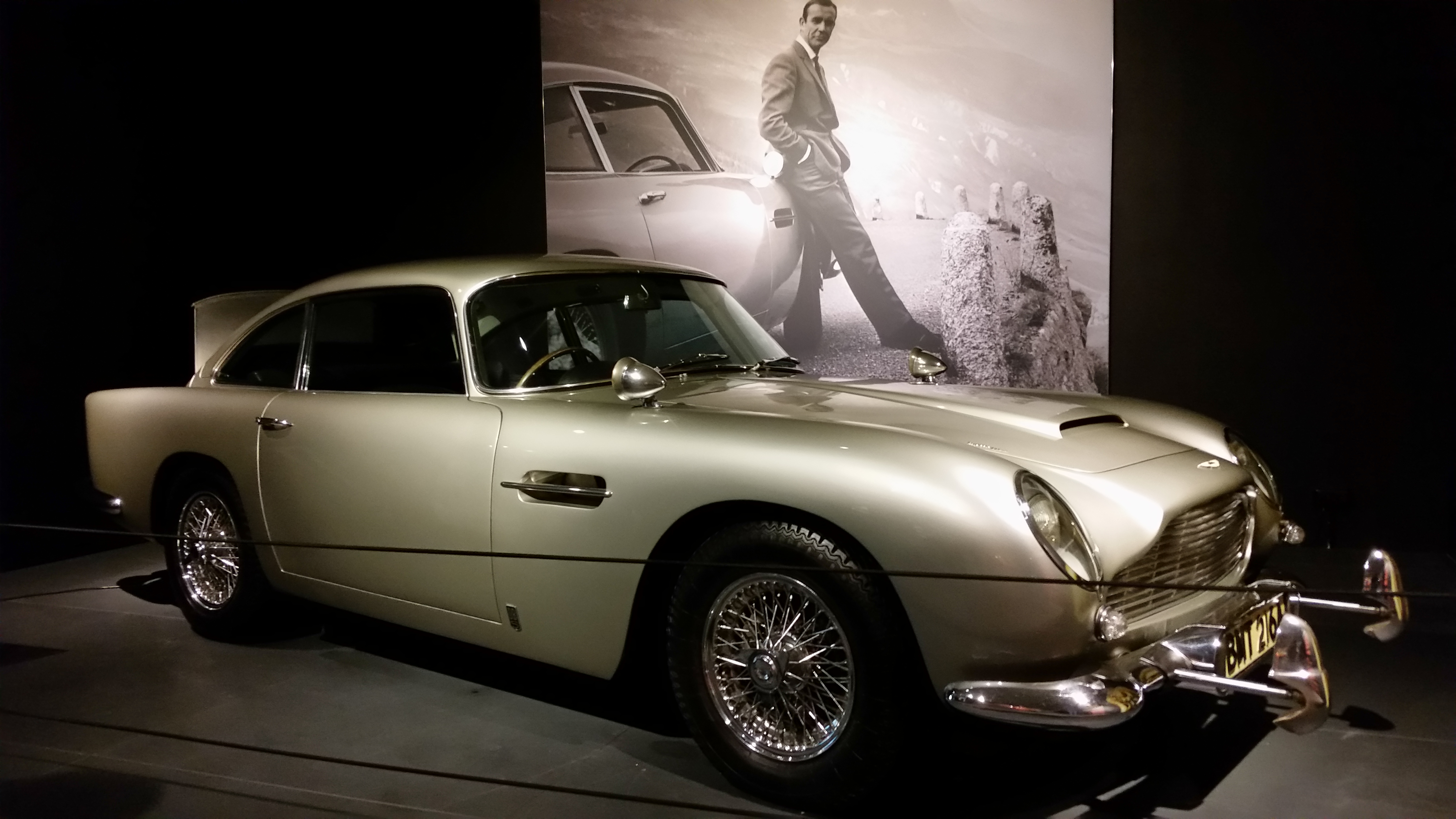

Quelques voitures de la série 007
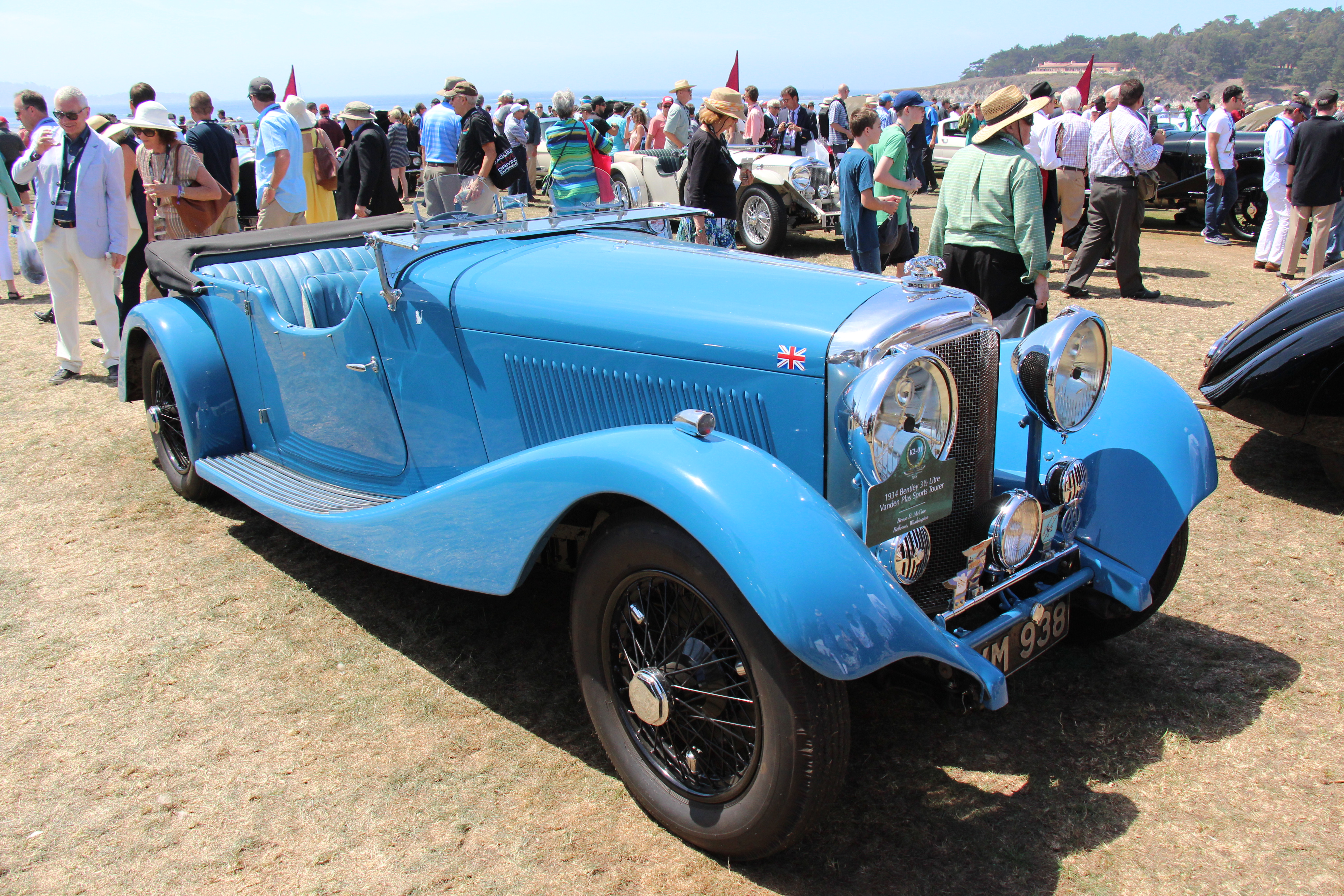
Bentley 3½ Litre de Bons baisers de Russie (1963)
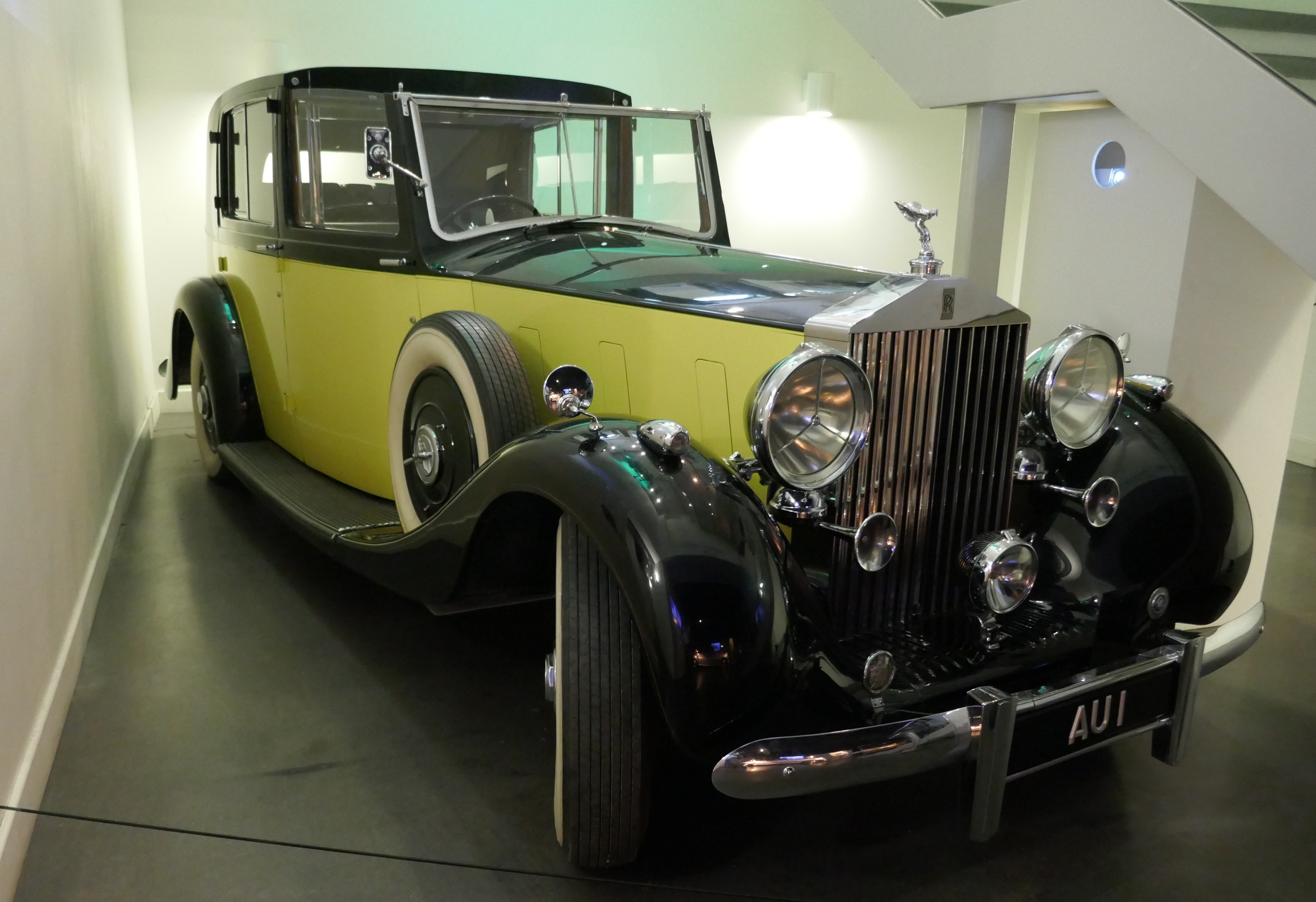
Rolls-Royce Phantom III de Goldfinger (1964)
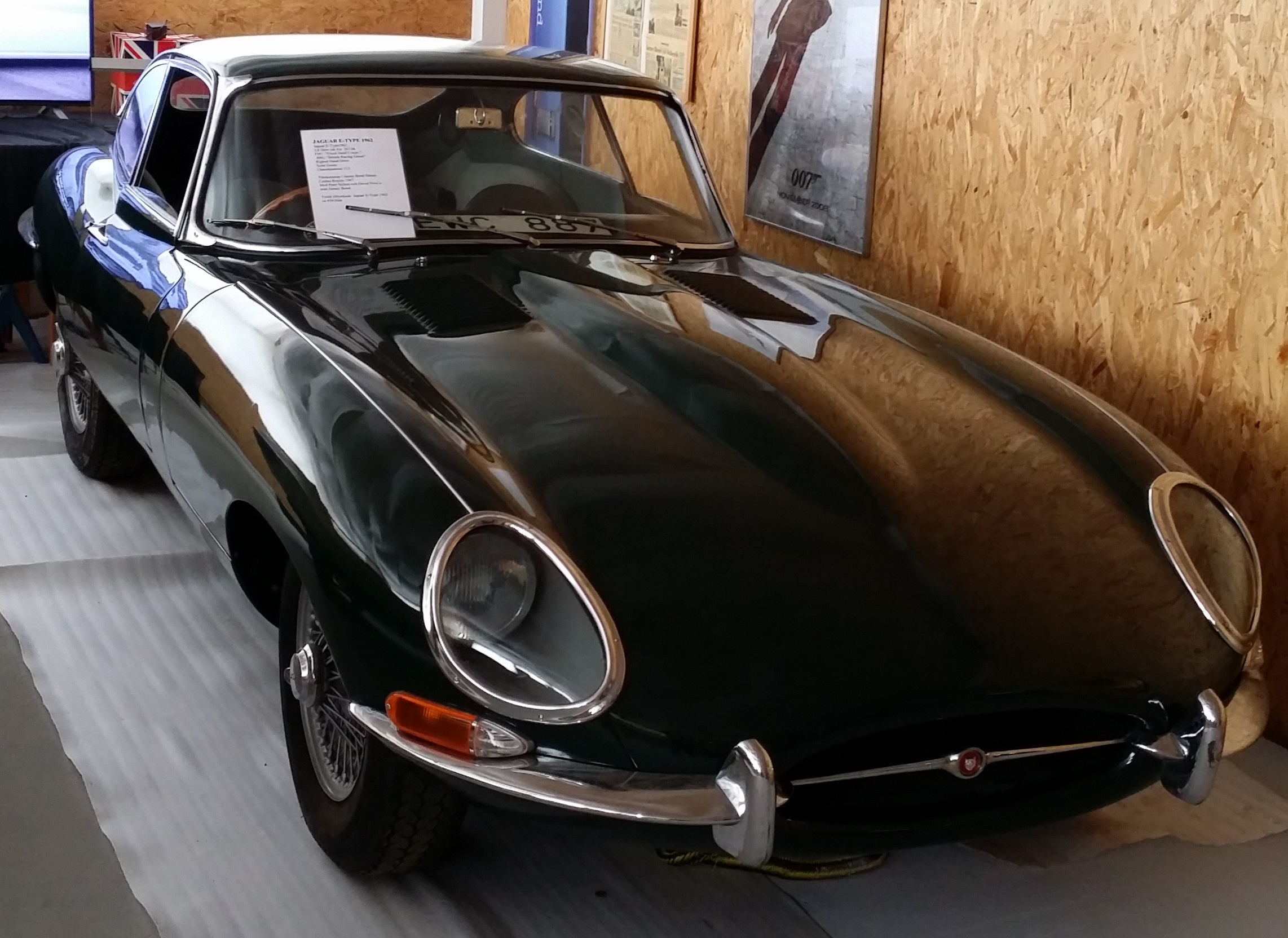
Jaguar Type E de Casino Royale (1967)
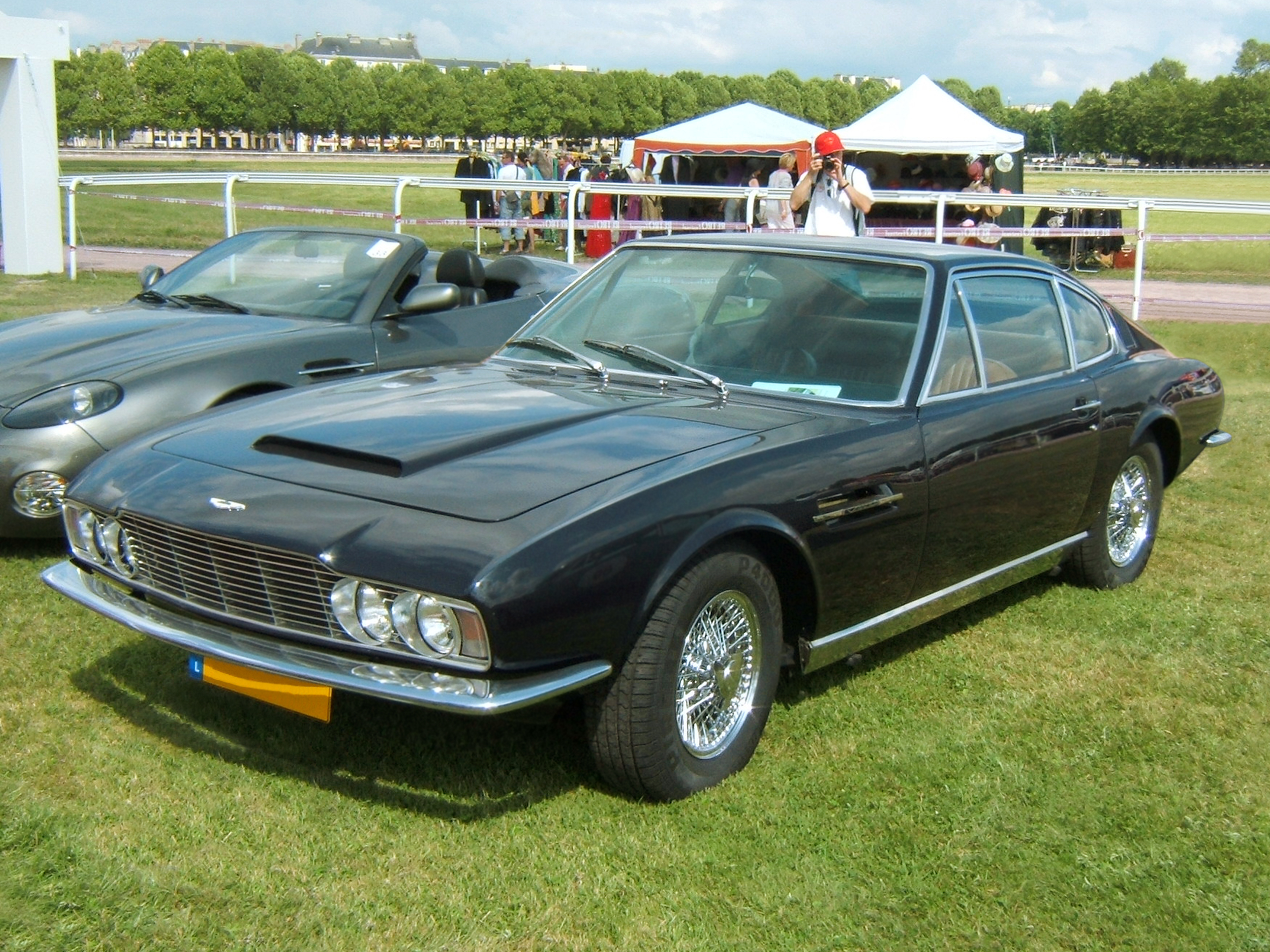
Aston Martin DBS de Au service secret de Sa Majesté (1969)
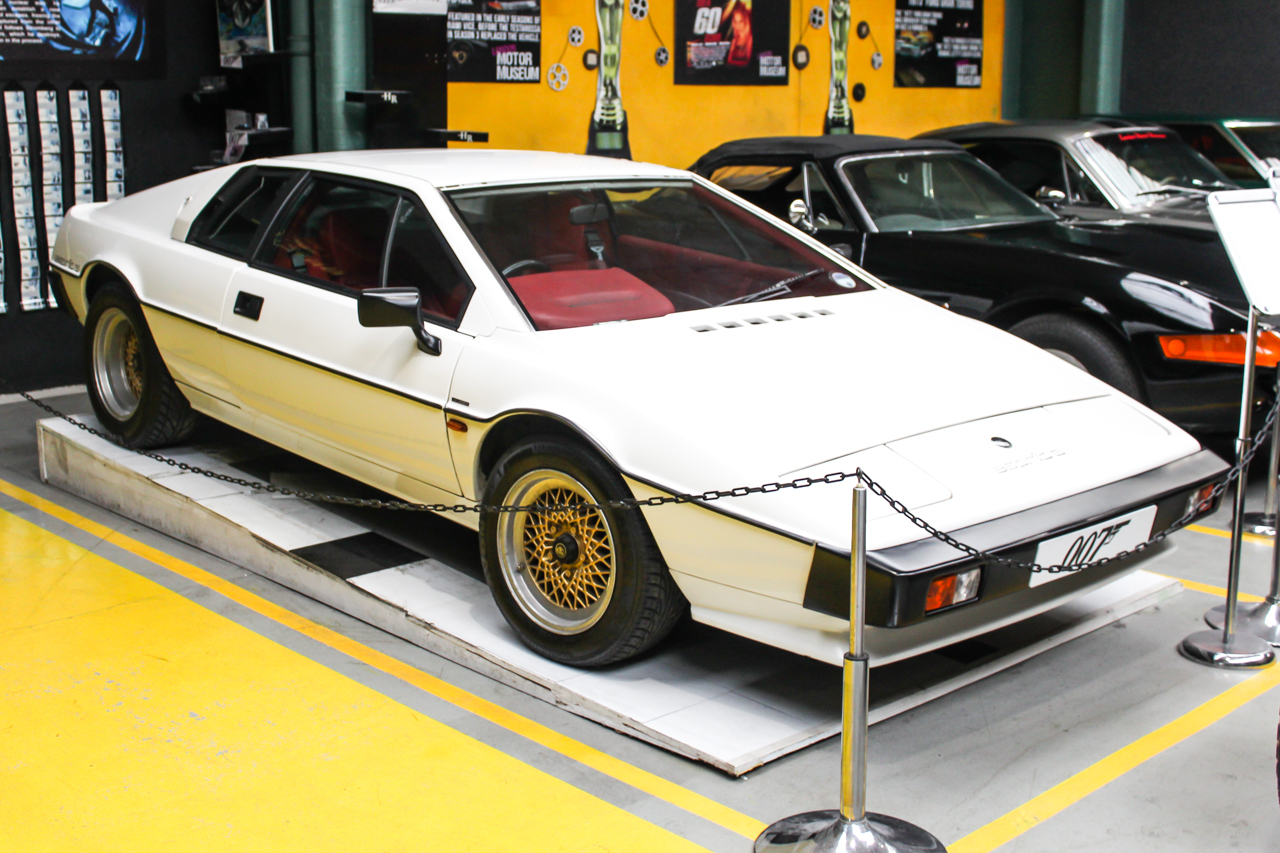
Lotus Esprit Wet Nellie S1 de L'Espion qui m'aimait (1977)
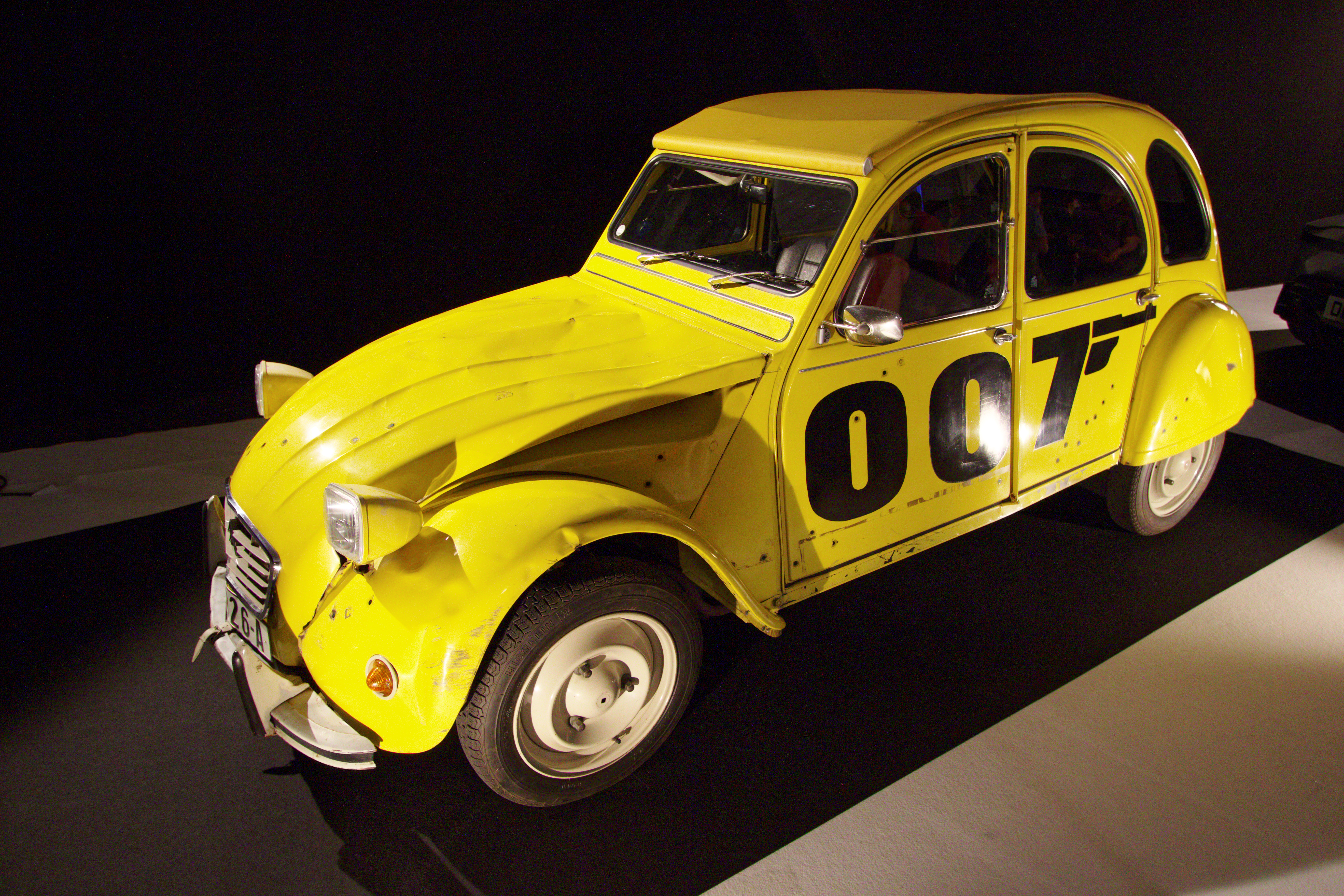
Citroën 2 CV de Rien que pour vos yeux (1981)
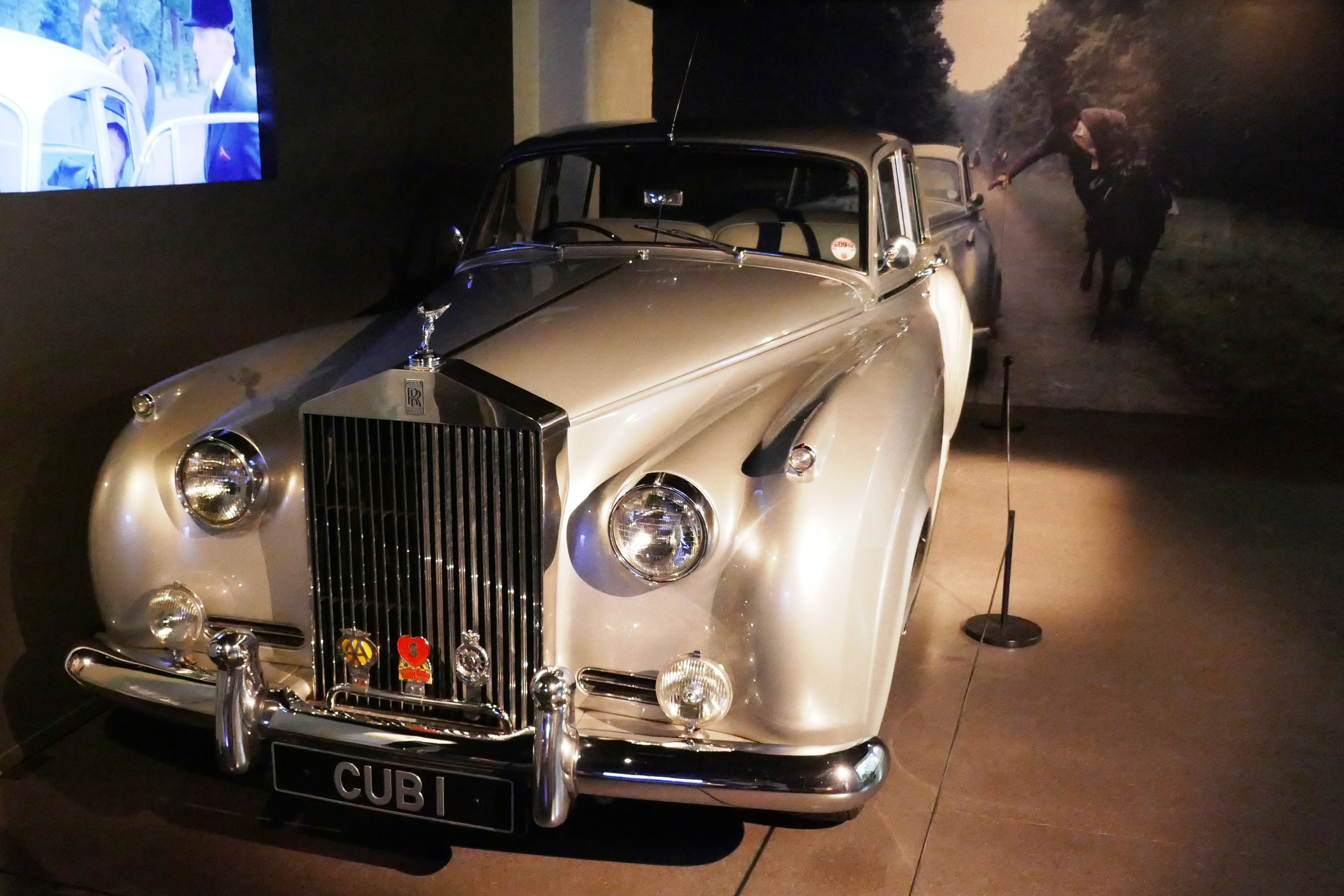
Rolls-Royce Silver Cloud II de Dangereusement vôtre (1985)
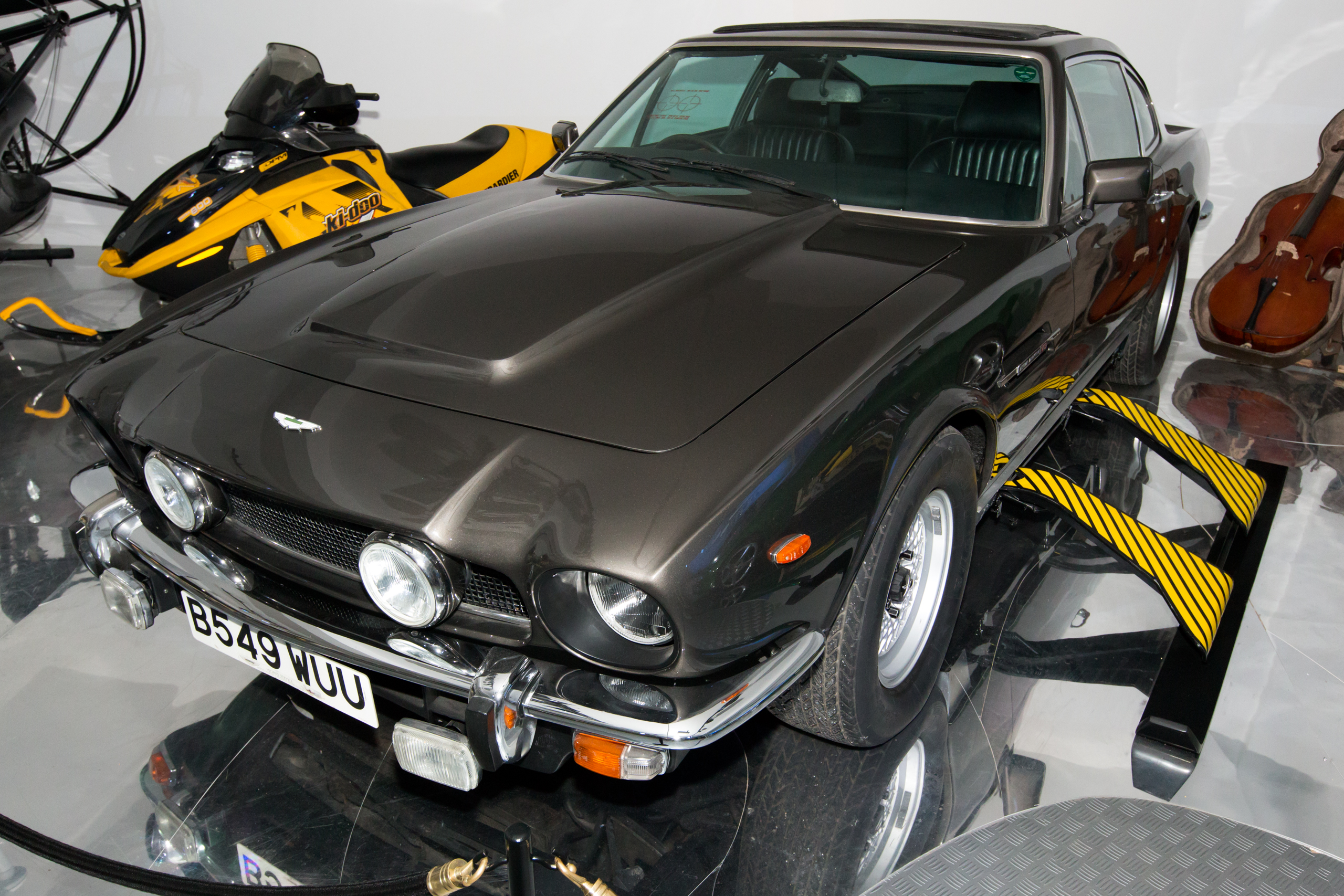
Aston Martin V8 de Tuer n'est pas jouer (1987)
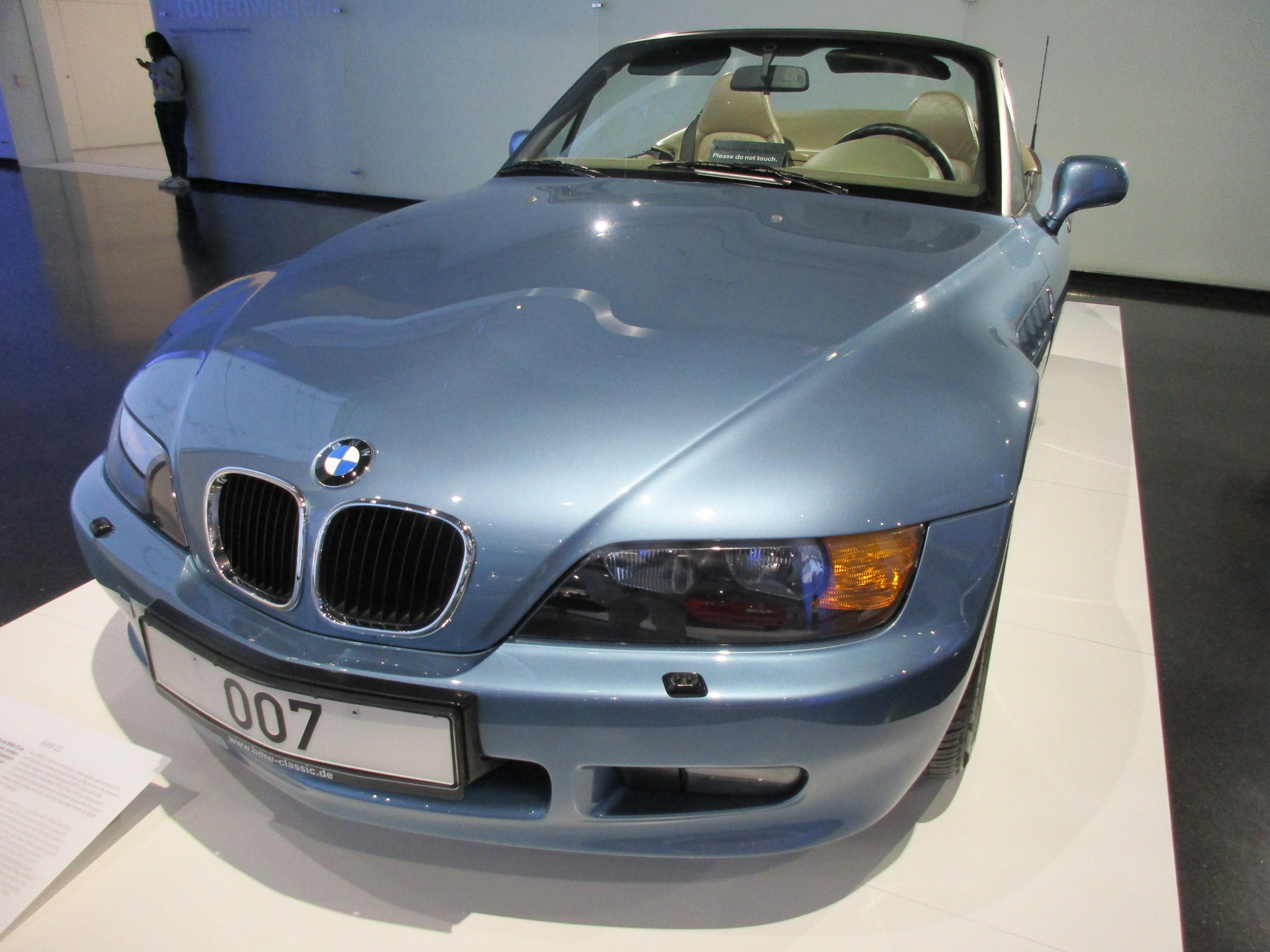
BMW Z3 de GoldenEye (1995) Musée BMW de Munich
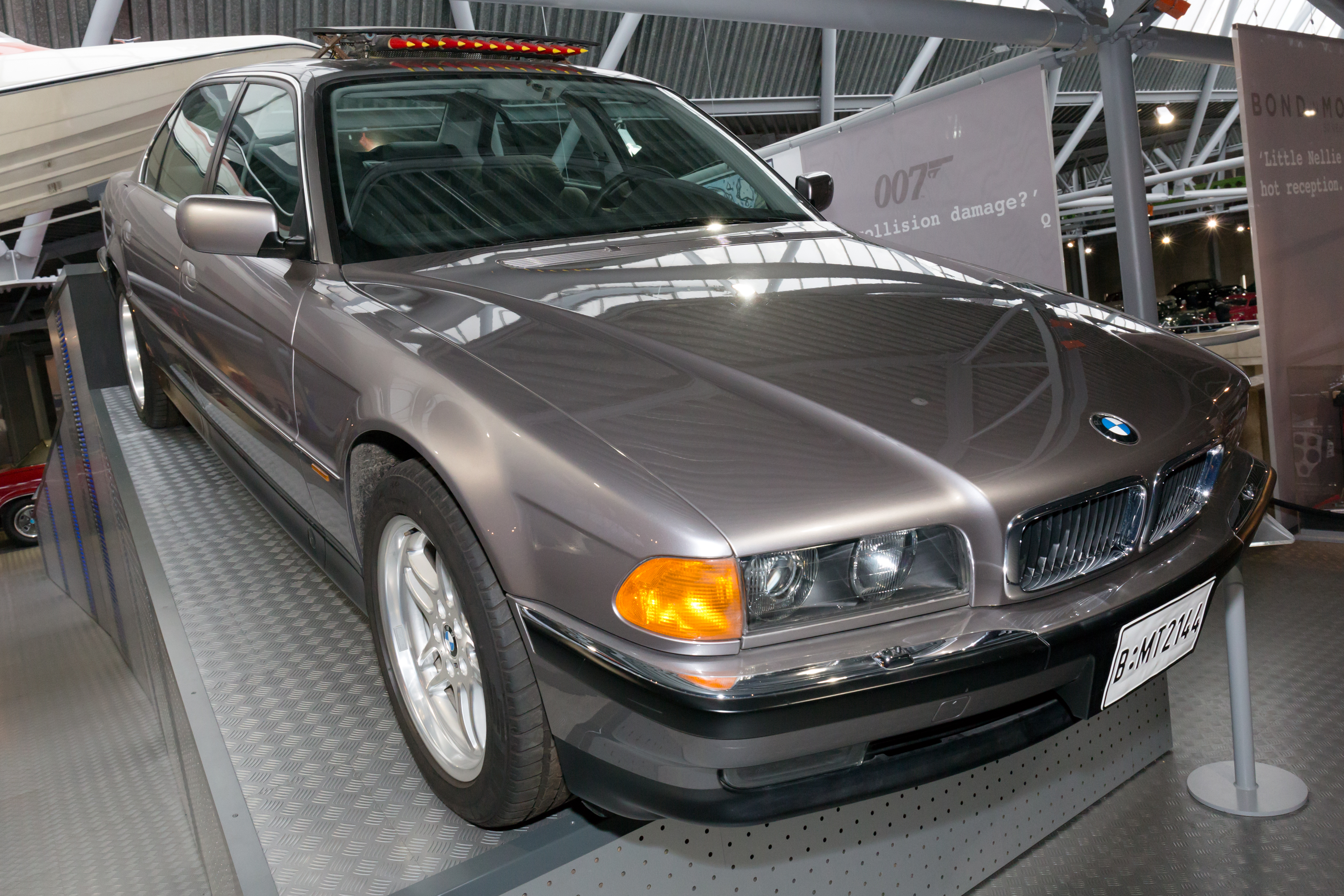
BMW Série 7 de Demain ne meurt jamais (1997)
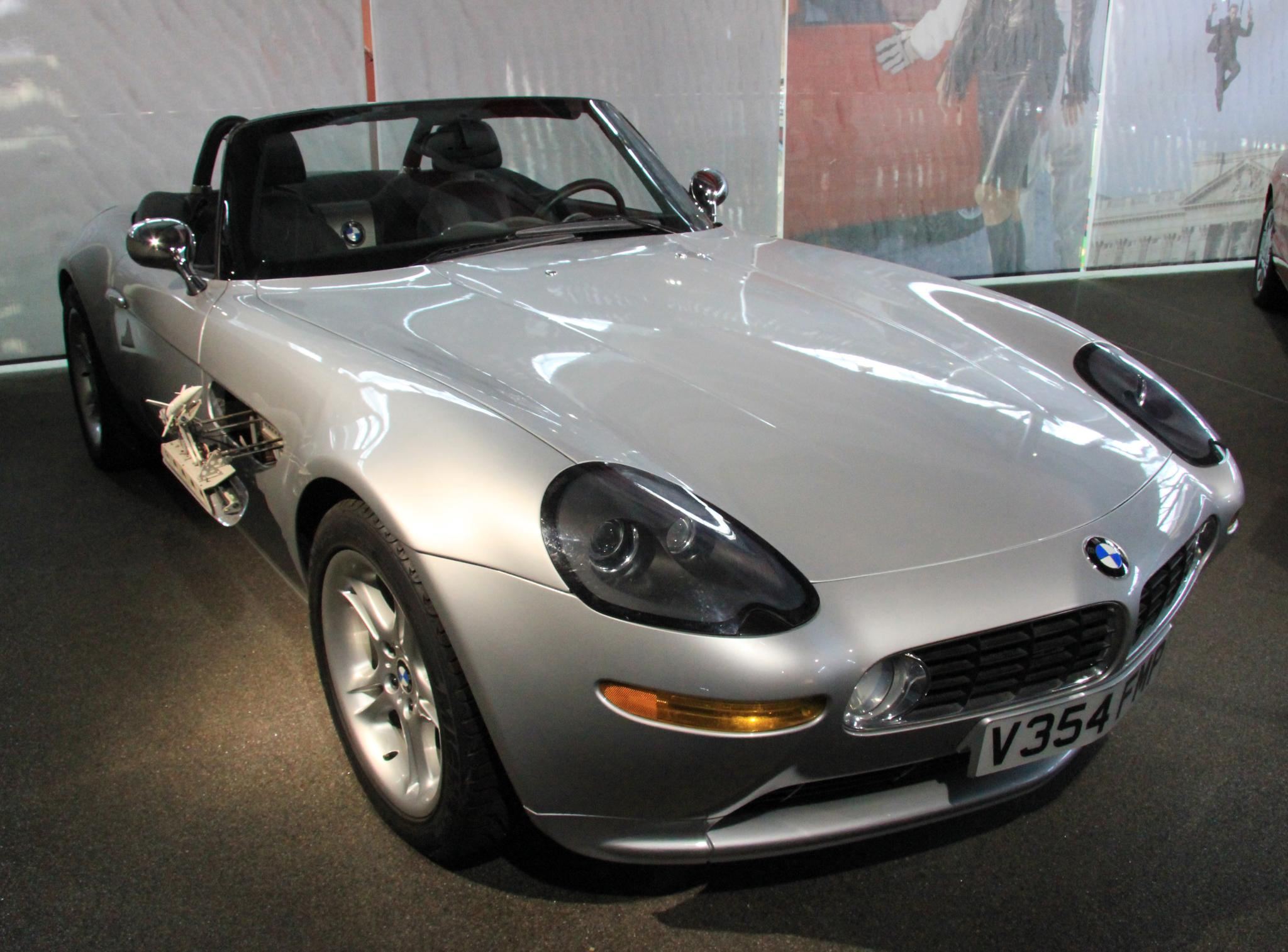
BMW Z8 de Le monde ne suffit pas (1999)
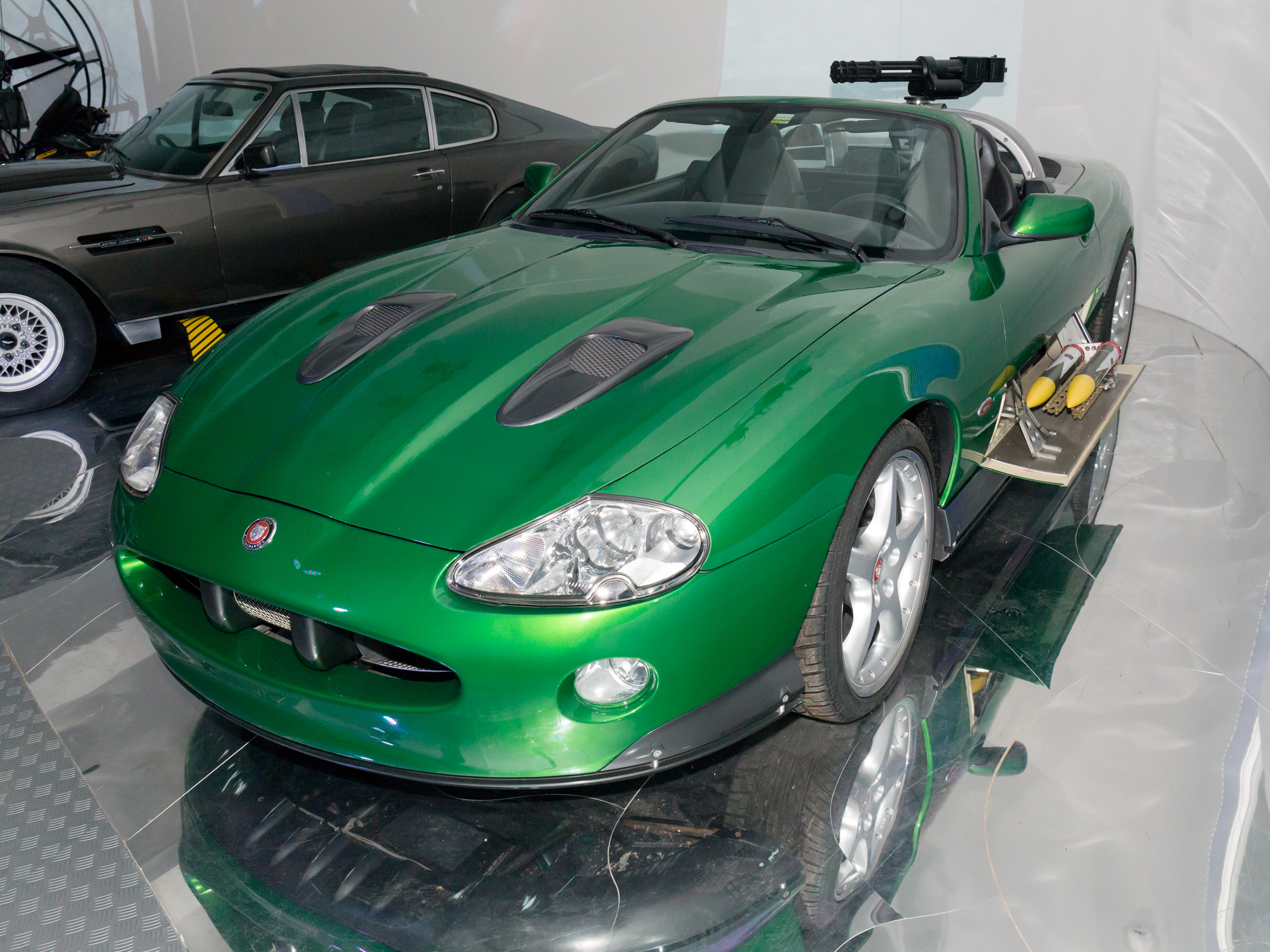
Jaguar XKR Meurs un autre jour (2002)
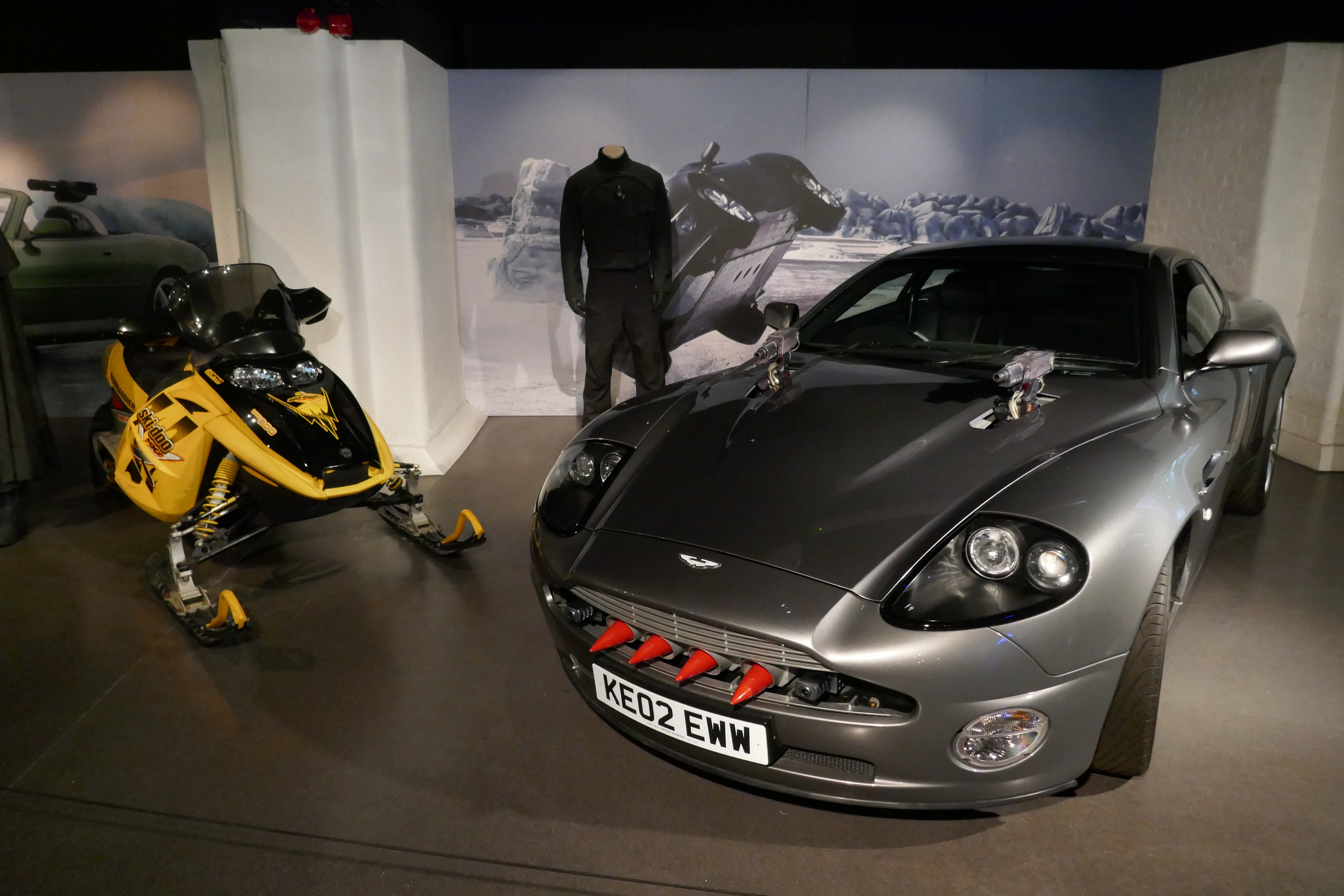
Aston Martin Vanquish de Meurs un autre jour (2002)
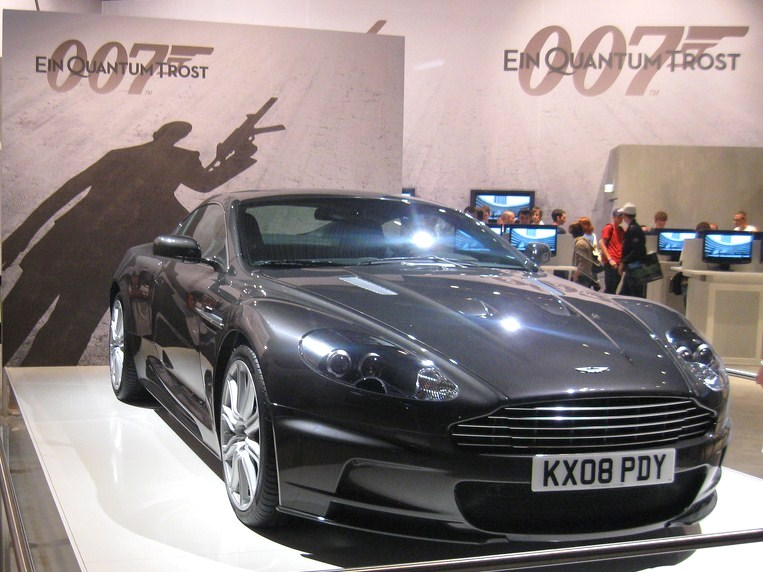
Aston Martin DBS V12 de Casino Royale (2006) et Quantum of Solace (2008)
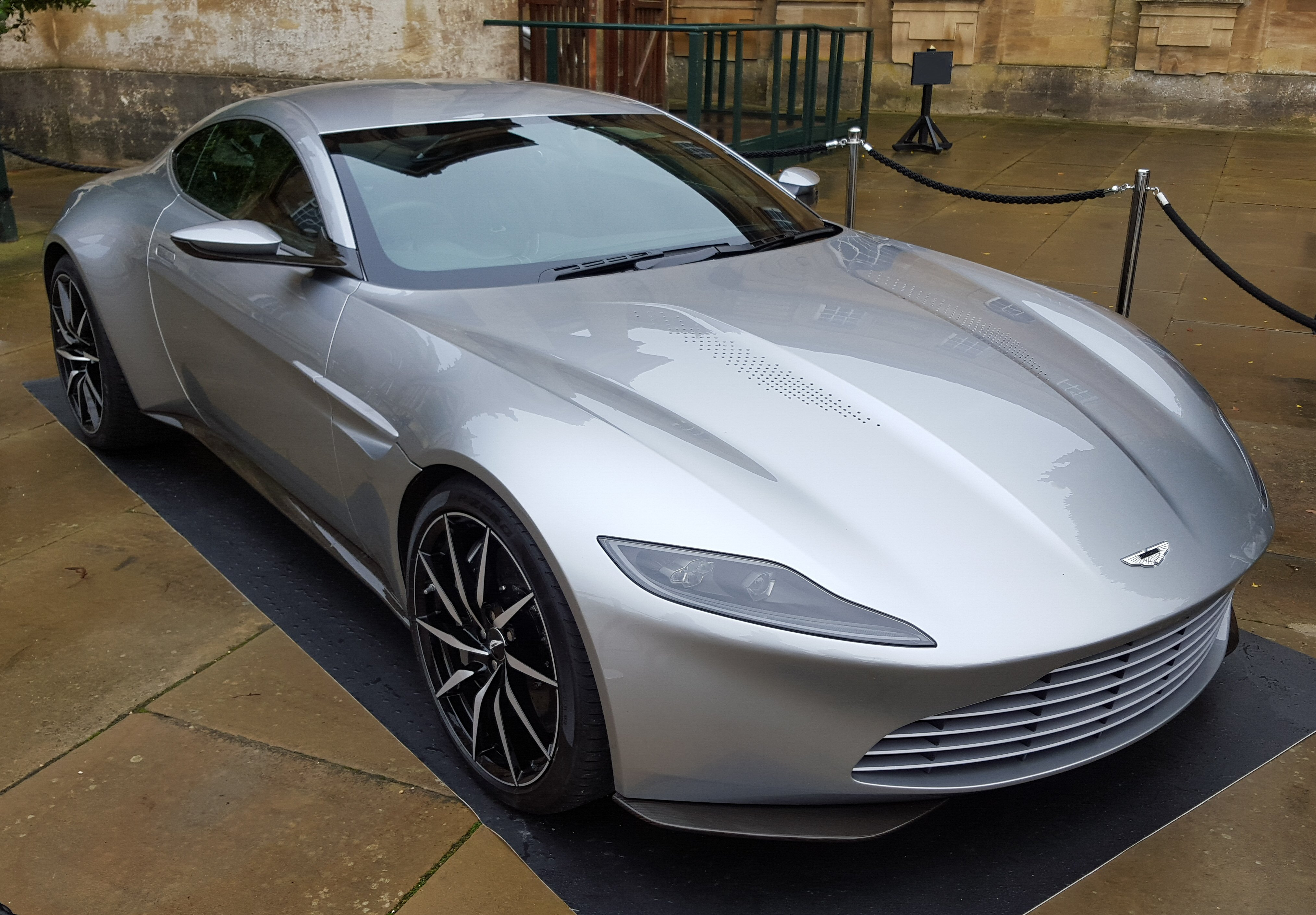
Aston Martin DB10 de 007 Spectre (2015)
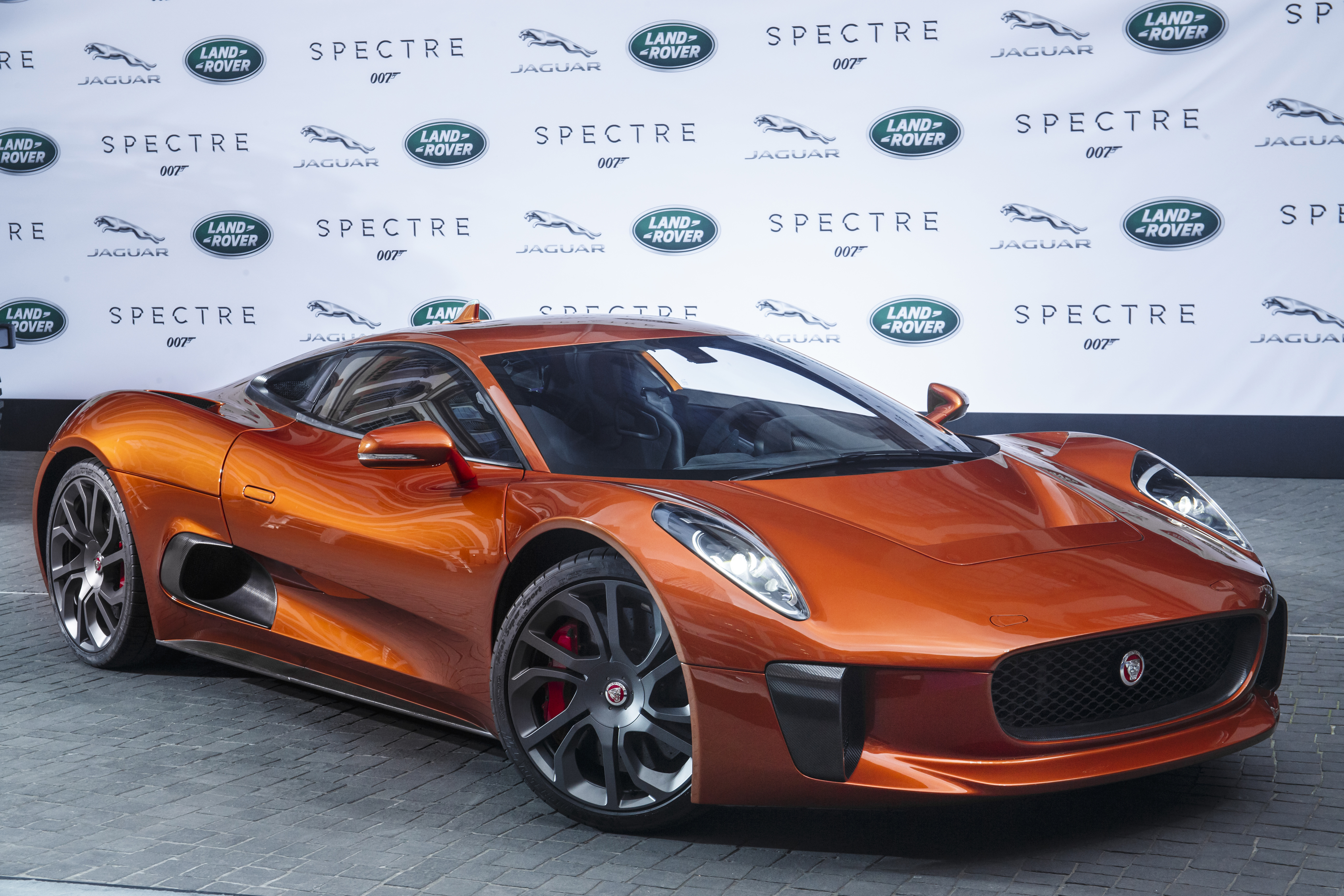
Jaguar C-X75 de 007 Spectre (2015)

### Armes et gadgets
Les gadgets et les véhicules tiennent une part importante dans les missions de James Bond. Ces objets s'avèrent très précieux dans la réussite de ses missions.

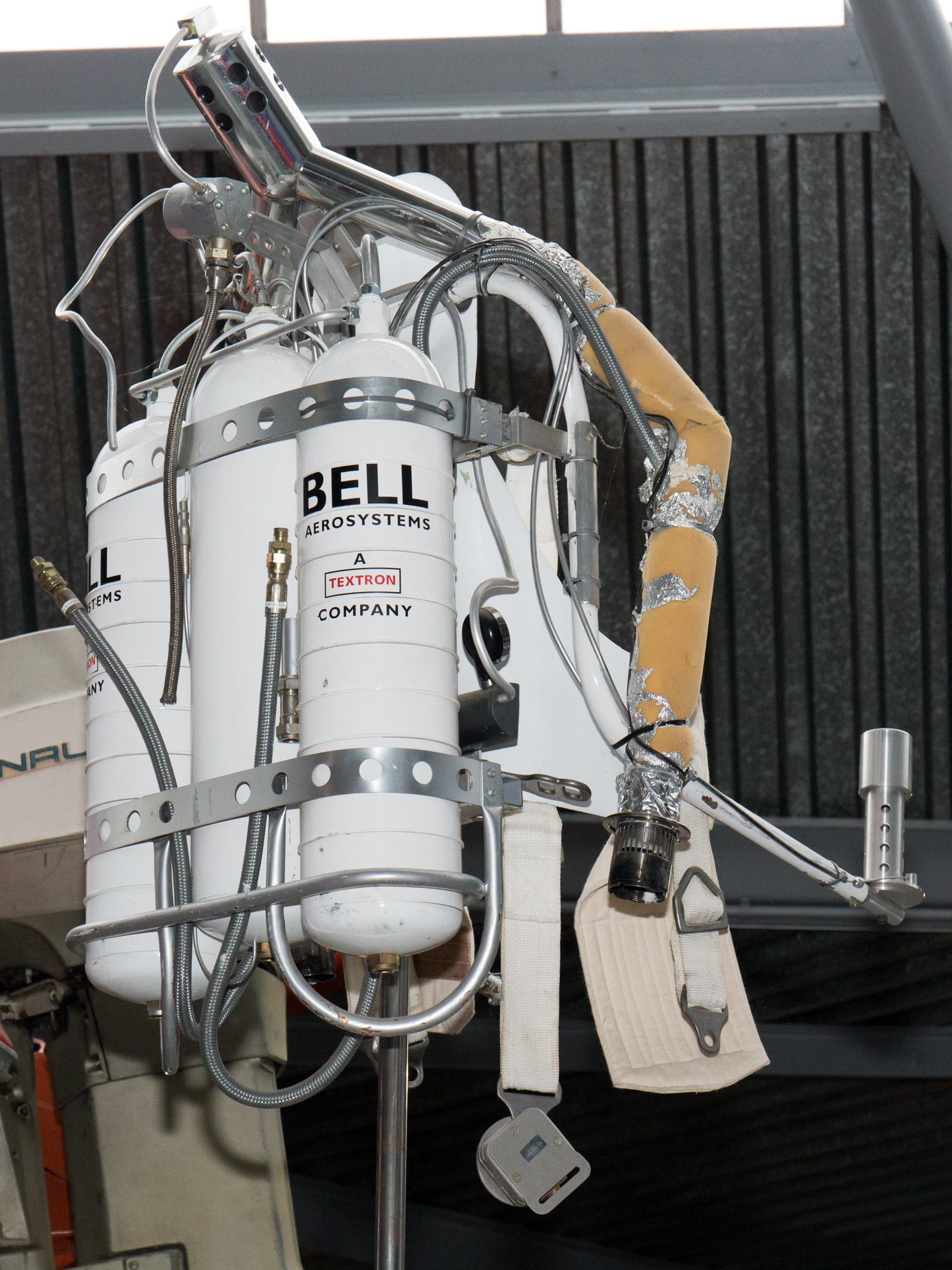
Jetpack d'Opération Tonnerre (1965)
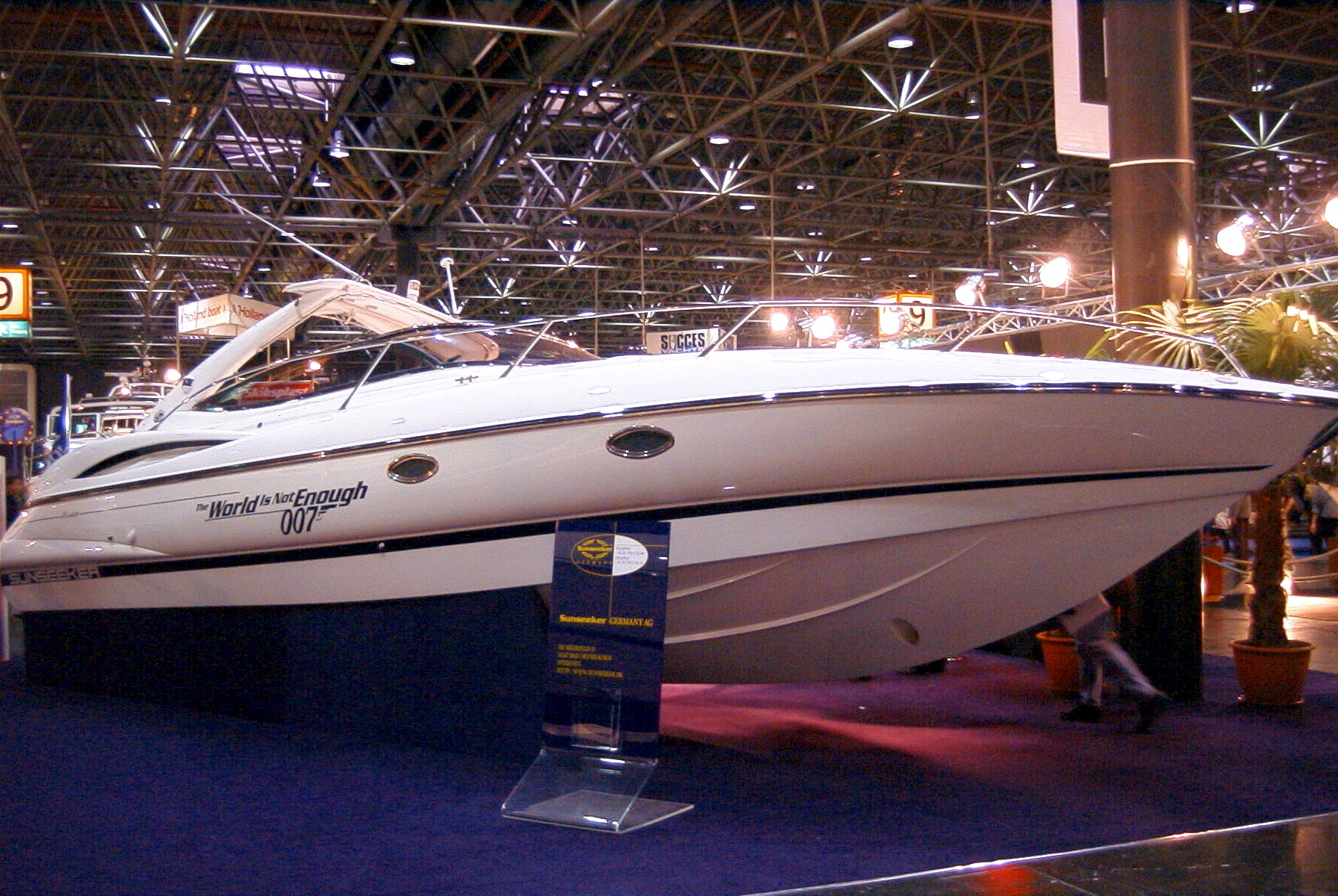
Sunseeker Superhawk 34 de Le monde ne suffit pas (1999)
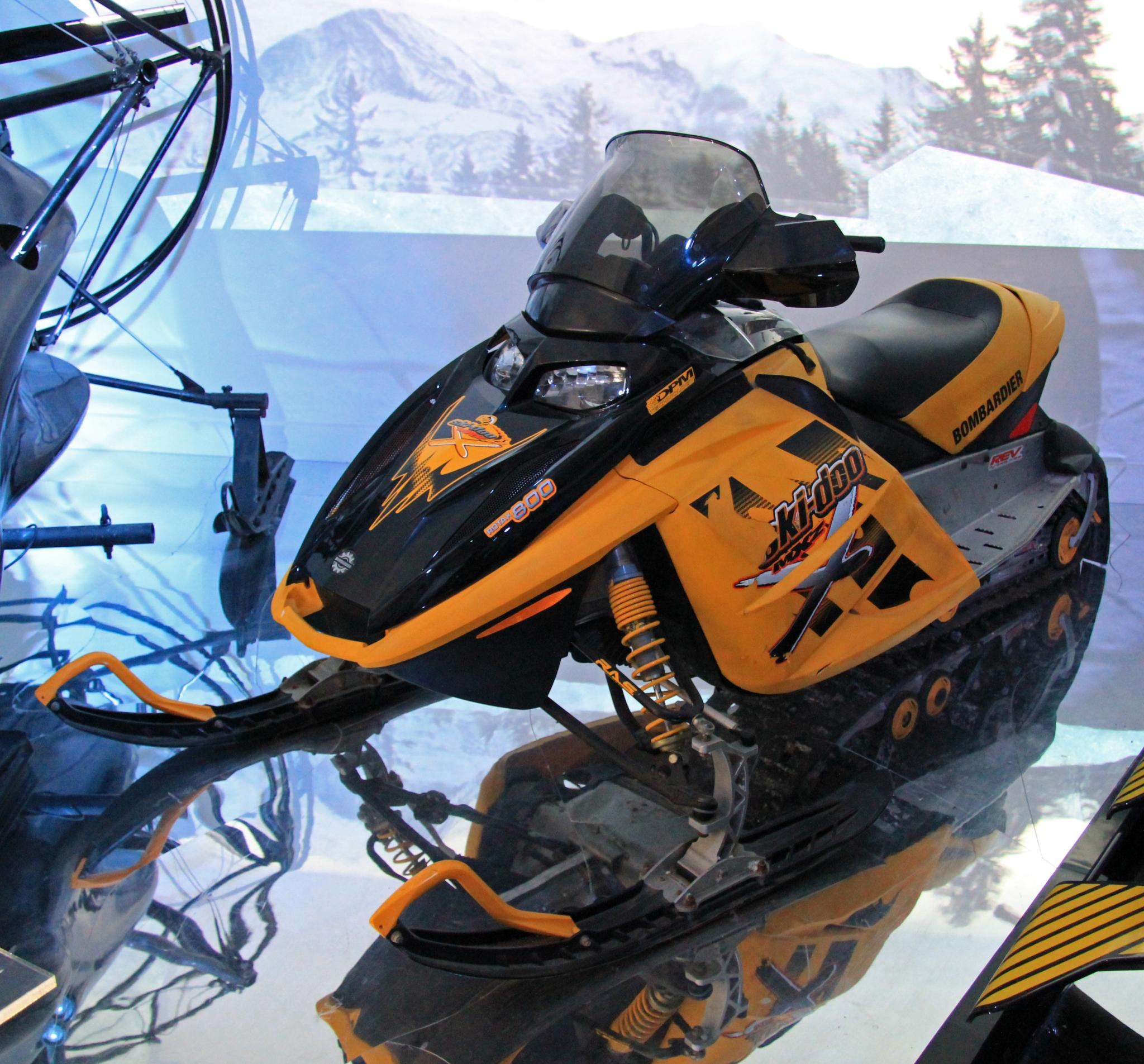
Ski-Doo Bombardier de Meurs un autre jour (2002)
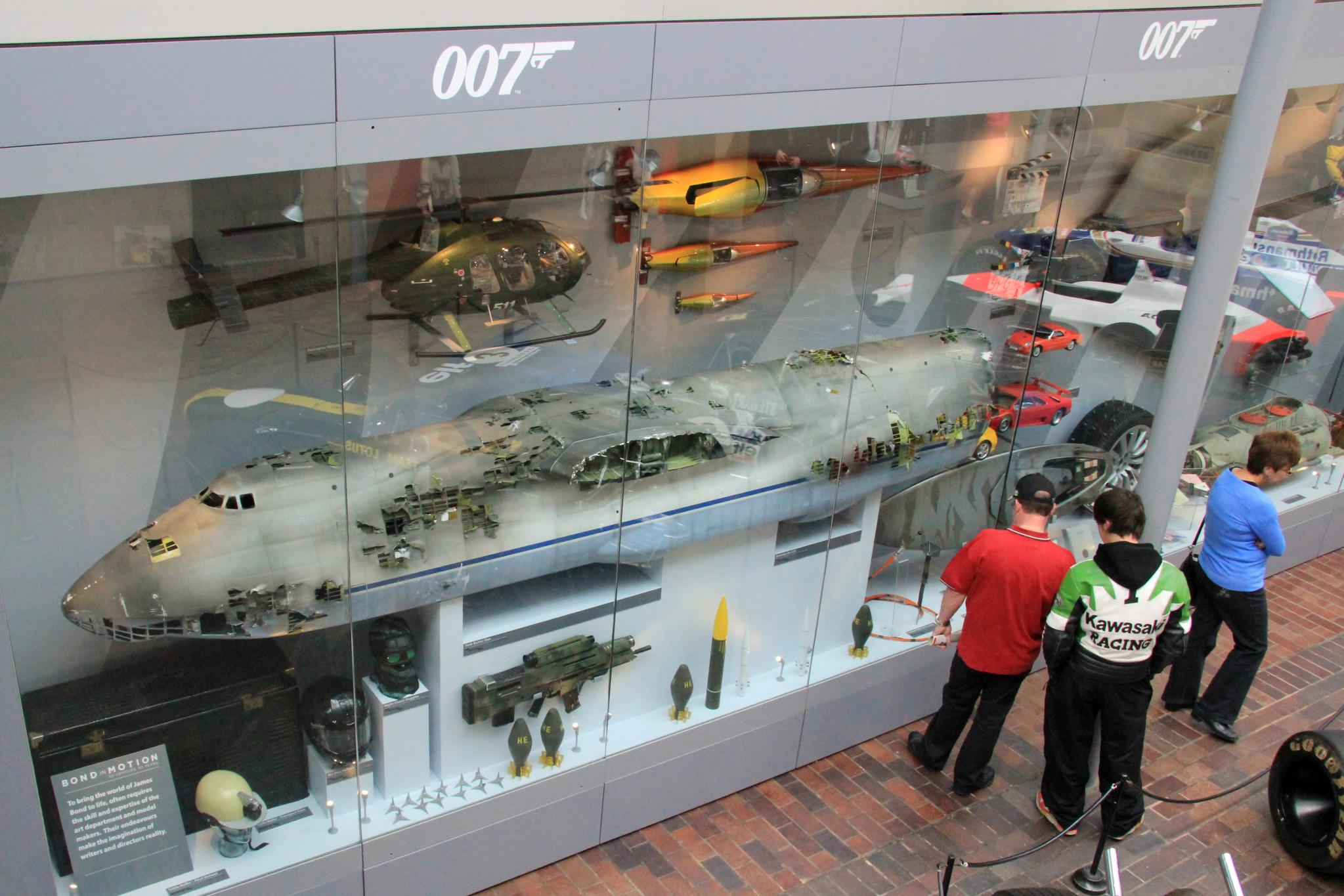
Carcasse d'Antonov An-124 de Meurs un autre jour (2002)
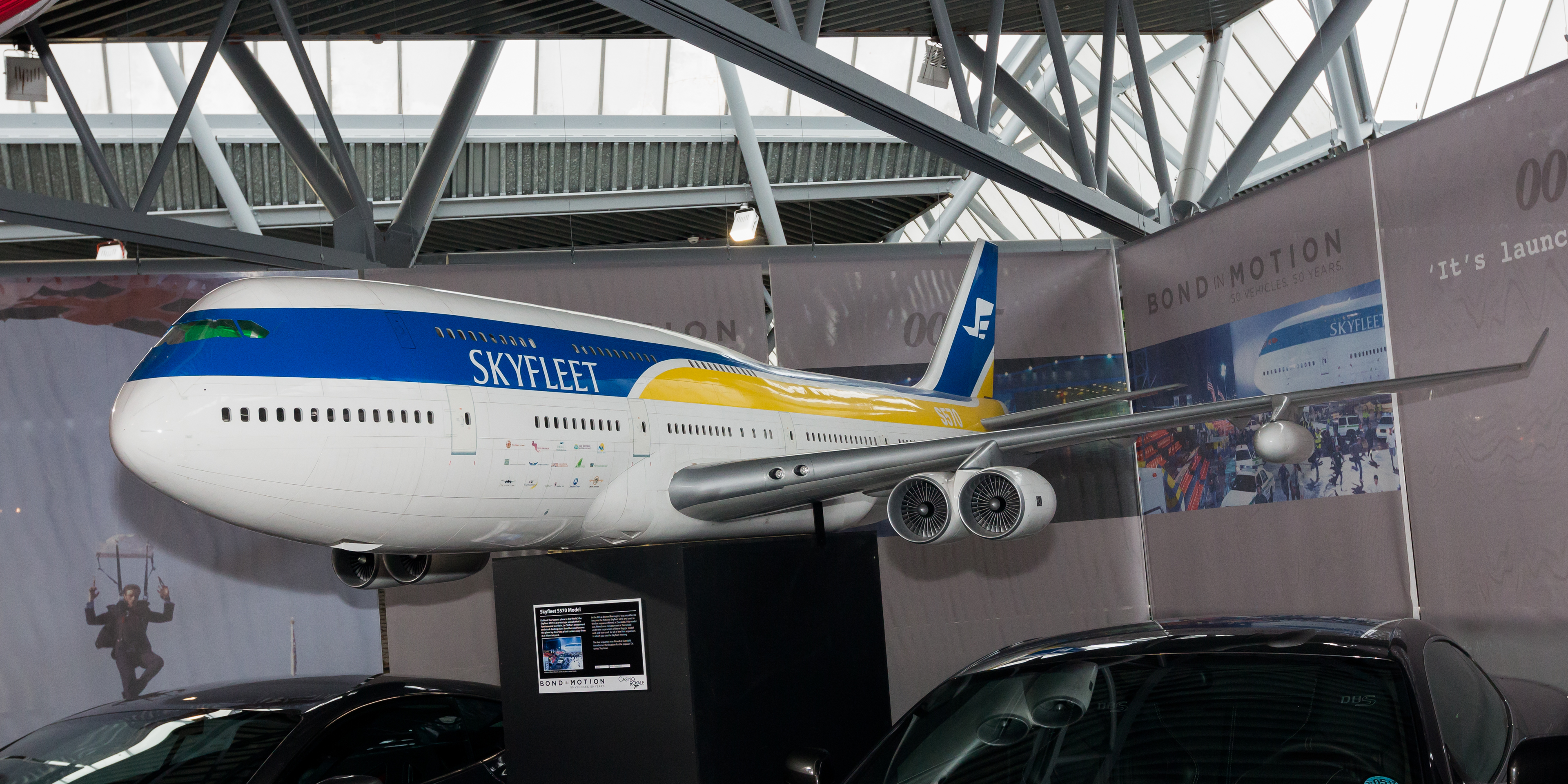
Maquette du Boeing 747 Skyfleet S570 de Casino Royale (2006)

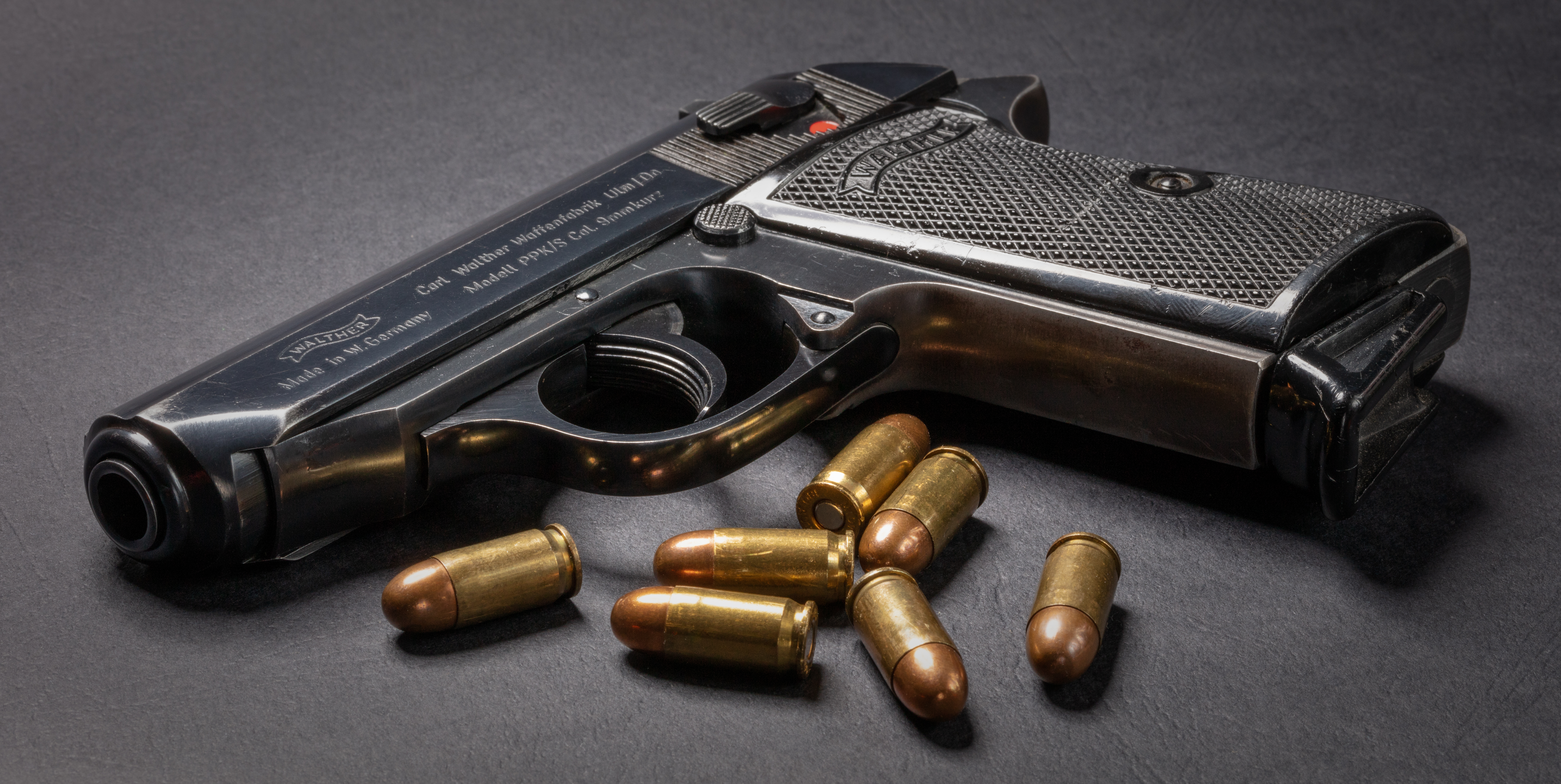
Walther PPK de James Bond.

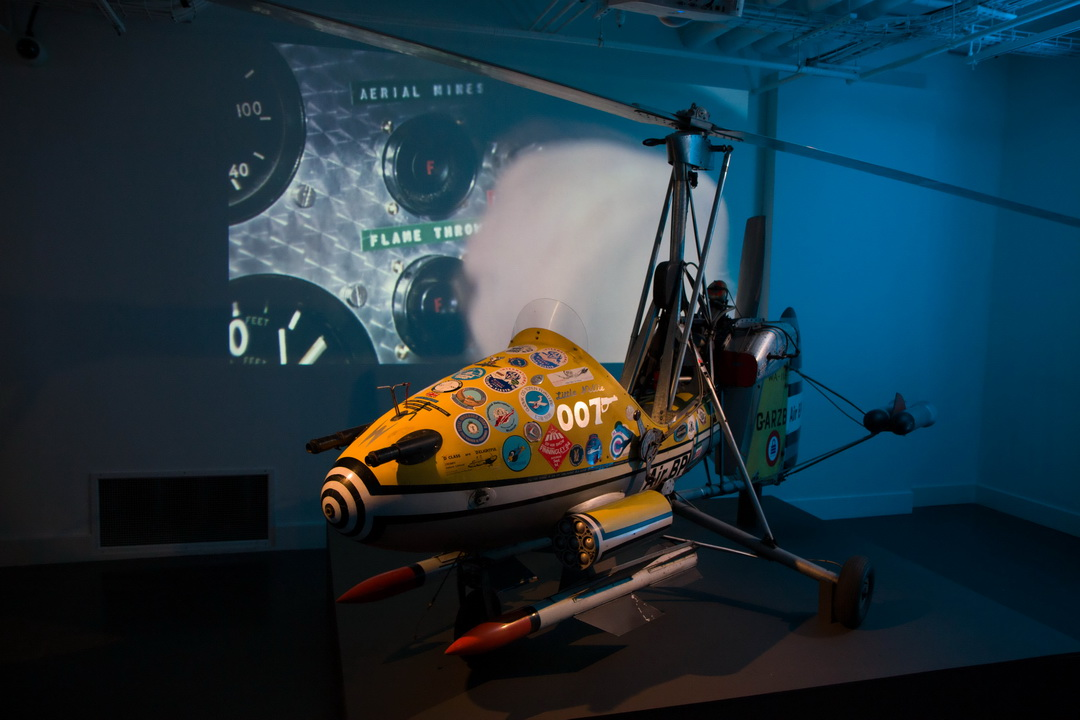
Autogire Little Nellie (Wallis WA-116 Agile) de On ne vit que deux fois (1967)

Les romans de Fleming et les premières adaptations à l'écran ne laissent qu'une petite place à l'équipement comme Bons baisers de Russie avec la mallette explosive. Dans James Bond 007 contre Dr. No, l'équipement de Bond est constitué d'un compteur Geiger et d'une montre-bracelet avec un côté lumineux (et radioactif). Toutefois, au début du film, le major Boothroyd - chargé des équipements techniques et principalement de l'armurerie - parvient sur la demande pressante de M à contraindre Bond d'abandonner son Beretta fétiche pour le Walther PPK. Le rôle de Boothroyd est repris dans Bons baisers de Russie par l'acteur Desmond Llewelyn que l'on reverra dans ce même rôle de conseiller technique dans les épisodes ultérieurs, mais renommé « Q ».

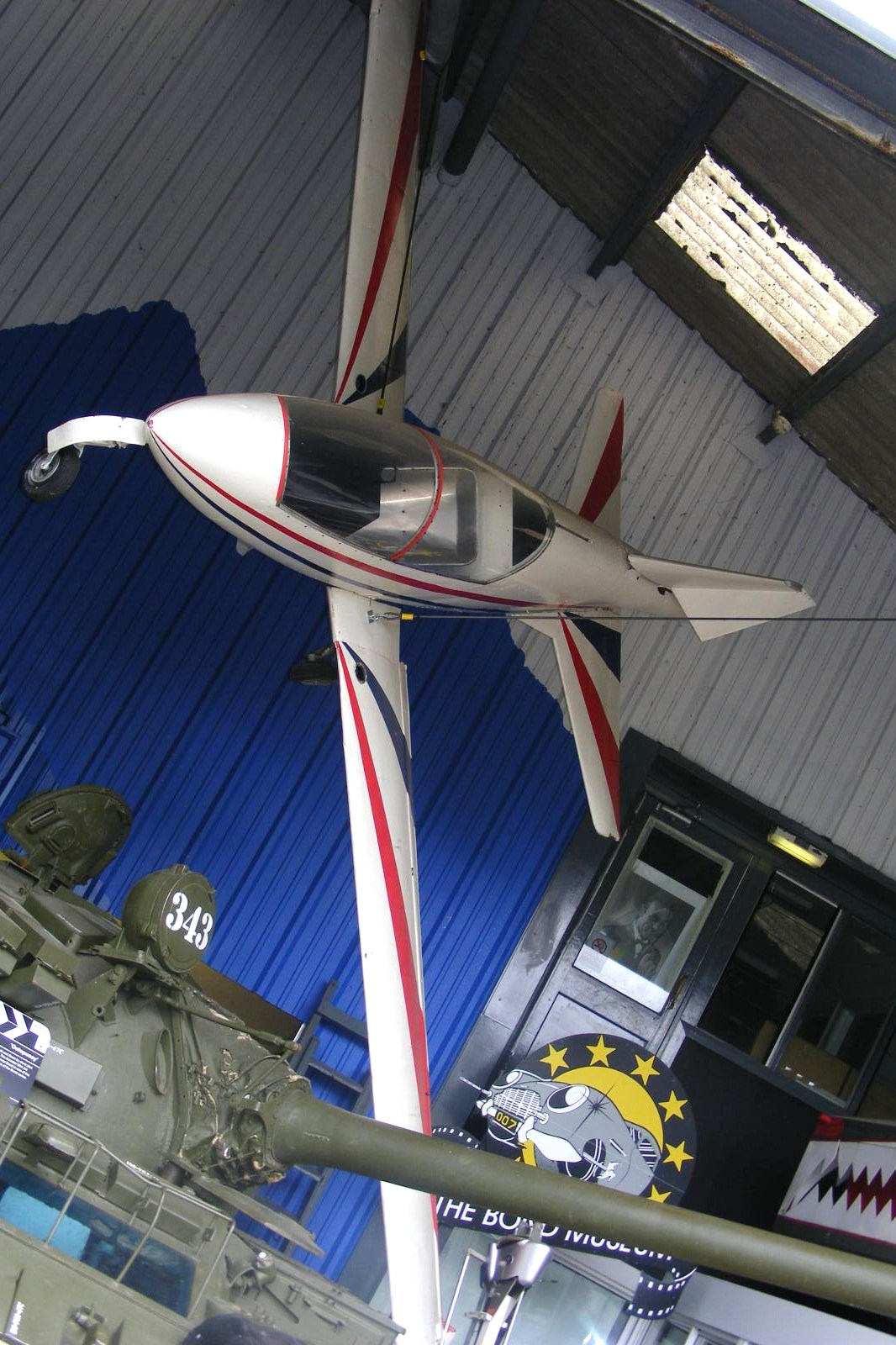
Bede BD-5 Micro d'Octopussy (1983).

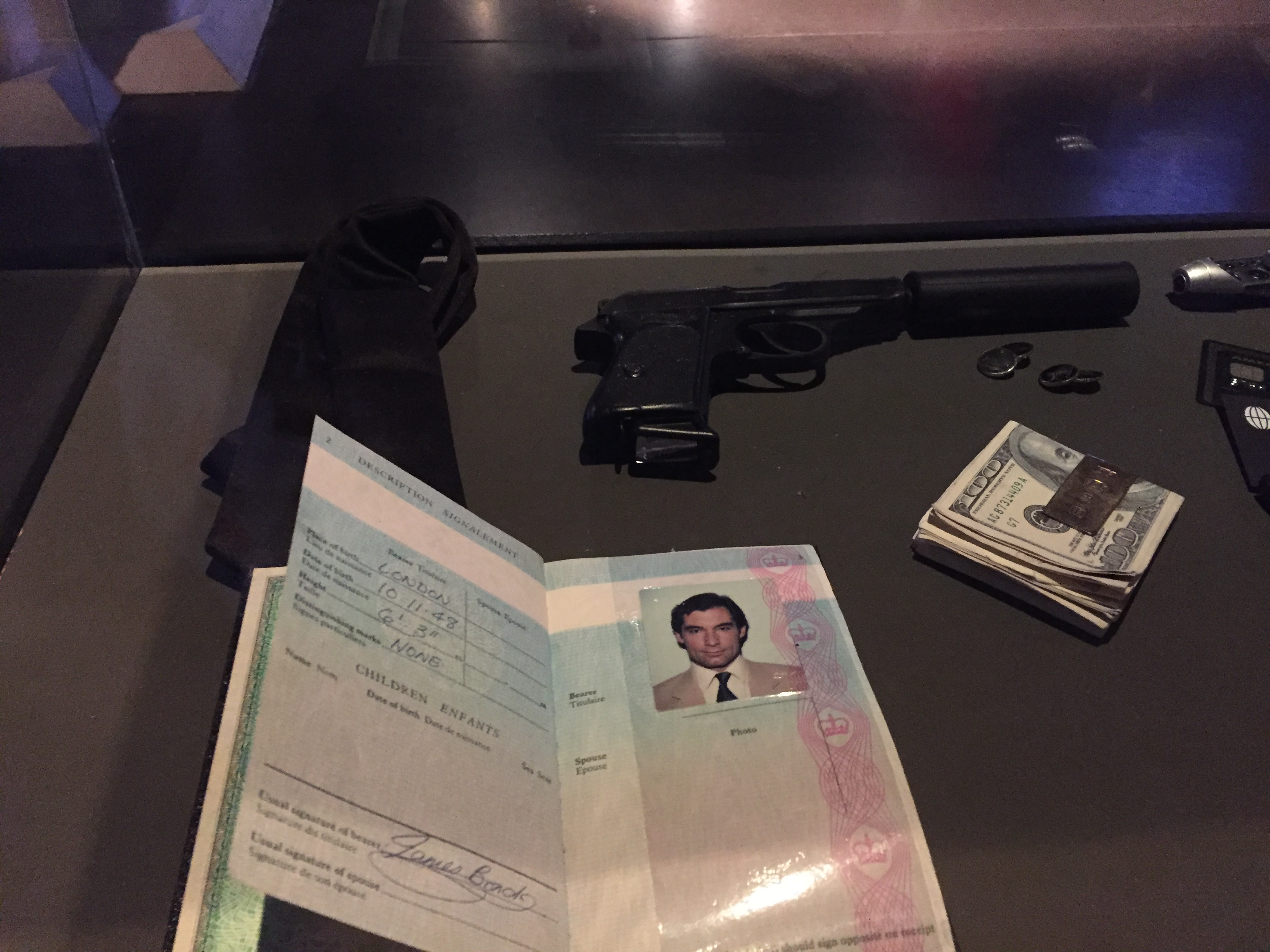
Documents pour les films de Timothy Dalton.

Les gadgets commencent à prendre cependant une place plus spectaculaire dans le film Goldfinger de 1964. Le succès du film encourage à mettre plus en avant l'équipement de l'agent secret avec la section « Q » qui équipe 007. Les gadgets de Bond peuvent s'avérer surréalistes, comme dans le film penchant vers la science fiction Moonraker (1979) ou dans Meurs un autre jour (2002) où la voiture de Bond peut devenir invisible.
Dans les films, le plus célèbre gadget avec qui Bond a été associé est certainement sa montre-bracelet qui intègre plusieurs options très sophistiquées. Plusieurs modèles ont existé, mais la plus célèbre est la Rolex Submariner, qui apparaît au cours des films avec Sean Connery. Le James Bond de Roger Moore préfère les montres à quartz Seiko tandis que celui de Pierce Brosnan et de Daniel Craig porte une Omega.

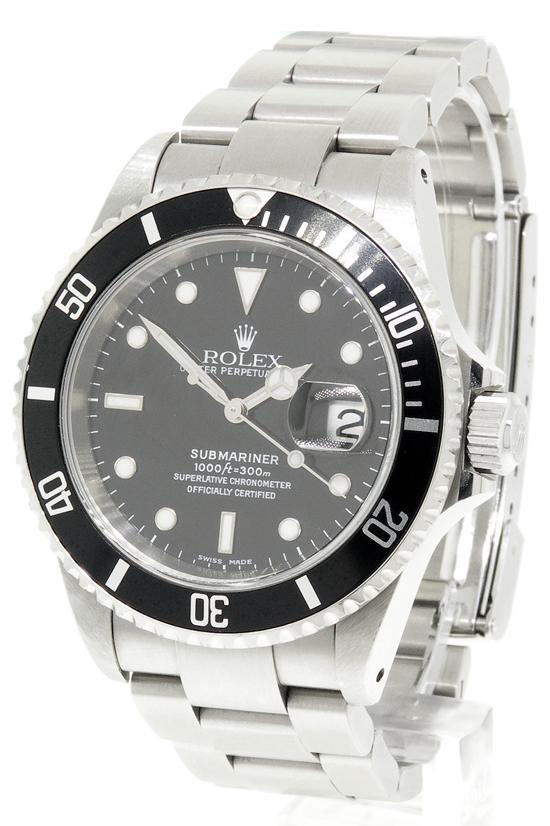
Montre-bracelet Rolex Submariner.

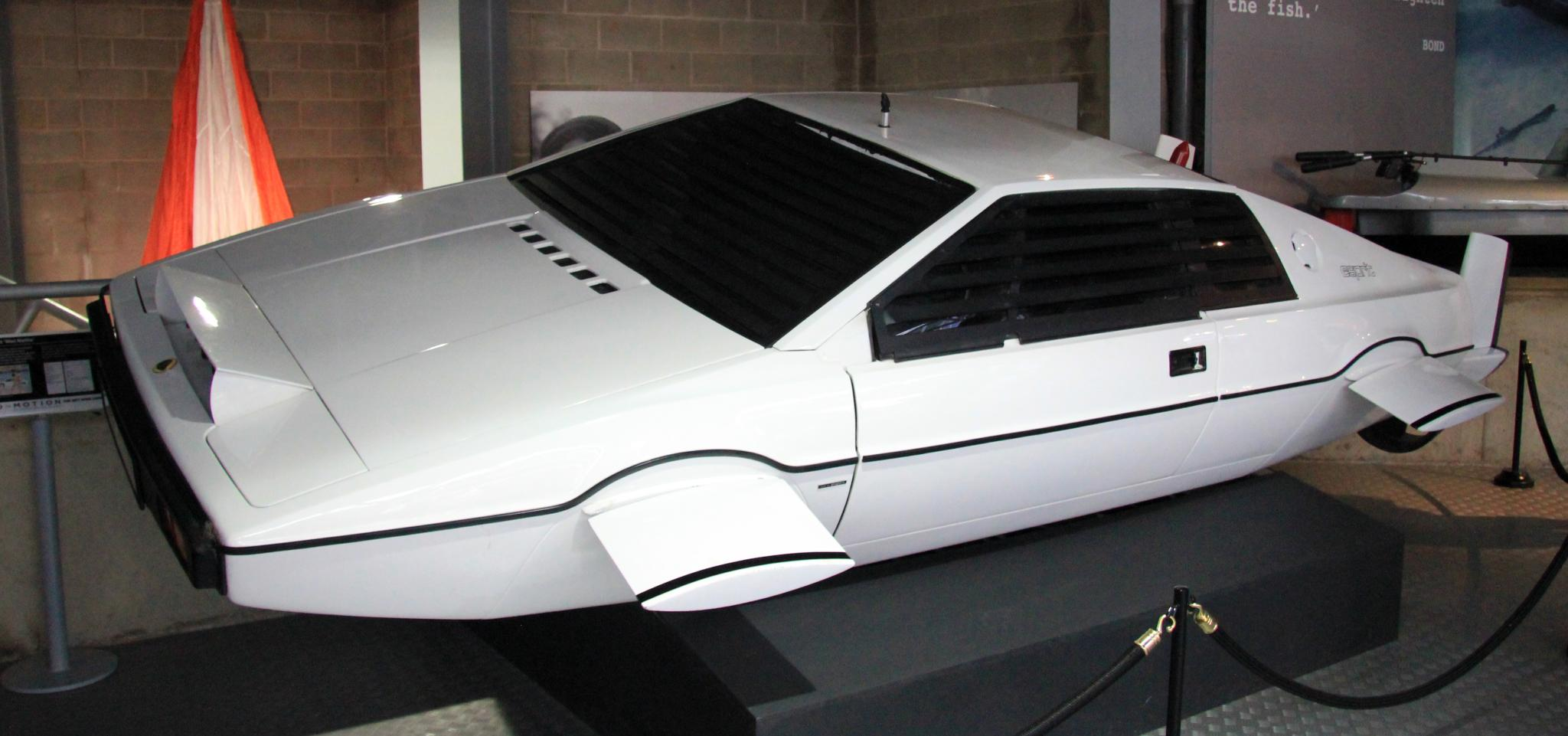
Lotus Esprit Wet Nellie, en mode sous-marin de poche, du film L'Espion qui m'aimait de 1977

Dans les romans, Bond accorde une extrême attention à sa Bentley de 1939. Souvent endommagée, il dépense une fortune pour la remettre en état. À l'écran, la première voiture de Bond est effectivement une Bentley dans James Bond 007 contre Dr. No, mais la plus célèbre voiture de James Bond reste l'Aston Martin DB5 grise visible dans le film Goldfinger qui est la première voiture équipée d'une série de gadgets. On retrouve cette même DB5 dans les premières minutes de Opération tonnerre, mais sa Bentley refait surface lorsqu'il se rend dans la clinique. La Lotus Esprit Wet Nellie fit une apparition remarquée sous la forme d'un sous-marin de poche dans L'Espion qui m'aimait, et fut reconduite dans Rien que pour vos yeux, devenue bordeaux métallisé (alors que la première était blanche). Par la suite, plusieurs films ont utilisé un certain nombre de modèles différents d'Aston Martin.

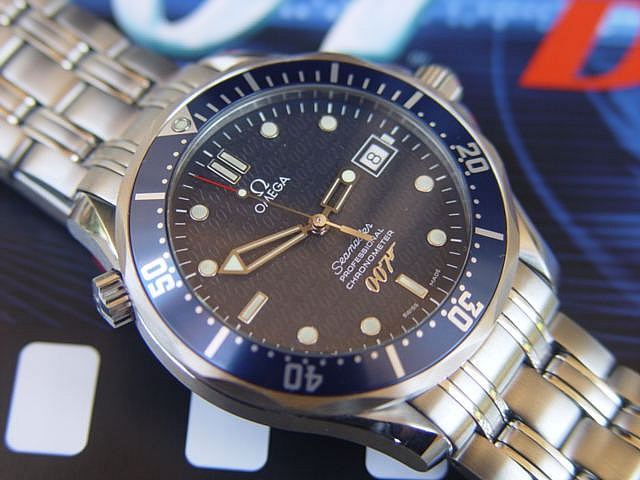
Omega Seamaster 007.

Le choix de la montre de Bond, tout comme sa voiture, dépend du style mais aussi d'intérêts financiers liés aux arrangements avec les fabricants. Par exemple, à la suite d'un contrat passé avec la marque, Bond troque temporairement son Aston Martin pour une BMW durant trois films de 1995 à 2002.
L'arme de Bond dans le roman d'origine est un Beretta 6,35 mm ; dans les films, il est remplacé dès les premières minutes de Dr No par le Walther PPK 7,65 mm plus performant. Le PPK est alors utilisé dans les films suivants et devient l'arme de prédilection du héros jusqu'à Demain ne meurt jamais où Bond change pour le Walther P99 9 mm plus puissant. Dans Quantum of Solace, Bond utilise de nouveau le PPK.

## Création du personnage

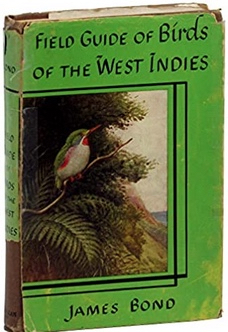
Édition rare (1947) du Field Guide écrit par le Dr James Bond qui donnera son nom au héros de Ian Fleming.

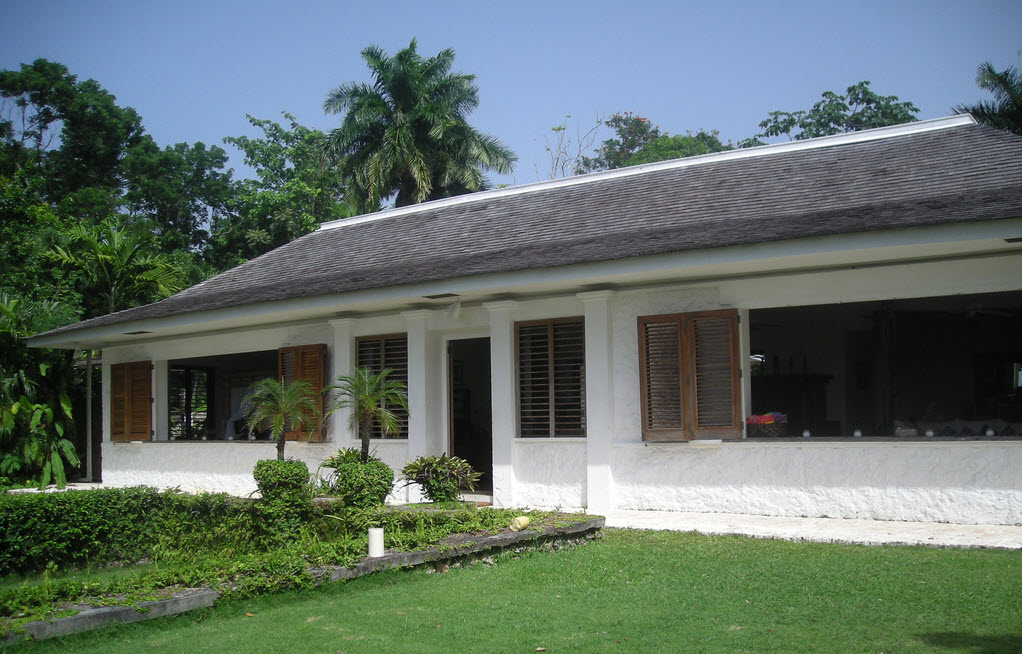
Villa Goldeneye de Ian Fleming en Jamaïque, où il a créé et écrit tous les romans de la série James Bond.

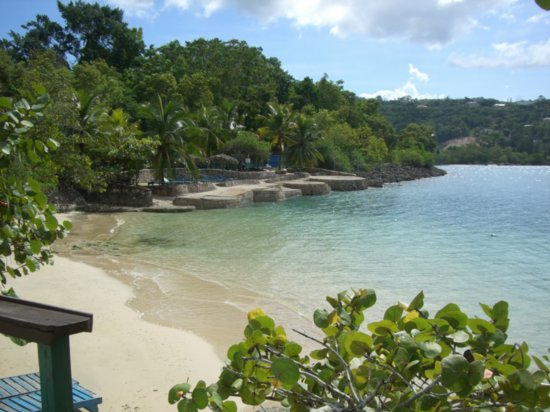
Plage « James Bond Beach » de Goldeneye.

James Bond fut créé le 15 janvier 1952 par le journaliste britannique Ian Fleming, qui fut également espion au cours de la Seconde Guerre mondiale, pendant ses vacances dans sa propriété Goldeneye en Jamaïque. Ian Fleming était un amateur ornithologue passionné. Pour baptiser son personnage, il trouva l'inspiration dans le guide illustré Birds of the West Indies (publié pour la première fois en 1936) qui ne quittait jamais sa poche lorsqu'il séjournait en Jamaïque, et dont l'auteur n'était autre que le Dr James Bond de l'Académie des sciences de Philadelphie. À ce sujet, Fleming déclara plus tard qu'il voulait simplement que le nom de son personnage soit le plus simple, le plus terne possible. Un manuscrit de Casino Royale révèle que l'auteur avait initialement prévu d'appeler son personnage James Secretan.
Pour créer le personnage de James Bond, Ian Fleming s'est fortement inspiré de l'agent double Dušan Popov (Душан "Душко" Попов), alias Tricyle (pour les Anglais) et Ivan (pour les Nazis) (né en 1912 à Titel en Serbie, mort en 1981 à Opio sur la Côte d'Azur), qui était un agent double (anglais-allemand), ou triple selon certains, qui a surtout travaillé en Europe et qu'il a rencontré à l'hôtel Palacio à Lisbonne pendant la Seconde Guerre mondiale. L'auteur se serait également inspiré de l'officier Patrick Dalzel-Job qu'il côtoya à l'Amirauté, de divers officiers de renseignement ayant servi durant la Seconde Guerre mondiale, parmi lesquels Fitzroy Maclean ou D. T. Hudson, mais aussi de son propre frère, Peter Fleming, qui avait mené une vie aventureuse.
Agatha Christie fut la première à appeler un de ses personnages James Bond dans la nouvelle L'Émeraude du Radjah écrite en 1934.
La plupart des biographes s'accordent à dire que James Bond était aussi la projection idéalisée et romancée de Ian Fleming, l'homme qu'il aurait aimé être. Fleming et Bond partagent plusieurs traits physiques (taille, coupe de cheveux, couleur des yeux), apprécient les mêmes repas (œufs brouillés, café), possèdent les mêmes habitudes (boisson, cigarette), aiment les mêmes styles de femmes, ont fréquenté les mêmes écoles, et ont suivi un parcours similaire dans la marine les deux étant montés au rang de « commander » (capitaine de frégate). Plusieurs personnages des romans de Fleming le comparent à Hoagy Carmichael, qui inspira l'auteur.
Pour ses histoires, Fleming a admis s'être en partie inspiré de son service dans la Naval Intelligence Division de l'Amirauté britannique, notamment de l'un de ses amis agents secrets Wilfred Dunderdale. Cependant, les aventures de 007 comportent également une grande part d'imagination et de fantaisie où les jolies filles se succèdent, les méchants sont toujours vaincus et où le monde est toujours sauvé par l'agent britannique.

### Débuts littéraires

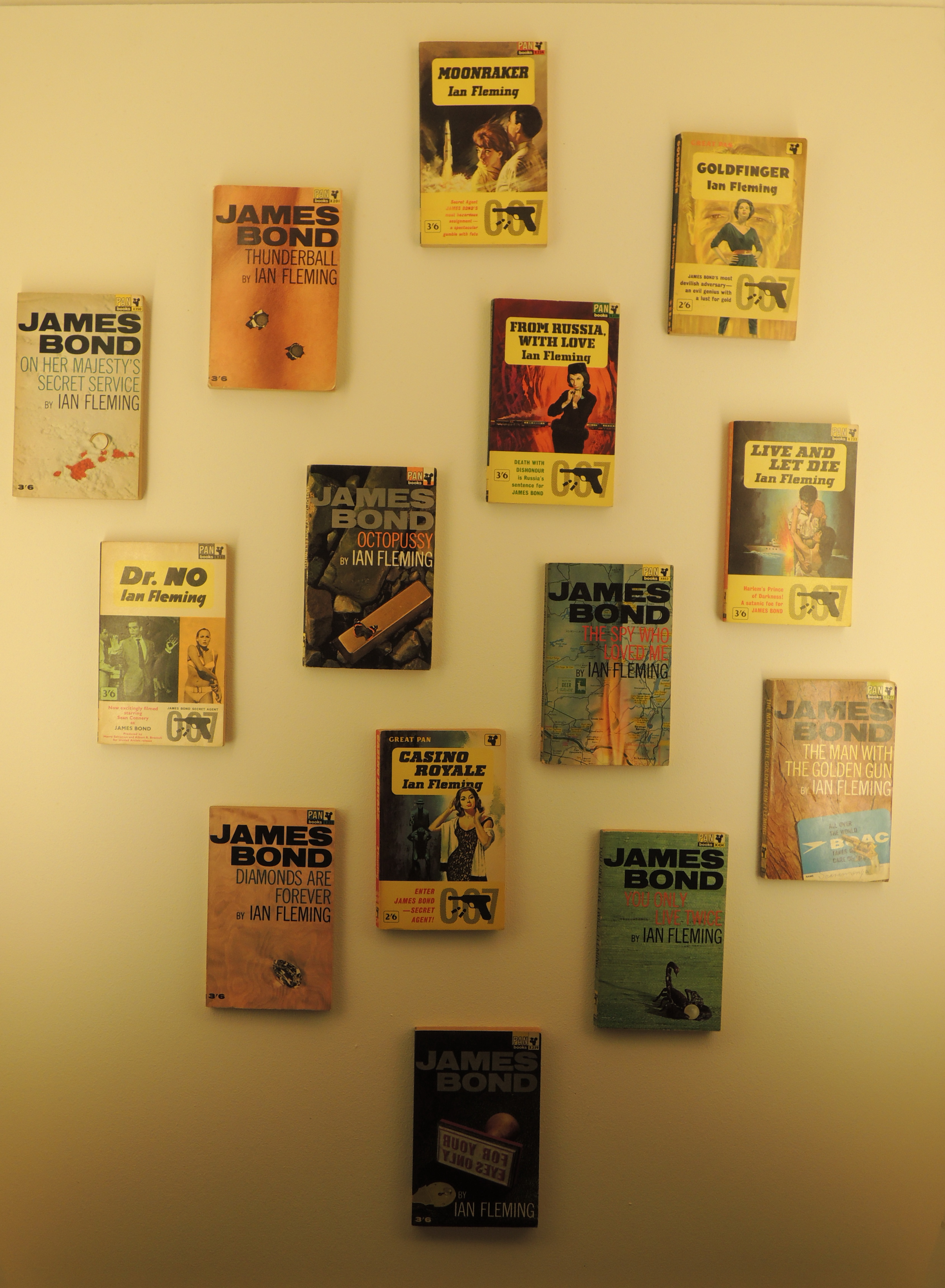
Couverture de divers romans de Ian Fleming publiés chez.

Après avoir terminé le manuscrit de Casino Royale, Fleming autorise son ami (et futur éditeur), le poète William Plomer, à le lire. Le livre plaît à Plomer qui le soumet à Jonathan Cape, mais celui-ci ne l'apprécie pas autant. Cape le publie finalement en 1953 sur la recommandation de Peter Fleming, frère aîné de Ian Fleming, réputé pour ses récits de voyage. Par la suite, chaque aventure de James Bond suit le même processus de rédaction : prise de notes en automne, rédaction d'un premier jet pendant le séjour hivernal dans la résidence en Jamaïque, corrections ou refonte en août-septembre, remise du manuscrit définitif à l'éditeur Jonathan Cape, qui le publie en avril suivant. Seul L'Homme au pistolet d'or ne connaît pas la phase de révision et mise au point, Ian Fleming étant mort entretemps.
Le premier tirage de Casino Royale, à 4 750 exemplaires, sort le 13 avril 1953 et met un mois pour s'écouler. Si la critique reçoit bien l'ouvrage, le succès reste faible. En juin 1954, les ventes totales ne s'élèvent qu'à 8 000 unités. En avril 1956, malgré trois ans de présence du héros dans les librairies, Jonathan Cape limite avec prudence le premier tirage de Les diamants sont éternels à 12 500 exemplaires.
James Bond est véritablement devenu un personnage célèbre en littérature grâce à deux coups de projecteurs. Le premier en novembre 1956, lorsque le premier ministre britannique Anthony Eden passe trois semaines de convalescence en Jamaïque dans la résidence de Fleming, suscitant une certaine curiosité du public pour l'œuvre du romancier. Le second, plus décisif, arrive le 17 mars 1961 avec la publication dans Life de la liste des dix livres préférés de John Fitzgerald Kennedy, alors nouveau président des États-Unis : Bons Baisers de Russie arrive en neuvième position. Le succès en librairie explose du jour au lendemain aux États-Unis, pressant les producteurs d'accélérer la mise en chantier d'une première adaptation cinématographique.
Après Casino Royale, adapté pour la télévision en 1954, d'autres romans comme Vivre et laisser mourir ou Moonraker connurent plusieurs projets d'adaptation télévisée et cinématographiques qui n'ont pas aboutis. Dès 1958, James Bond devient un héros de comic-strips, puis est sérialisé dans des magazines et revues, dont Playboy aux États-Unis. En 1961, un an avant le premier tournage pour le cinéma, rien qu'en éditions de poche et exclusivement en Grande-Bretagne, les romans sur James Bond se sont vendus à plus d'un million cent trente et un mille exemplaires. Le succès de James Bond en littérature s'accroît de manière exponentielle, jusqu'à l'explosion cinématographique des années soixante.

### Le nouveau mythe du cinéma

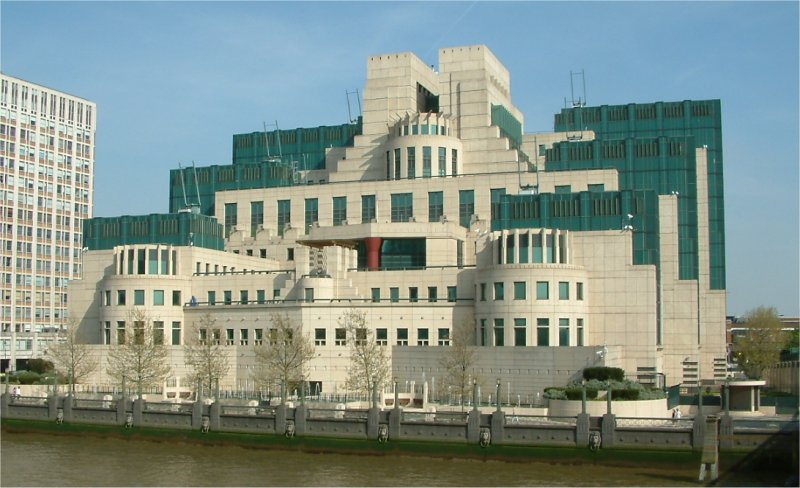
Le SIS Building de Londres, à Vauxhall, siège du MI6 britannique (Secret Intelligence Service), que l'on voit notamment attaqué dans Le monde ne suffit pas (1999) et Skyfall (2012), puis démoli dans 007 Spectre (2015).

Publicité sur un Bus à impériale britannique pour Skyfall de 2012.

L'adaptation de Bond se fait d'abord sur le petit écran avec une adaptation télévisée de Casino Royale en 1954. Malgré le maigre budget alloué, le feuilleton reçoit un accueil encourageant, à tel point qu'une série télévisée est un instant envisagée. Intitulée Commander Jamaïca, elle aurait dû mettre en scène un certain James Gunn opérant depuis son yacht dans l'archipel des Caraïbes. Ce projet non abouti conduit Ian Fleming à écrire un script de trente pages, qui est à l'origine du roman Docteur No.
Dès 1959, Fleming met en projet un film de James Bond avec Kevin McClory, Jack Whittingham, Ivar Bryce et Ernest Cuneo. Ensuite sort le roman Opération Tonnerre qui aboutit à un procès en 1961 avec McClory et Whittingham. En effet Fleming avait pour ce roman réutilisé la trame des scripts rédigés pour ce qui aurait pu être la toute première aventure cinématographique de l'agent 007, sans créditer ses collègues. Finalement, c'est Kevin McClory qui obtient en 1963 les droits d'adaptation cinématographique du roman qu'il utilise plus tard d'abord pour un film en coproduction avec Eon Productions en 1965, ensuite dans un remake indépendant intitulé Jamais plus jamais en 1983. Jusqu'à sa mort en 2006, McClory a annoncé à plusieurs reprises son intention de faire des films de James Bond basés sur l'histoire et ses droits d'Opération Tonnerre. Intitulés James Bond of the Secret Service, Warhead, Atomic Warhead, Warhead 2000 A.D., etc. ces films n'ont finalement jamais vu le jour, bien que des scripts ait été écrits. Par ailleurs, Sony avait voulu lancer une franchise rival de films 007 dans les années 90 avec Kevin McClory,.
Finalement, l'adaptation de James Bond 007 contre Dr No réalisée par Terence Young sort en 1962, et le succès est suffisant pour poursuivre la série avec la sortie en 1963 de Bons baisers de Russie. Mais c'est Goldfinger, en 1964, qui fait exploser la carrière de Bond jusqu'à l'ériger au rang de star internationale, en même temps que son interprète Sean Connery.
Fleming n'a pas le temps de profiter de ce succès. Il meurt le 12 août 1964 d'un infarctus, à l'âge de 56 ans. À sa mort, il avait déjà vendu 30 millions de romans, nombre qui double dès l'année suivante.

### Après Fleming
Le douzième et dernier roman de Fleming, L'Homme au pistolet d'or, est inachevé. Il est cependant publié à titre posthume, en 1965. L'année suivante, le recueil de nouvelles Meilleurs vœux de la Jamaïque est également publié à titre posthume.
Plus tard, les aventures de Bond se poursuivent avec divers romans, nouvelles et novélisations sous la plume de Kingsley Amis (sous le pseudonyme de Robert Markham), John Pearson, Christopher Wood, John Gardner, Raymond Benson, Sebastian Faulks, Jeffery Deaver, William Boyd et Anthony Horowitz.
Une série de livres intitulée The Moneypenny Diaries, ayant pour personnage principal Miss Moneypenny a été publiée sous la plume Samantha Weinberg (sous le pseudonyme de Kate Westbrook) de 2005 à 2008. Une autre série de livres, La Jeunesse de James Bond, a été commencée par Charlie Higson en 2005 ; elle est continuée par Steve Cole qui a publié un premier roman en 2014.
Du côté des films, chaque histoire de Fleming a été adaptée jusqu'à Tuer n'est pas jouer en 1987. Cependant, les intrigues ou déroulements de beaucoup de ces films sont très différents de ceux des romans éponymes. Par la suite, d'autres films sortent en se basant sur des titres et des scénarios inédits (Excepté Casino Royale et Quantum of Solace).

## Œuvres composant l'univers de fiction

### Œuvres écrites

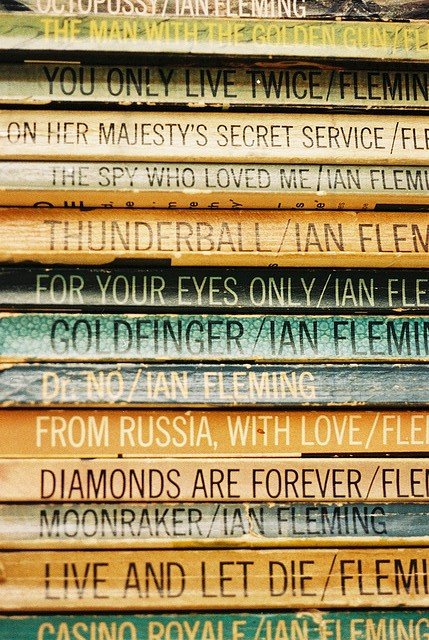
Romans et recueils de nouvelles de la série James Bond.

En février 1952, Ian Fleming commence l'écriture de son premier James Bond, Casino Royale. À cette époque, il est le responsable à l'étranger des journaux du groupe Kemsley, propriétaire du Daily Express à Londres. Par la suite, Fleming demandera deux mois de vacances annuelles dans son contrat, le temps pour lui d'écrire ses romans en Jamaïque. De 1953 à sa mort en 1964, il publie onze romans et un recueil de nouvelles.
Le douzième et dernier roman de Fleming, L'Homme au pistolet d'or, est inachevé. Gildrose Publications demande à l'écrivain Kingsley Amis, qui a rédigé plusieurs études sur James Bond, son avis et ses conseils à propos de l'histoire, mais ses suggestions n'ont pas été utilisées par la suite. Le roman est publié à titre posthume, en 1965. L'année suivante, le recueil de nouvelles Meilleurs vœux de la Jamaïque est également publié à titre posthume.
Glidrose envisage l'idée de demander à d'autres auteurs de continuer les aventures de James Bond en roman et se tourne vers Geoffrey Jenkins. Après de longues négociations, Jenkins a officiellement eu la permission d'écrire le livre le 12 mai 1966, et un contrat fut établi le 24 août 1966 déclarant que Jenkins aurait droit à une part des profits dans un film réalisé à partir du roman. Le roman, dont le titre était Per Fine Ounce, fut achevé en 1966. Glidrose a cependant rejeté le manuscrit que Jenkins lui avait soumis et le roman ne fut jamais publié.
Malgré les réticences de la femme de Fleming, Gildrose décide alors d'autoriser Amis à poursuivre les aventures de l'agent secret. En 1968 sort alors le premier James Bond non écrit par Fleming, Colonel Sun. Les ventes ne connaissent pas le succès des livres originaux. Une autre tentative avait été faite en 1967 avec un roman mettant en scène le neveu de James Bond et destiné aux enfants, 003½: Les Aventures de James Bond Junior. Toujours sans guère de succès, James Bond: The Authorised Biography Of 007, une biographie de James Bond dans laquelle le personnage fictif discute de sa vie et son passé avec l'auteur, John Pearson, fut publiée en 1973.
Les films L'Espion qui m'aimait et Moonraker étant très différents des romans éponymes de Fleming, Eon Productions autorise Christopher Wood à écrire deux novélisations. L'Espion qui m'aimait et James Bond 007 et le Moonraker furent respectivement publiés en 1977 et en 1979.
En 1981, la famille Fleming fait une nouvelle tentative en chargeant John Gardner de poursuivre les aventures littéraires de 007. Cette fois le succès revient et Gardner publie un nouveau roman par an (excepté 1985 et 1995) jusqu'en 1996, faisant de lui l'auteur ayant écrit le plus de romans de James Bond. Gardner a également publié deux novélisations.
En 1997, Raymond Benson succède à Gardner et continue la série avec au moins une nouvelle aventure (romans, nouvelles et novélisations) par an jusqu'en 2002. Étant américain, il est le premier écrivain qui ne soit pas britannique à reprendre le flambeau. Benson avait déjà publié The James Bond Bedside Companion en 1984, un livre non-fictionnel contenant une biographie sur Ian Fleming et son personnage, ainsi que des informations sur les romans et films de la série.
De 2005 à 2009, Charlie Higson approche la série par le biais de cinq rétro-romans et une nouvelle consacrés à La Jeunesse de James Bond, dont le premier tome apparaît en tête des ventes dans les pays anglophones[Lesquels ?].
Sous licence Glidrose, Samantha Weinberg a également commencé en 2005 une série intitulée The Moneypenny Diaries. La série avait Miss Moneypenny pour personnage principal et s'est terminée en 2008 avec un total de trois romans et deux nouvelles.
À l'occasion du centenaire de Ian Fleming, Sebastian Faulks, auteur de romans à succès, a été missionné pour rédiger une nouvelle aventure de James Bond. Ce roman intitulé Le diable l'emporte se situe historiquement dans la continuité des œuvres de Fleming et est sorti en mai 2008.
En 2011, Jeffery Deaver sort le roman intitulé Carte Blanche. C'est le premier roman de James Bond à se dérouler à l'époque de sa publication depuis ceux de Raymond Benson ; mais c'est aussi un reboot de la série.
En septembre 2013, William Boyd sort un roman intitulé Solo et qui se déroule en 1969.
En octobre 2013, Steve Cole a été officiellement annoncé pour reprendre la suite de la série La Jeunesse de James Bond avec quatre autres romans, dont le premier est sorti le 6 novembre 2014.
Anthony Horowitz a également été officiellement désigné comme l'auteur du prochain roman de James Bond, sorti le 8 septembre 2015. Cette nouvelle aventure de 007 s'inspire d'un scénario que Ian Fleming avait écrit pour une série télévisée sur James Bond qui n'a jamais vu le jour.
Certains romans James Bond ont été traduits en langue française,,,,,.

### Films

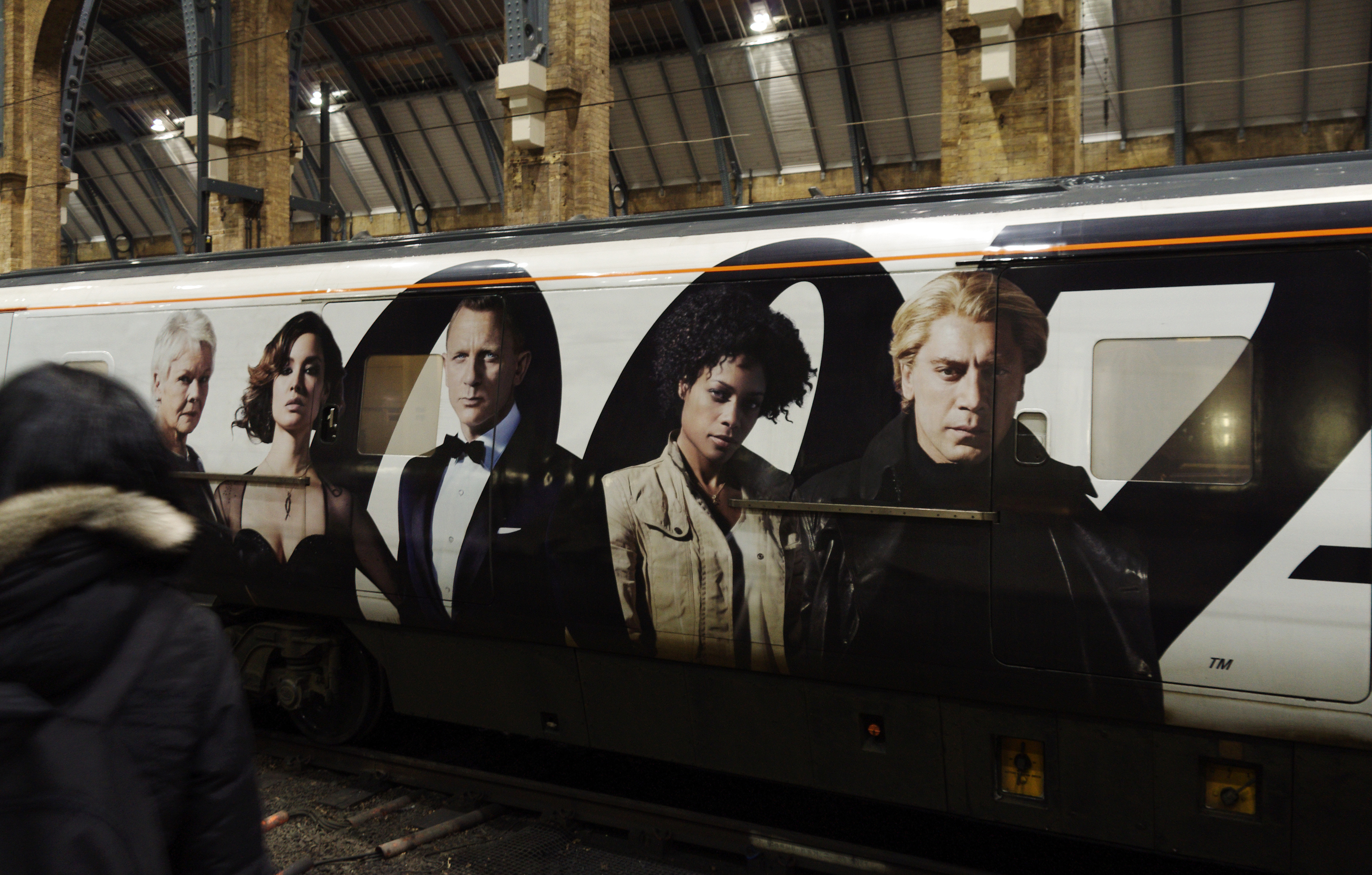
Promotion du film Skyfall (2012) sur un train de la gare de King's Cross de Londres.

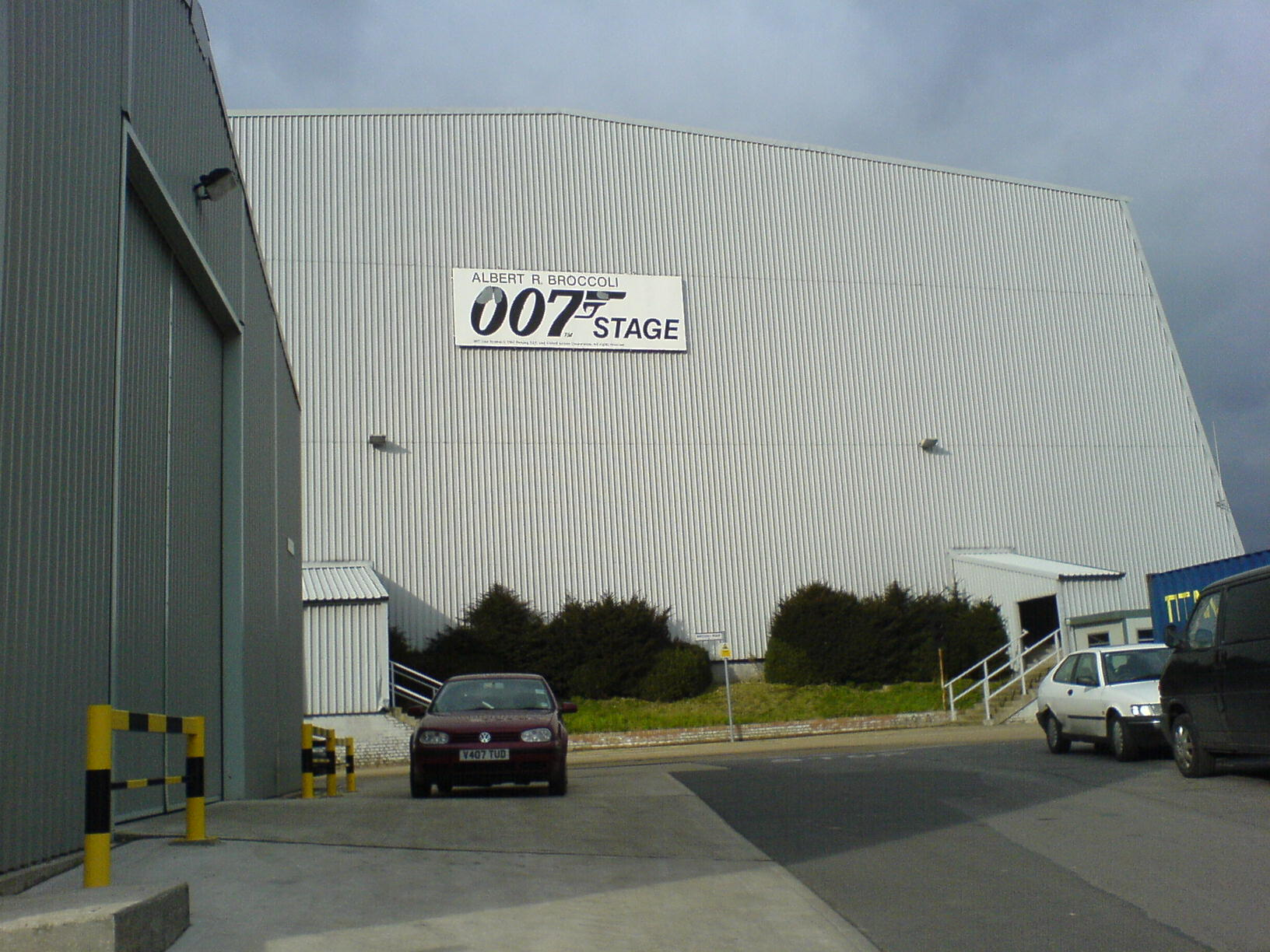
Le « plateau 007 » de Pinewood Studios près de Londres

Les films de James Bond ont nettement été influencés par la guerre froide. Une première adaptation pour la chaîne de télévision américaine CBS, où James Bond est incarné par Barry Nelson, est diffusée en 1954. Depuis 1962, vingt-sept adaptations cinématographiques ont vu le jour, dont vingt-cinq pour la série de films d'EON Productions. James Bond y est incarné par différents acteurs, Sean Connery ayant été le premier d'entre eux, alors que Daniel Craig endosse ce rôle à compter de 2006 et que Roger Moore a été celui qui a interprété le personnage le plus grand nombre de fois dans les films produits par EON (à sept reprises). La production de ces films, qui se poursuit encore aujourd'hui, constitue l'une des plus longues sagas de l'histoire du cinéma. En 2017, la franchise James Bond a rapporté plus de sept milliards de dollars et les films ont été vus par quatre milliards de spectateurs.

#### Principaux acteurs
De 1962 à 2021, six acteurs interprètent James Bond dans la série produite par EON Productions: l'Écossais Sean Connery, l'Australien George Lazenby, l'Anglais Roger Moore, le Gallois Timothy Dalton, l'Irlandais Pierce Brosnan et l'Anglais Daniel Craig.
- 1962-1967, 1971 ; puis 1983 (film hors liste officielle) : Sean Connery (VF : Jean-Pierre Duclos, puis Jean-Claude Michel) est encore inconnu du grand public lorsqu'il est chargé d'incarner Bond. Les producteurs n'avaient en effet pas les moyens d'engager une vedette pour un film de série B. Il impose l'image relative d'un tueur au sang froid, sombre, cynique et quelque peu machiste[42], proche de celui que décrivait Fleming dans ses romans. Sean Connery obtient un succès immédiat qui fait de lui une vedette internationale. Grand (1,89 m)[43], il est l'interprète de James Bond à la plus haute taille. En raison d'un début de calvitie précoce, il porte une perruque dans tous les films où il tient le rôle de Bond[43]. Il a sur l'avant-bras droit deux tatouages[43] que l'on peut voir malgré le maquillage dans ses interprétations de l'espion. Il arrête une première fois de jouer James Bond en 1967 avant de reprendre le rôle en 1971 après le retrait de George Lazenby. Il arrête de nouveau avant de rejouer une dernière fois l'agent secret en 1983 dans un film ne faisant pas partie des productions EON : Jamais plus jamais. Si l'on intègre Jamais plus jamais, Sean Connery est - comme Roger Moore - l'acteur qui incarne le plus souvent James Bond (7 fois).
- 1969 : George Lazenby (VF : Jean-Claude Michel) ne réussit pas à convaincre le public, qui n'apprécie pas le départ de Connery. Timothy Dalton avait été pressenti, mais il avait décliné l'offre, s'estimant trop jeune. George Lazenby, mannequin australien, est finalement sélectionné parmi d'autres prétendants, notamment en raison de son physique athlétique[44] et de ses aptitudes au combat à mains nues[45]. Il est pratiquant d'arts martiaux[44]. Il ne tourne qu'un seul film de la série : Au service secret de Sa Majesté qui est le premier James Bond à mal se terminer. La séquence finale avait été prévue comme ouverture du suivant mais elle a dû être ajoutée à la fin du film quand Lazenby a confirmé qu'il ne jouerait Bond qu'une seule fois (de sa propre initiative). Albert Broccoli avait déclaré que s'il avait continué, il aurait pu être le meilleur James Bond[44].
- 1973-1985 : Roger Moore (VF : Claude Bertrand) devient en 1973 et à 45 ans, le plus vieil acteur à débuter pour le rôle de James Bond et est à 58 ans, en 1985 le plus vieil acteur à avoir joué James Bond[46]. Il avait été pressenti dès 1961 pour tenir le rôle de l'espion mais s'était déjà engagé dans la série Le Saint. Au départ de Sean Connery, Roger Moore est à nouveau envisagé pour Au service secret de Sa Majesté mais il n'était pas disponible. Après Les Diamants sont éternels, Roger Moore peut enfin jouer Bond dans Vivre et laisser mourir. Roger Moore parvient à imposer l'image d'un James Bond plus léger, plus raffiné, moins noir et moins ancré dans la réalité[47]. Il apporte un humour particulier à la série qui flirte avec la parodie et une certaine démesure avec des gadgets de plus en plus sophistiqués, des filles de plus en plus attirantes et des décors de plus en plus impressionnants qui deviennent si caractéristiques de la série[47]. Il est actuellement l'acteur à avoir tourné le plus de James Bond sous le label EON.
- 1987-1989 : Timothy Dalton (VF : Edgar Givry puis Guy Chapellier) décide de se démarquer du jeu de Roger Moore, en revenant à un James Bond plus sombre et plus proche du personnage inventé à l'origine par Ian Fleming[48]. Son Bond est froid et professionnel mais est bien plus humain et conscient du danger de son métier que ne l'étaient les Bond incarnés par Connery et Moore[49]. Il est également moins glamour et moins dandy que ses prédécesseurs[48].
- 1995-2002 : Pierce Brosnan (VF : Emmanuel Jacomy) reprend le rôle de l'agent secret après six années d'absence. GoldenEye est un succès planétaire et relance la carrière de Pierce Brosnan tout en redonnant un souffle à la série. Pierce Brosnan était pressenti pour jouer James Bond à la place de Timothy Dalton, dès le départ de Roger Moore. Néanmoins, il doit refuser à cause du contrat qu'il avait passé pour la série Remington Steele[50]. Pierce Brosnan renoue avec la tradition du James Bond plus élégant et flegmatique tout en restant sérieux et quelque peu ténébreux[48]. Son James Bond, qui reçoit ses ordres d'une femme, est aussi moins machiste.
- 2006-2021 : Daniel Craig (VF : Éric Herson-Macarel) incarne un James Bond qui rompt avec certains codes de la série : bien plus petit que ses prédécesseurs (1,78 m)[51], il a également une chevelure plus claire. Son premier film, Casino Royale pour lequel il a été choisi parmi une liste de comédiens (Goran Visnjic, Henry Cavill, Julian McMahon, James Purefoy, Sam Worthington, Ewan McGregor, Orlando Bloom, Christian Bale, Colin Farrell, Jude Law ou encore Hugh Jackman), reçoit un accueil chaleureux, aussi bien de la part de la critique que des spectateurs[52],[53]. Quantum of Solace, son deuxième film, adopte un ton moins sombre et concentre plus de scènes d'action[54]. En 2012, il reprend le rôle pour la troisième fois dans Skyfall. Daniel Craig incarne à deux autres reprises l'agent secret après Skyfall[55] : dans 007 Spectre (2015) et Mourir peut attendre (2021).

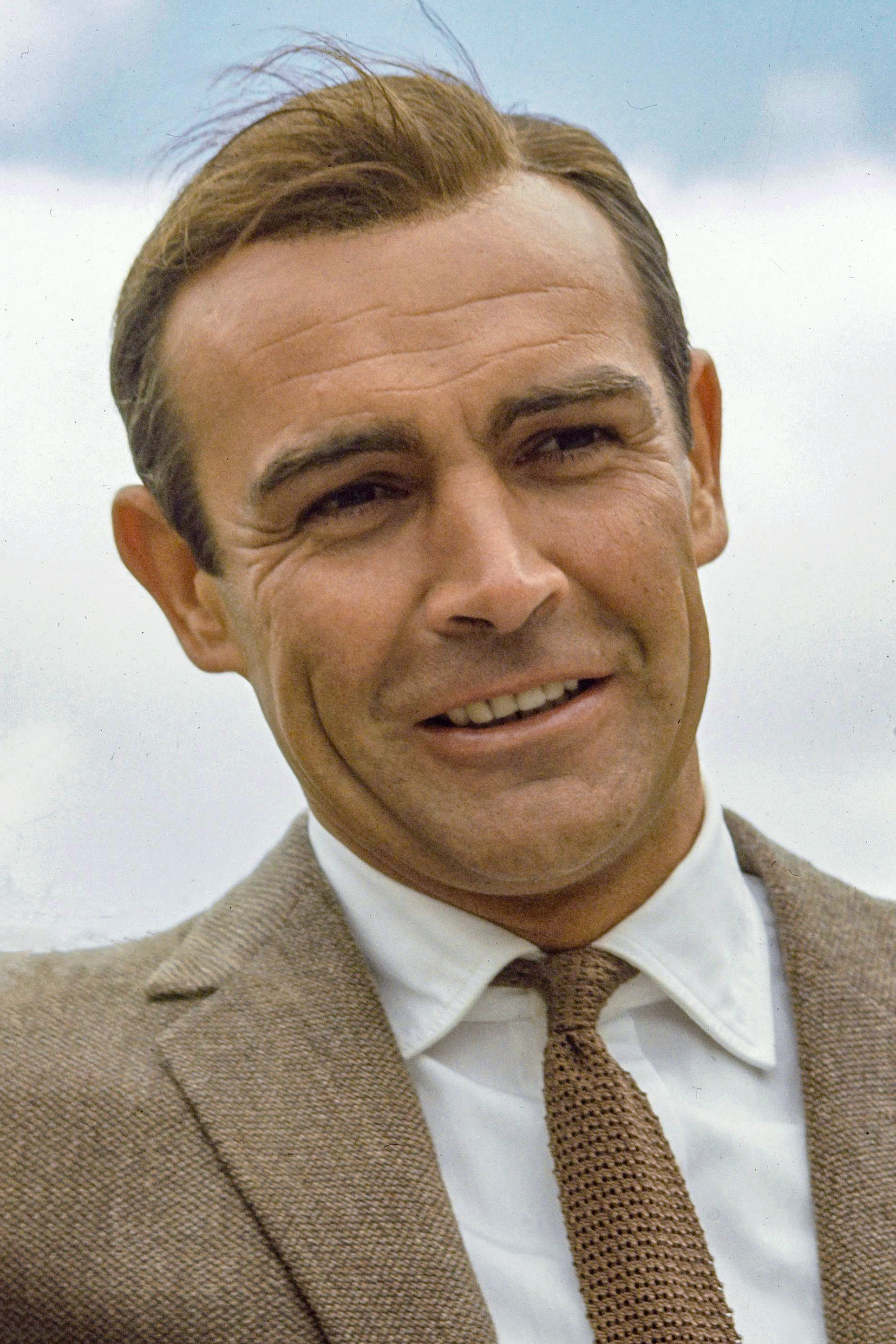
Sean Connery
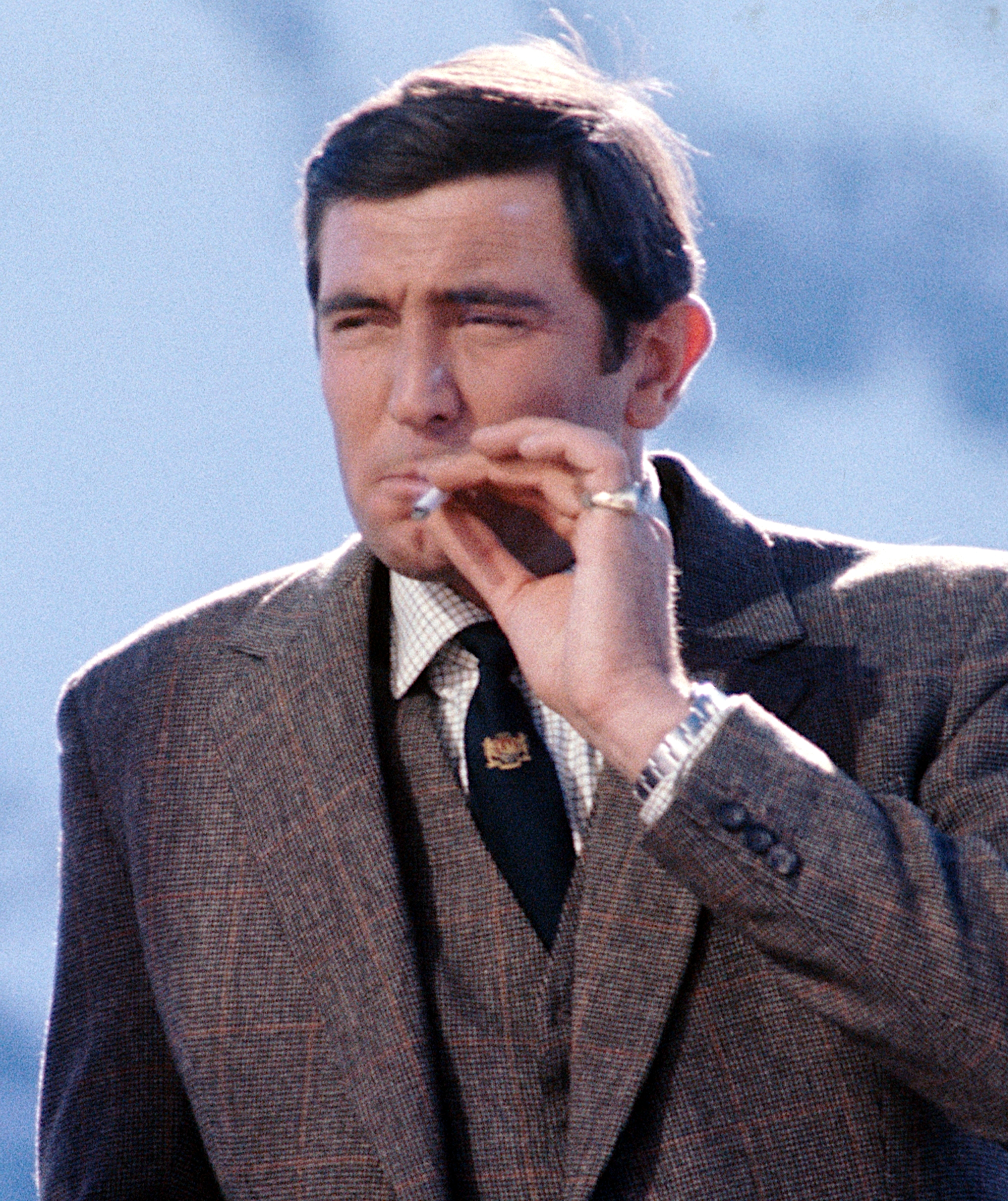
George Lazenby
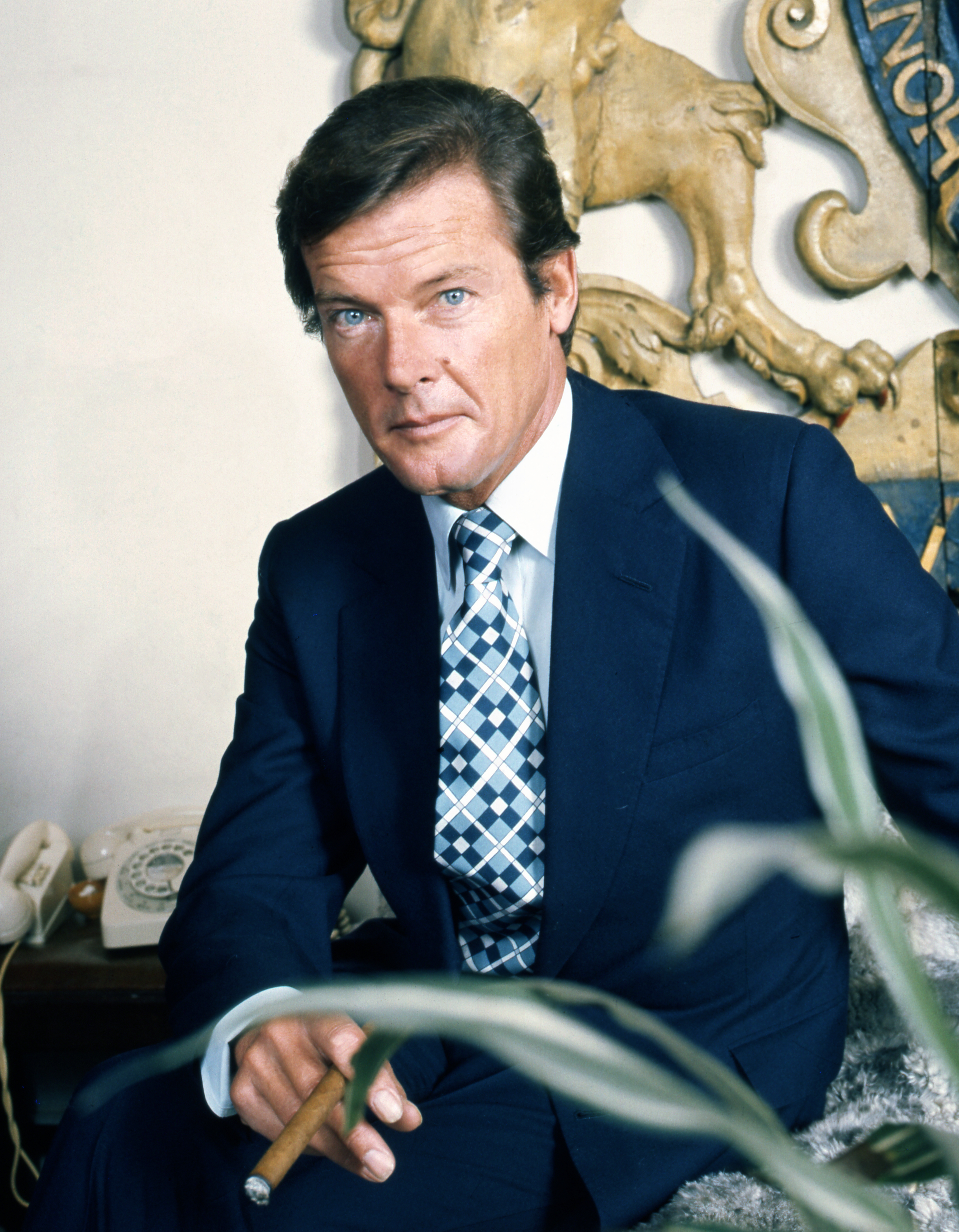
Roger Moore
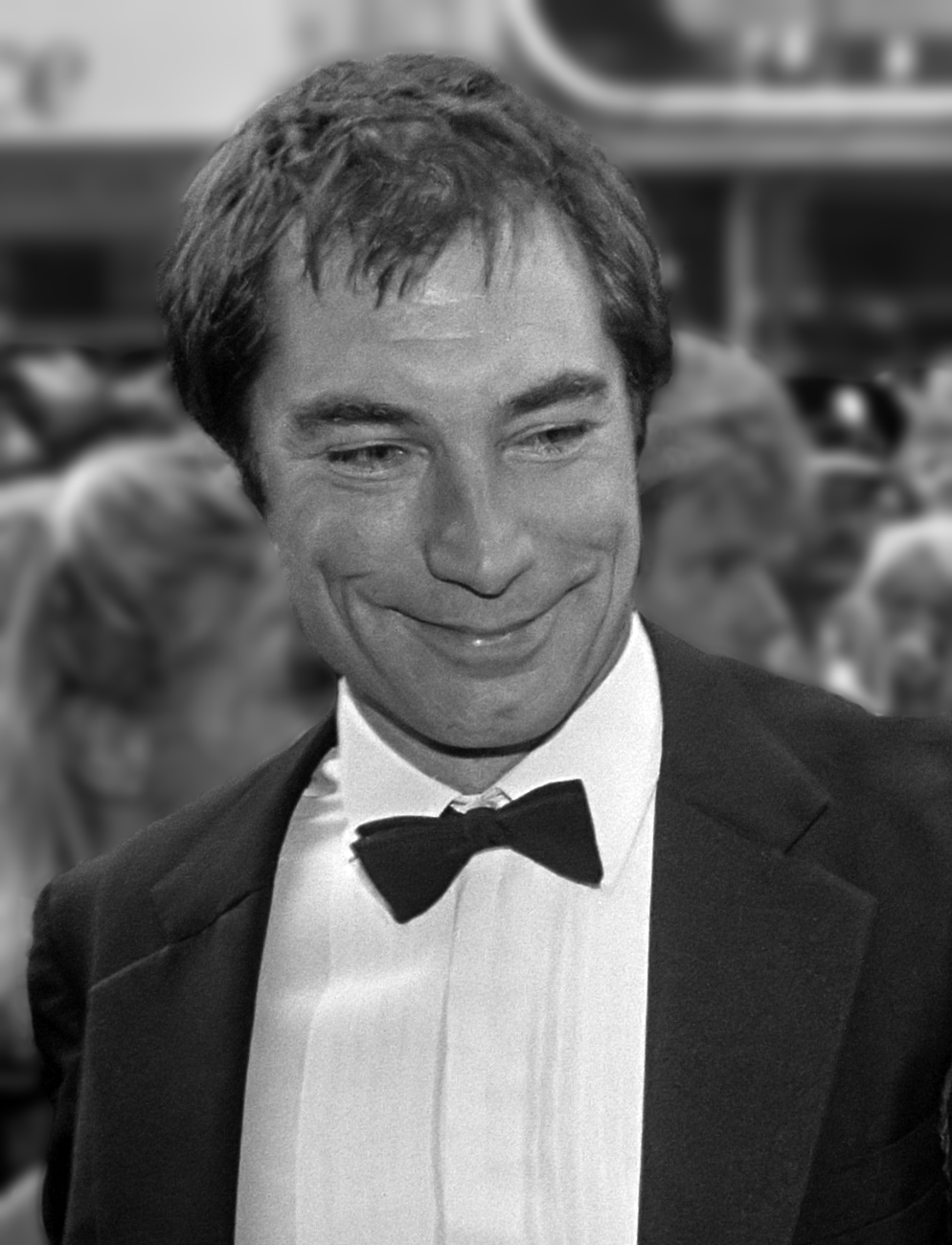
Timothy Dalton
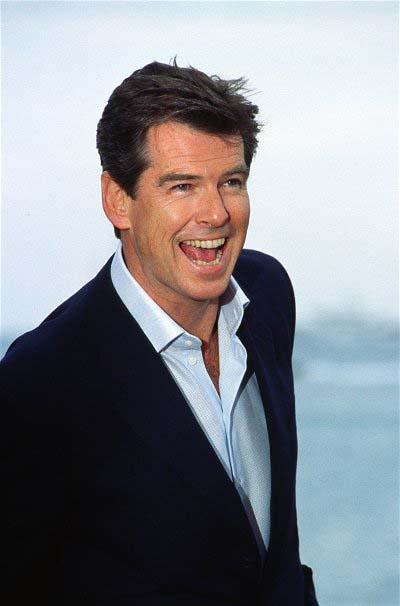
Pierce Brosnan
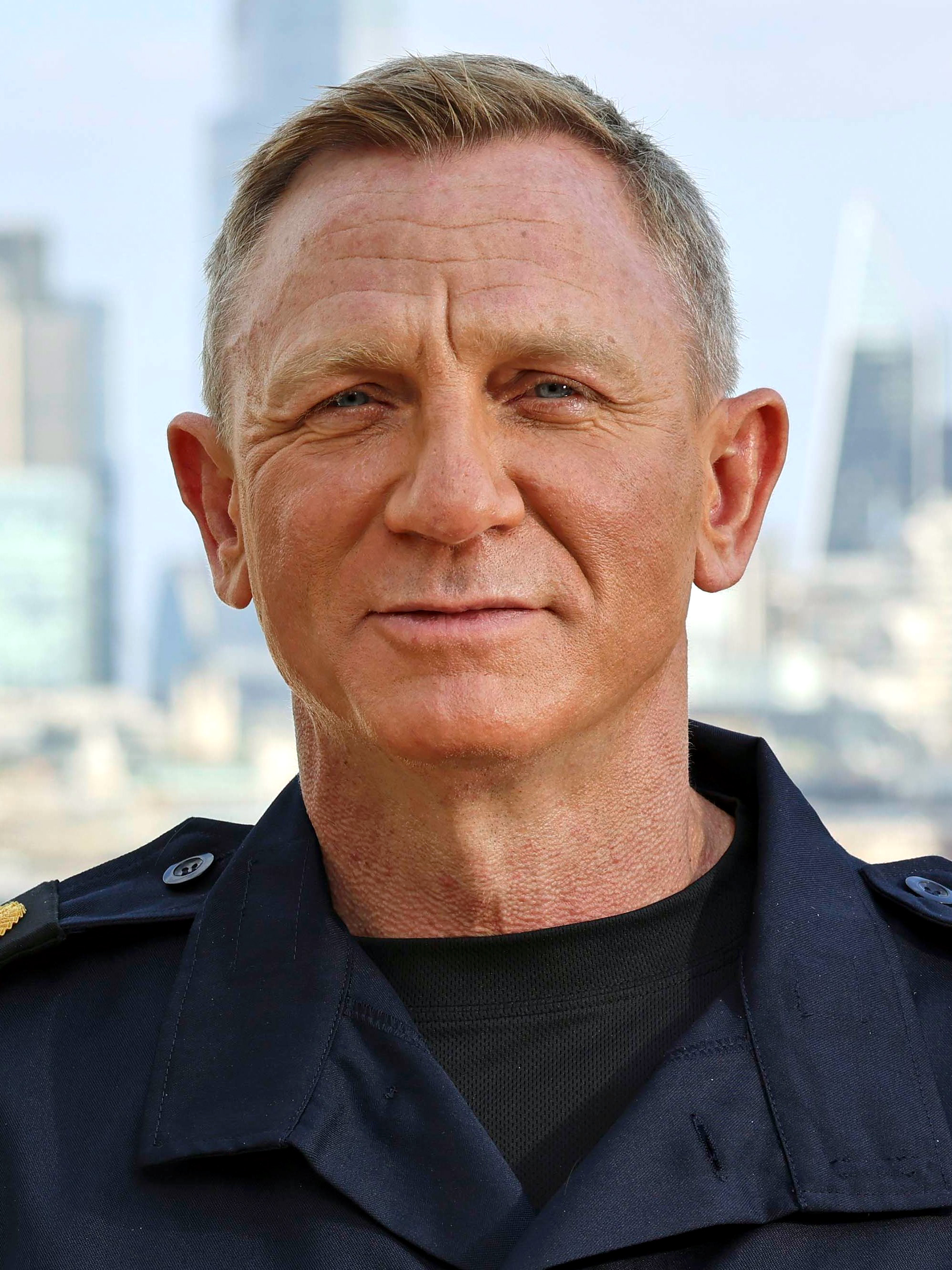
Daniel Craig

À cette liste s'ajoutent deux autres acteurs qui ont interprété James Bond dans des films ne faisant pas partie de la liste des films produits par EON productions :
- Barry Nelson (1917-2007) : acteur américain, qui a joué pour la première fois James Bond à l'écran en 1954 dans une adaptation de Casino Royale pour la télévision américaine[56]. Le personnage interprété par Nelson est très différent de ceux de la franchise EON : James Bond est surnommé « Jimmy », est américain et travaille pour la CIA.
- David Niven (1910-1983) : acteur britannique, a interprété un James Bond vieillissant dans un film parodique adapté de Casino Royale. Cet acteur britannique était celui que Ian Fleming aurait préféré pour interpréter son personnage[57].

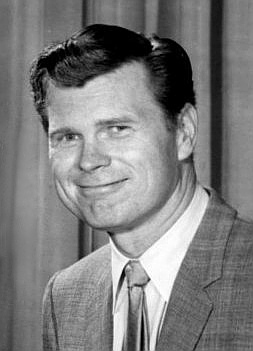
Barry Nelson
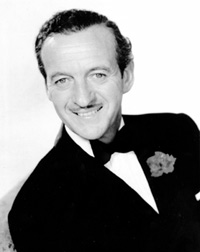
David Niven

#### Liste détaillée des films
| Numéro   | Titre français                  | Titre original                  | Année      | Réalisateur        | Acteur         | Budget (USD)  | Box-office mondial (USD) | Box-office mondial ajusté[** ] (USD) | Box-office France | Note Allociné sur 5 | Note Metacritic sur 100 |
| -------- | ------------------------------- | ------------------------------- | ---------- | ------------------ | -------------- | ------------- | ------------------------ | ------------------------------------ | ----------------- | ------------------- | ----------------------- |
| 1        | James Bond 007 contre Dr No     | Dr No                           | 1962       | Terence Young      | Sean Connery   | 1 000 000     | 59 600 000               | 503 747 854,8                        | 4 772 547         | 2,9/5               | 78/100                  |
| 2        | Bons baisers de Russie          | From Russia with Love           | 1963       | Terence Young      | Sean Connery   | 2 500 000     | 78 900 000               | 658 900 760,9                        | 5 623 391         | 3,6/5               | 85/100                  |
| 3        | Goldfinger                      | Goldfinger                      | 1964       | Guy Hamilton       | Sean Connery   | 3 500 000     | 124 900 000              | 1 029 620 922,7                      | 6 675 099         | 3,8/5               | 87/100                  |
| 4        | Opération Tonnerre              | Thunderball                     | 1965       | Terence Young      | Sean Connery   | 5 600 000     | 141 200 000              | 1 145 553 959,9                      | 5 734 842         | 3,6/5               | 64/100                  |
| 5        | On ne vit que deux fois         | You Only Live Twice             | 1967       | Lewis Gilbert      | Sean Connery   | 9 500 000     | 111 600 000              | 855 711 377,2                        | 4 489 249         | 3,6/5               | 61/100                  |
| 6        | Au service secret de Sa Majesté | On Her Majesty's Secret Service | 1969       | Peter Roger Hunt   | George Lazenby | 7 000 000     | 87 400 000               | 609 341 379,3                        | 1 958 172         | 3,1/5               | 61/100                  |
| 7        | Les diamants sont éternels      | Diamonds are forever            | 1971       | Guy Hamilton       | Sean Connery   | 7 200 000     | 116 000 000              | 732 315 530                          | 2 493 739         | 3,3/5               | 59/100                  |
| 8        | Vivre et laisser mourir         | Live and Let Die                | 1973       | Guy Hamilton       | Roger Moore    | 7 000 000     | 161 800 000              | 931 866 116,9                        | 3 053 913         | 3,2/5               | 55/100                  |
| 9        | L'Homme au pistolet d'or        | The Man with the Golden Gun     | 1974       | Guy Hamilton       | Roger Moore    | 7 000 000     | 97 600 000               | 505 978 947,4                        | 2 873 898         | 3,2/5               | 43/100                  |
| 10       | L'Espion qui m'aimait           | The Spy Who Loved Me            | 1977       | Lewis Gilbert      | Roger Moore    | 14 000 000    | 185 400 000              | 782 223 064,3                        | 3 500 993         | 3,6/5               | 55/100                  |
| 11       | Moonraker                       | Moonraker                       | 1979       | Lewis Gilbert      | Roger Moore    | 34 000 000    | 210 300 000              | 740 822 971,1                        | 3 171 274         | 3/5                 | 66/100                  |
| 12       | Rien que pour vos yeux          | For Your Eyes Only              | 1981       | John Glen          | Roger Moore    | 28 000 000    | 195 300 000              | 549 227 635,4                        | 3 181 840         | 3,3/5               | 54/100                  |
| 13       | Octopussy                       | Octopussy                       | 1983       | John Glen          | Roger Moore    | 27 500 000    | 187 500 000              | 481 310 558                          | 2 944 481         | 3,2/5               | 63/100                  |
| 14       | Dangereusement vôtre            | A View to a Kill                | 1985       | John Glen          | Roger Moore    | 30 000 000    | 152 400 000              | 362 280 074,3                        | 2 423 306         | 3,3/5               | 40/100                  |
| 15       | Tuer n'est pas jouer            | The Living Daylights            | 1987       | John Glen          | Timothy Dalton | 40 000 000    | 191 200 000              | 430 284 007                          | 1 978 347         | 3,1/5               | 60/100                  |
| 16       | Permis de tuer                  | Licence to Kill                 | 1989       | John Glen          | Timothy Dalton | 42 000 000    | 156 200 000              | 322 170 362,4                        | 2 110 402         | 3,2/5               | 58/100                  |
| 17       | GoldenEye                       | GoldenEye                       | 1995       | Martin Campbell    | Pierce Brosnan | 60 000 000    | 353 400 000              | 592 961 825,7                        | 3 493 610         | 3,6/5               | 65/100                  |
| 18       | Demain ne meurt jamais          | Tomorrow Never Dies             | 1997       | Roger Spottiswoode | Pierce Brosnan | 110 000 000   | 346 600 000              | 552 016 542,3                        | 3 435 210         | 3,2/5               | 52/100                  |
| 19       | Le monde ne suffit pas          | The World Is Not Enough         | 1999       | Michael Apted      | Pierce Brosnan | 135 000 000   | 390 000 000              | 598 555 733,1                        | 3 599 609         | 2,9/5               | 57/100                  |
| 20       | Meurs un autre jour             | Die Another Day                 | 2002       | Lee Tamahori       | Pierce Brosnan | 142 000 000   | 456 000 000              | 648 186 494                          | 4 015 654         | 3/5                 | 56/100                  |
| 21       | Casino Royale                   | Casino Royale                   | 2006       | Martin Campbell    | Daniel Craig   | 140 000 000   | 599 000 000              | 759 675 965,7                        | 3 182 602         | 4/5                 | 80/100                  |
| 22       | Quantum of Solace               | Quantum of Solace               | 2008       | Marc Forster       | Daniel Craig   | 230 000 000   | 586 100 000              | 695 982 426,6                        | 3 722 798         | 3,1/5               | 58/100                  |
| 23       | Skyfall                         | Skyfall                         | 2012       | Sam Mendes         | Daniel Craig   | 200 000 000   | 1 108 600 000            | 1 234 580 924,8                      | 7 003 902         | 4,2/5               | 81/100                  |
| 24       | 007 Spectre                     | Spectre                         | 2015       | Sam Mendes         | Daniel Craig   | 245 000 000   | 880 502 111              | 949 725 918,7                        | 4 978 710         | 3,6/5               | 60/100                  |
| 25       | Mourir peut attendre            | No Time to Die                  | 2021       | Cary Joji Fukunaga | Daniel Craig   | 250 000 000   | 774 153 007              | 774 153 007                          | 4 007 532         | 3,7/5               | 68/100                  |
| Totaux   | Films 1-25                      | Films 1-25                      | Films 1-25 | 12 réalisateurs    | 6 acteurs      | 1 527 800 000 | 7 751 655 118            | 16 968 100 000                       | 27 295 128        |                     |                         |
| Moyennes |                                 |                                 |            |                    |                | 63 658 333    | 310 066 204              | 707 004 166                          | 3 714 733         |                     |                         |

| Numéro | Titre français     | Titre original        | Année | Réalisateur          | Acteur       | Budget (USD)  | Box-office mondial (USD) | Box-office mondial ajusté[** ] (USD) | Box-office France | Note Allociné sur 5 | Note Metacritic sur 100 |
| ------ | ------------------ | --------------------- | ----- | -------------------- | ------------ | ------------- | ------------------------ | ------------------------------------ | ----------------- | ------------------- | ----------------------- |
| 1      | Casino Royale      | Casino Royale         | 1954  | William H. Brown Jr. | Barry Nelson | 25 000        |                          |                                      |                   |                     |                         |
| 2      | Casino Royale      | Casino Royale         | 1967  | John Huston          | David Niven  | 12 000 000    | 41 800 000               | 325 700 000                          | 1 740 504         | 2,7/5               |                         |
| 3      | Jamais plus jamais | Never Say Never Again | 1983  | Irvin Kershner       | Sean Connery | 36 000 000    | 160 000 000              | 418 000 000                          | 2 582 054         | 3,4/5               |                         |
| Totaux |                    |                       |       | 3 Réalisateurs       | 3 Acteurs    | 1 575 825 000 | 466 886 956              | 17 711 800 000                       | 8 037 291         |                     |                         |

Légende
- Chiffres les plus hauts
- Chiffres les plus bas

#### Lieux d'action des films

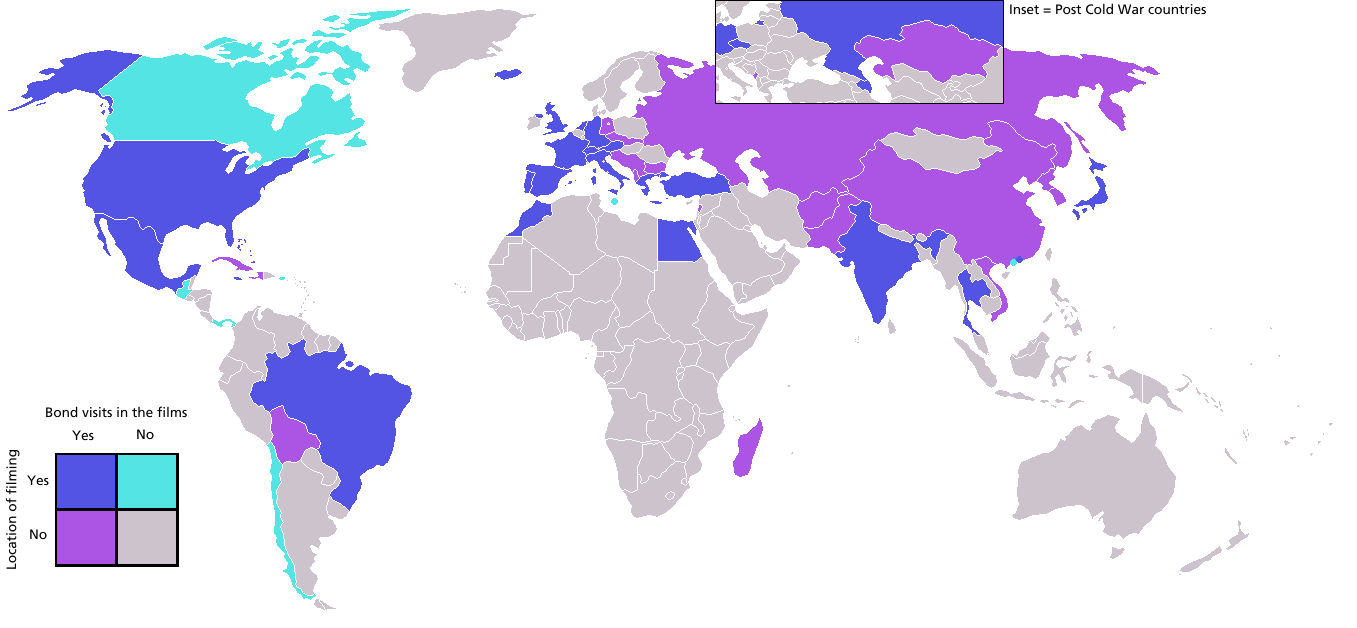
Pays visités par Bond et dans lesquels les films ont été tournés
Pays visités par Bond, mais dans lesquels les films n'ont pas été tournés
Pays présents dans les films, mais que Bond n'a pas visité

Dans chaque film, James Bond se rend dans plusieurs pays. Voici une liste des lieux fréquentés au fil de la saga.
| #  | Pays           | Films                                          | Lieu |    | #                                     | Pays                                      | Films                                                                                 | Lieu |
| -- | -------------- | ---------------------------------------------- | --- | -- | ------------------------------------- | ----------------------------------------- | ------------------------------------------------------------------------------------- | ---- |
| 1  | Angleterre     | Tous (sauf no 5)                               | Londres Oxford Amberley Ascot Windsor Tamise Notting Hill Regent's Canal Palais de Blenheim Regent's Park Woodstock Prison de Wakefield | 26 | Inde                                  | no 13                                     | Agra New Delhi Udaipur                                                                |      |
| 2  | Afghanistan    | no 15                                          | | 27 | Islande                               | no 14 no 20                               | Jökulsárlón                                                                           |      |
| 3  | Afrique du Sud | no 7                                           | | 28 | Jamaïque                              | no 1 no 25                                | Kingston Port Antonio                                                                 |      |
| 4  | Albanie        | no 12                                          | Mer Ionienne | 29 | Japon                                 | no 5 no 7 no 23                           | Tokyo Kobe Île Ha-shima                                                               |      |
| 5  | Allemagne      | no 13 no 18                                    | Hambourg Berlin Feldstadt Karl-Marx-Stadt                                                                                               | 30 | Kazakhstan                            | no 19                                     |                                                                                       |      |
| 6  | Autriche       | no 10 no 15 no 22 no 24                        | Vienne Brégence Altaussee Sölden | 31 | Liban                                 | no 9                                      | Beyrouth                                                                              |      |
| 7  | Azerbaïdjan    | no 19                                          | Bakou | 32 | Macao                                 | no 9 no 23                                | Macao                                                                                 |      |
| 8  | Bahamas        | no 4 no 21                                     | Nassau | 33 | Madagascar                            | no 21                                     | Diego Suarez                                                                          |      |
| 9  | Bolivie        | no 22                                          | La Paz | 34 | Maroc                                 | no 15 no 24                               | Tanger Oujda Erfoud                                                                   |      |
| 10 | Brésil         | no 11                                          | Rio de Janeiro | 35 | Mexique                               | no 7 no 24                                | Baja California Mexico                                                                |      |
| 11 | Chine          | no 23                                          | Shanghai | 36 | Monaco                                | no 17                                     | Monte-Carlo                                                                           |      |
| 12 | Corée du Nord  | no 20                                          | Pyongyang | 37 | Monténégro                            | no 21                                     |                                                                                       |      |
| 13 | Corée du Sud   | no 20                                          | Zone démilitarisée | 38 | Norvège                               | no 25                                     | Nittedal                                                                              |      |
| 14 | Cuba           | no 13 no 17 no 20 no 25                        | La Havane Santiago de Cuba | 39 | Ouganda                               | no 21                                     | Mbale                                                                                 |      |
| 15 | Croatie        | no 2                                           | Zagreb | 40 | Pays-Bas                              | no 7                                      | Amsterdam                                                                             |      |
| 16 | Écosse         | no 19 no 23                                    | Eilean Donan Glen Coe Buachaille Etive Mòr Aviemore                                                                                     | 41 | Portugal                              | no 6 no 9                                 | Estoril                                                                               |      |
| 17 | Égypte         | no 7 no 10 no 22                               | Le Caire Louxor Gizeh Abou Simbel | 42 | Tchéquie                              | no 21                                     | Prague                                                                                |      |
| 18 | Espagne        | no 12 no 19                                    | Bilbao Madrid | 43 | Russie ( Union soviétique avant 1992) | no 10 no 12 no 14 no 17 no 18 no 22 no 25 | Arkhangelsk Saint-Pétersbourg Severnaya Sibérie Kazan Moscou Îles Kouriles            |      |
| 19 | États-Unis     | no 3 no 5 no 7 no 8 no 11 no 14 no 16 no 21    | Miami Las Vegas Dakota du Sud San Francisco Key West New York La Nouvelle-Orléans Cap Kennedy Hawaï Washington D.C. Baltimore Fort Knox | 44 | Serbie                                | no 2                                      | Belgrade                                                                              |      |
| 20 | France         | no 4 no 6 no 7 no 11 no 14 no 17 no 19         | Paris Anet Chantilly Maincy (Vaux-le-Vicomte) Antibes Villefranche-sur-Mer Frontière avec Monaco Passy                                  | 45 | Slovaquie                             | no 15                                     | Bratislava                                                                            |      |
| 21 | Gibraltar      | no 15                                          | Gibraltar | 46 | Suisse                                | no 3 no 6 no 17                           | Berne Lauterbrunnen Grindelwald Piz Gloria Mürren Val Verzasca Genève Col de la Furka |      |
| 22 | Grèce          | no 12                                          | Corfou Saint-Cyrille | 47 | Taïwan                                | no 5                                      | Îles Matsu                                                                            |      |
| 23 | Haïti          | no 22                                          | Port-au-Prince | 48 | Thaïlande                             | no 9                                      | Bangkok Khao Phing Kan                                                                |      |
| 24 | Hong Kong      | no 5 no 9 no 20                                | Hong Kong | 49 | Turquie                               | no 2 no 19 no 23                          | Istanbul Adana                                                                        |      |
| 25 | Italie         | no 2 no 10 no 11 no 12 no 21 no 22 no 24 no 25 | Venise Lenno Lac de Garde Sienne Talamone Cortina d'Ampezzo Costa Smeralda Rome Matera                                                  | 50 | Vietnam                               | no 18                                     | Saïgon Baie d'Along                                                                   |      |

#### Séquences d'ouverture et génériques des films
La séquence d'ouverture des films de James Bond (gunbarrel) est réalisée par Maurice Binder de 1962 (Dr No) à 1989 (Permis de tuer) sauf pour Bons Baisers de Russie (1963) et Goldfinger (1964) où il est remplacé par Robert Brownjohn puis par Daniel Kleinman (en) à partir de 1995 sur Goldeneye sauf en 2008 pour Quantum of Solace où il est remplacé par la société MK12. Dès le premier film, Binder imagine filmer le personnage à travers le canon d'un révolver, ce qui devient immédiatement une des marques de fabrique visuelles de la série. La traditionnelle scène du canon est légèrement modifiée dans Casino Royale (2006), et tout comme pour Quantum of Solace et Skyfall, elle est représentée à la fin du film au lieu du début.
Le générique d'ouverture, qui fait suite à un pré-générique, est toujours basé sur un jeu graphique avec des silhouettes féminines sensuelles et impersonnelles, évoquant le monde de l'espionnage. Elles sont souvent nues et flottent dans l'air sur un fond abstrait coloré. Daniel Kleinman tout en reprenant les thèmes de son prédécesseur y ajoute les nouvelles technologies (programmes informatiques, puces électroniques).

#### Musique des films
Le James Bond Theme, la fameuse chanson qui accompagne le traditionnel générique des James Bond d'EON Productions, a été composée par Monty Norman en 1960 puis orchestrée pour la première fois par John Barry pour James Bond contre Docteur No en 1962. À l'origine, la mélodie a été créée par Norman dans les années 1950 sous le titre de Good Sign, Bad Sign, une chanson à la sonorité indienne tirée d'une comédie musicale basée sur le livre A House for Mister Biswas de V.S. Naipaul, mais qui n'a jamais vu le jour. La version « retouchée » donne le James Bond Theme. La paternité de cette musique a été la source d'un long procès entre les deux auteurs, mais Monty Norman a finalement eu gain de cause en 2001. Le célèbre riff de guitare est joué par le musicien studio Vic Flick, aussi membre du John Barry Seven (en). Un pastiche de celui-ci est entendu dans le film Help! des Beatles et entendue sur la version américaine de l'album, placé en ouverture de la chanson homonyme. Ce style d'orchestration deviendra le modèle, dans les années 1960, pour plusieurs séries d'espionnage américaines, tels que I Spy, The Man From U.N.C.L.E. et même la série d'humour Get Smart.
Barry a continué la composition des musiques de onze films de Bond en plus de sa contribution (non créditée) pour Docteur No, et devient crédité avec la composition de 007, un morceau utilisé comme thème alternatif dans plusieurs films, tout comme le célèbre thème orchestré On Her Majesty's Secret Service. James Bond Theme et On Her Majesty's Secret Service ont tous deux été remixés de nombreuses fois par des artistes célèbres, tels que Art of Noise, Moby, Paul Oakenfold et Propellerheads.
John Barry fut suivi par d'autres compositeurs et producteurs de musique comme George Martin, Bill Conti, Michael Kamen, Marvin Hamlisch et Éric Serra. À partir du début du XXIe siècle, David Arnold devient le compositeur attitré de la série, et compose, en tout, la musique de cinq James Bond, jusqu'à Quantum of Solace. En 2012 et 2015, Thomas Newman, fidèle compositeur du réalisateur Sam Mendes, accompagne son collègue pour les films Skyfall et 007 Spectre en 2012 et 2015. En 2021, le célèbre compositeur Hans Zimmer est engagé pour Mourir peut attendre et ajoute dans sa musique des partitions de thèmes On Her Majesty's Secret Service et We Have all the Time in the World issus de la bande son du film Au service Secret de sa Majesté.
Les chansons des films de James Bond ont été interprétées par des vedettes telles que Shirley Bassey, Tom Jones, Nancy Sinatra, Paul McCartney, a-ha, Tina Turner, Sheryl Crow, Madonna, Jack White ou Adele.
Au Service Secret de Sa Majesté est le seul film à n'avoir qu'un thème purement instrumental, On Her Majesty's Secret Service et comporte dans le film une ballade de Louis Armstrong : We Have All the Time in the World. Ces deux thèmes seront réutilisés en 2021 pour le film Mourir peut attendre, dont la chanson de Louis Armstrong sert de générique de fin. Bien que beaucoup de ces thèmes aient été de gros succès, le seul thème à devenir no 1 des charts aux États-Unis fut A View to a Kill de Duran Duran en 1985.
Sheena Easton est la seule chanteuse à apparaître dans le générique d'un film, en l'occurrence lorsqu'elle chante le thème de Rien que pour vos yeux. Madonna est la seule interprète d'un thème à apparaître en tant qu'actrice à l'intérieur même du film ; dans Meurs un autre jour, dont elle a enregistré la chanson de générique, elle tient également — non créditée au générique — le bref rôle d'une professeur d'escrime nommée Verity.
En 1998, la musique de On ne vit que deux fois, composée par John Barry est adaptée dans le morceau Millennium par le producteur et compositeur Guy Chambers pour Robbie Williams. Le clip montre Robbie Williams en parodie de James Bond, et comporte des références à d'autres films de Bond comme Opération Tonnerre et Bons baisers de Russie. Le clip fut tourné aux Pinewood Studios où la plupart des films de Bond ont été tournés.
Pour le reboot de la saga avec Casino Royale en 2006, Chris Cornell (leader de Soundgarden) interprète le thème principal. Quantum Of Solace a comme thème principal Another Way to Die interprété par Jack White et Alicia Keys. C'est le premier thème comportant un duo. Courant septembre 2008, un extrait de la version instrumentale de Another Way to Die a été diffusé pour un spot de publicité pour Coca-Cola Zero, ce qui n'a pas plu à Jack White. À l'origine, Amy Winehouse devait interpréter le thème de Quantum Of Solace mais à la suite de ses déboires dans le courant de l'année 2008, on lui a refusé l'interprétation, ce qui l'a quelque peu irritée. Elle aurait décidé de créer un thème non officiel de Quantum of Solace. En 2012, Adele interprète le thème du film Skyfall, le titre de la chanson est le même nom que celui du film. Elle a par la suite reçu plusieurs prix pour ce thème, dont l'Oscar de la meilleure chanson originale en 2013 (avec son compositeur Paul Epworth), un Golden Globe et un Critics' Choice Movie Award.

### Jeux vidéo

GoldenEye 007.

James Bond 007, le premier jeu vidéo de James Bond, développé et produit par Parker Brothers, sort en 1983 sur Atari 2600, Atari 5200, Atari 8-bits, Commodore 64 et Colecovision. Depuis, de nombreux jeux vidéo basés sur les films ou sur une histoire originale sont produits. Généralement, l'apparence du James Bond qu'intègre le joueur ressemble à celle de l'acteur choisi pour tourner les films à ce moment-là, tout comme les autres personnages.
Une étape est marquée en 1997 avec le GoldenEye 007 développé par Rare pour la Nintendo 64 qui obtient un énorme succès. En conséquence, tous les jeux vidéo de James Bond qui ont suivi ont essayé de reproduire l'exploit avec plus ou moins de réussite ; quitte à aller plus loin comme en témoigne le jeu GoldenEye : Au service du Mal, sorti en 2004 et qui n'a que peu de chose en commun avec le jeu vidéo GoldenEye 007 ou le film du même nom.
Depuis qu'il a acquis la licence en 1999, Electronic Arts (EA) a sorti huit jeux, cinq ayant leur propre histoire, dont les populaire 007 : Espion pour cible, 007: Nightfire ou encore 007 : Quitte ou double qui s'éloigne du jeu de tir à la première personne introduit avec GoldenEye 007 pour une vue à la troisième personne. En 2005, EA sort un autre jeu dans la même veine, Bons baisers de Russie, qui est cette fois une adaptation du film homonyme. Le James Bond virtuel reprend pour l'occasion les traits de Sean Connery, l'acteur lui-même a prêté sa voix pour le jeu après 34 ans d'absence.
En 2006, Activision s'approprie la licence, initialement partagée avec EA. Le contrat devient exclusif en septembre 2007. Le premier jeu édité par Activision, 007: Quantum of Solace, sort en octobre 2008, soit en même temps que le film homonyme réalisé par Marc Forster. Le jeu retrace les événements de Casino Royale et de Quantum of Solace. Alors que les versions PC, Xbox 360, PS3 et Wii utilisent la vue à la première personne et à la vue à la troisième personne, la version PS2 n'utilise que la vue à la troisième personne.
Lors de l'E3 2010, Nintendo annonce le retour de GoldenEye 007 sur la console Wii. Il s'agit du remake du jeu de 1997 du même titre développé par Rare, société de développement qui appartenait à Nintendo. Le titre est édité par Activision et développé par Eurocom et le James Bond du jeu prend les traits de Daniel Craig et non de Pierce Brosnan. Une adaptation de la version Wii est sortie sur PS3 et Xbox 360 en novembre 2011 sous le nom de GoldenEye 007 Reloaded.
En novembre 2010 sort sur 007 : Blood Stone, aventure inédite édité par Activision et développé par Bizarre Creations. Le jeu met en scène Daniel Craig en tant que James Bond et est sortie sur Xbox 360, PS3 et PC.
À l'occasion de la sortie de Skyfall et du 50e anniversaire de la saga cinématographique, 007 Legends sort en novembre 2012 sur PS3, Xbox 360, puis quelques mois plus tard sur PC et Wii U. Il est développé par Eurocom et édité Activision. Le jeu met en scène Daniel Craig en tant que James Bond et s'inspire des films Goldfinger, Au service secret de Sa Majesté, Moonraker, Permis de tuer, Meurs un autre jour et Skyfall.
En 2015, Glu Mobile a sorti un jeu 007 free-to-play sur iOS et Android sous le titre James Bond: World of Espionage.
En 2018, James Bond, ou du moins ses voitures, arrivent enfin sur la 8e génération de consoles le temps d'un contenu téléchargeable pour le jeu Forza Horizon 4 sur Xbox One et PC (Windows 10) : Le meilleur de Bond.
L'agent 007 fait aussi partie de l'équipe de « Bros » jouables dans le jeu Broforce (PC Mac PS4, 2015) sous le pseudonyme de Double Bro Seven.

### Bandes dessinées
En 1957, le Daily Express, un journal tenu par Lord Beaverbrook, approche Ian Fleming pour qu'il adapte ses histoires en comic strip. Au départ réticent, Fleming accepte et le premier strip Casino Royale est publié le 7 juillet 1958 pour produire une planche hebdomadaire jusqu'au 13 décembre 1958. Le comic est illustré par John McLusky jusqu'en 1963 (date où il est remplacé par Yaroslav Horak) et scénarisé par Henry Gammidge et Anthony Herne supervisés par Ian Fleming en personne (puis à partir de 1963 par Jim Lawrence). C'est le Daily Express qui en premier lance ensuite un sondage parmi ses lecteurs pour qu'ils désignent plus tard l'acteur idéal pour incarner le personnage de Bond au cinéma ; les résultats du sondage influencent grandement le choix d'Albert R. Broccoli et de Harry Saltzman en 1962.
En 1964, Takao Saitō, adapte en manga plusieurs James Bond connus sous le nom de série des 007 publiés chez Golden Comics.
De nombreuses aventures de James Bond ont ainsi été illustrées jusqu'en 1977, comprenant tous les livres de Fleming, ainsi que le Colonel Sun de Robert Markham, et la plupart des nouvelles de Fleming. Par la suite, le comic strip produit ses propres histoires jusqu'en 1983 avec des aventures inventées par Doug Moench et dessinées par Paul Gulacy. En France, les bandes de James Bond ont été publiées dans Le Courrier de l'Ouest durant les années 1970 ainsi que dans France-Soir et différents quotidiens régionaux à partir de 1965.
Les éditions Glénat ont édité en 1988 un album reprenant des épisodes de Yaroslav Horak (L'Homme au pistolet d'or et Tuer n'est pas jouer). Dark Horse France a sorti en 1995 trois albums d'une histoire intitulée La Dent du serpent (Moench/Gulacy). Titan Books (en) est actuellement en train de réimprimer ces comic strips dans une série de roman graphique ; fin 2005, toutes les adaptations basés sur les romans de Fleming et Colonel Sun avaient été réimprimés.
Plusieurs comics ayant adapté les films de James Bond ont été publiés au cours des ans, tout comme de nombreuses histoires originales.

### Radio
Le 30 janvier 1958 la radio sud-africaine diffuse une adaptation du roman Moonraker. Bob Holness (en) prête sa voix au célèbre espion britannique. Il est ainsi le deuxième acteur à avoir interprété James Bond, après Barry Nelson pour la télévision.
En 1990, la BBC diffuse You Only Live Twice, avec Michael Jayston dans le rôle de James Bond.
Depuis 2008, plusieurs aventures tirées des romans de Ian Fleming sont à nouveau diffusées par la BBC avec, dans le rôle de l'agent 007 Toby Stephens, qui interprétait le rôle de Gustav Graves dans le film Meurs un autre jour. 10 romans ont été adaptés : Dr No (2008), Goldfinger (2010), avec Sir Ian McKellen dans le rôle de Goldfinger et Rosamund Pike dans celui de Pussy Galore, From Russia With Love (2012), On Her Majesty's Secret Service (2014), Diamonds Are Forever (2015), Thunderball (2016), Moonraker (2018), Live and Let Die (2019), The Man With The Golden Gun (2020) et Casino Royale (2025)

### Théâtre
Les romans de Ian Fleming étant passés dans le domaine public au Japon, la Revue Takarazuka adapte le 1er roman de l'auteur britannique Casino Royale. Cette troupe théâtrale présente la particularité que tous les rôles (féminins et masculins) sont interprétés par des femmes. L'actrice Suzuho Makaze endosse donc le smoking de l'agent 007 dans le musical "Casino Royale ; my name is Bond".La première a lieu le 11 mars 2023. Le 11 juin, la pièce est diffusée en streaming, ce qui n'était encore jamais arrivé pour les autres productions de la  Takarazuka Revue.

### Autres produits dérivés
En 1965, Playcraft Toys Ltd, une branche de Mettoy, qui depuis quelques années s'était lancée dans les maquettes de véhicules issus de séries télévisées, passe un contrat avec EON Productions pour commercialiser des répliques miniatures des véhicules de James Bond. À cette époque, la série est plutôt considérée comme étant destinée aux adultes mais EON Productions pense que le succès de Goldfinger et surtout la mise en avant des gadgets dans le futur film Opération Tonnerre permettra d'attirer un public plus jeune.
Playcraft décide de retirer le modèle Aston Martin DB4 et de lancer la production de la DB5. La première DB5 (Corgi 261) est commercialisée par Corgi en octobre 1965, pratiquement un an après la sortie de Goldfinger et deux mois avant la sortie d'Opération Tonnerre. Cette DB5 comporte l'arrière de la DB4 et elle est de couleur or et non silverbirch comme dans le film.
L'investissement de 45 000 livres sterling de l'époque est très important mais est largement compensé par l'énorme succès du jouet avec 2 771 000 Aston Martin DB5 007 vendues en 1966. Il permet à Playcraft d'obtenir deux récompenses, les UK Toy Of The Year et Best Boys Toy Of 1965.
Une série télévisée d'animation américaine, James Bond Junior, a vu le jour en 1991. Celle-ci mettait en scène les aventures d'un personnage décrit comme étant le neveu de James Bond.
Il existe un jeu de rôle, James Bond 007, de Victory Games, sorti en 1983. Une collection de timbres est également parue. Après la production du film « Rien que pour vos yeux » Citroën sort une série limitée de 2CV 007,.

### Expositions
En décembre 1997, une importante exposition consacrée à James Bond est organisée en France, dans la galerie du monumental Gaumont Grand Écran Italie à Paris.
En décembre 2016, une exposition consacrée aux films de James Bond est organisée en France, Designing 007, à la Grande halle de la Villette (Paris).

### Hommages
- (9007) James Bond, astéroïde nommé en hommage.

### Musées
Musée du Cinéma de Londres (en).
Goldeneye (Jamaïque) (L'Œil d'or, en anglais), la résidence de Ian Fleming en Jamaïque, ainsi que ses plages désormais nommées « James Bond Beach », sont à ce jour intégrées au complexe hôtelier de luxe « Goldeneye Hotel and Resort » et « James Bond Beach Club ».

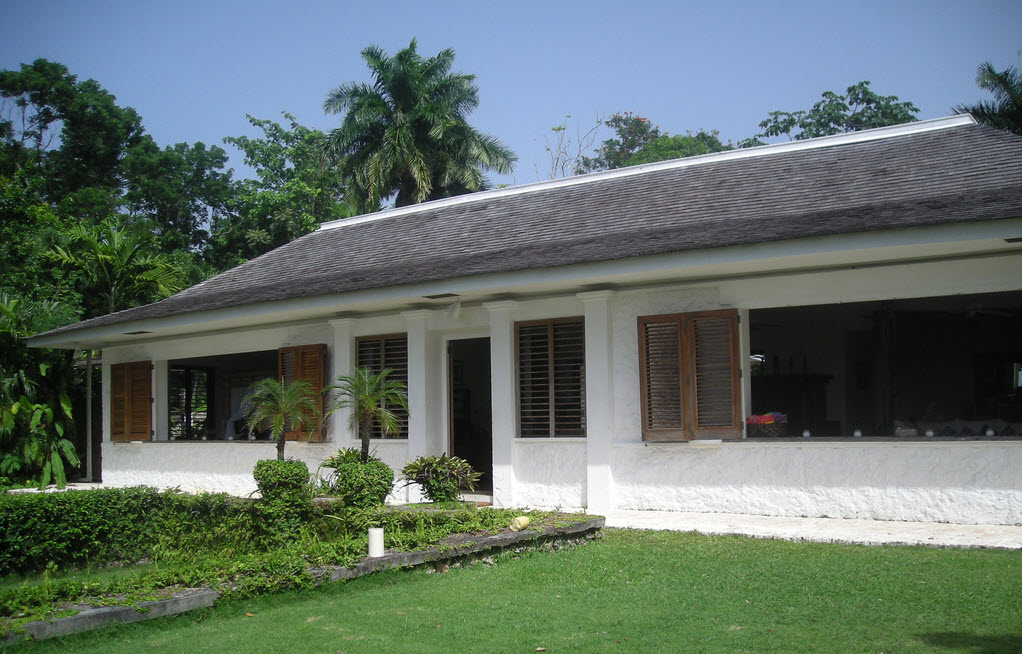
Goldeneye (Jamaïque)
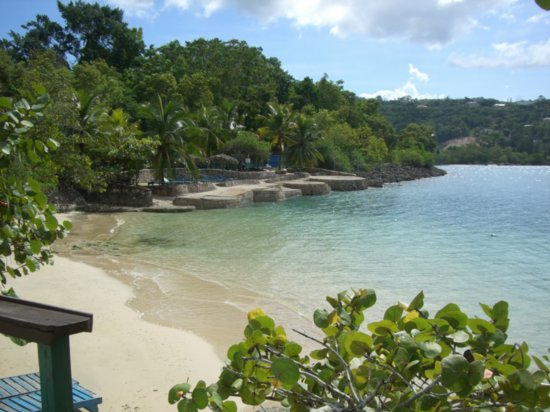
James Bond Beach
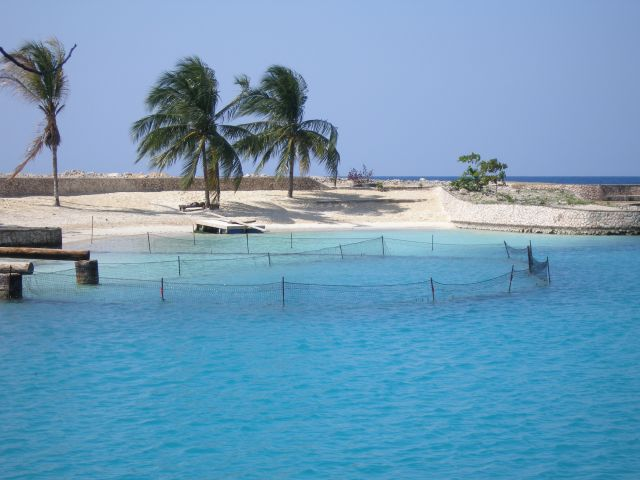
James Bond Beach
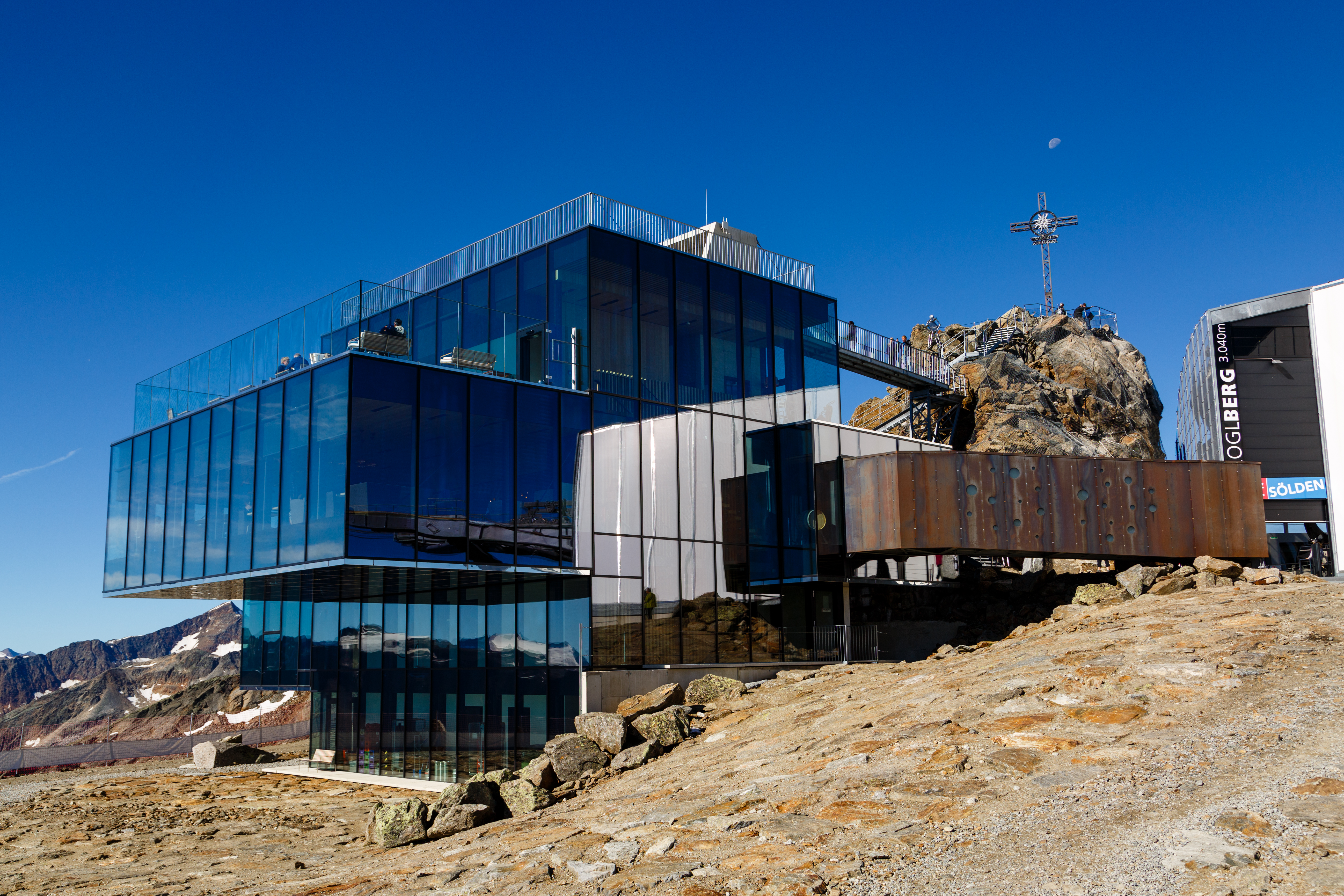
Restaurant-musée Ice Q, du 007 Elements Museum, du film 007 Spectre au Tyrol

007 Elements Museum (Inside The World of James Bond, « À l'intérieur du monde de James Bond ») : ouvert en 2018 et dédié la saga des films de James Bond, ce musée a été créé sur le site du restaurant Ice Q, à Sölden dans les alpes de l'Ötztal au Tyrol en Autriche,,, où ont été tournées des scènes du film 007 Spectre de 2015.
Musée automobile de Beaulieu (Royaume-Uni).

## Analyse structurale
Selon l'anthropologue David Graeber, James Bond est, en termes d'analyse structurale, l'opposé de Sherlock Holmes : si tous deux sont des « héros charismatiques de la bureaucratie », ont leur base à Londres, combattent la criminalité et sont, chacun à sa manière, des « sociopathes légers » et des « adolescents permanents », le premier est un professionnel qui semble n'avoir aucune vie en dehors du travail, se laisse toujours distraire et désobéit à son chef, quand le second est un amateur qui possède d'autres marottes, d'une discipline remarquable et qui en remontre aux professionnels. Bond est hypersexué quand Holmes est asexué ; il cherche des informations sur des crimes à venir, alors que son prédécesseur enquête sur des crimes déjà accomplis.

## Influences

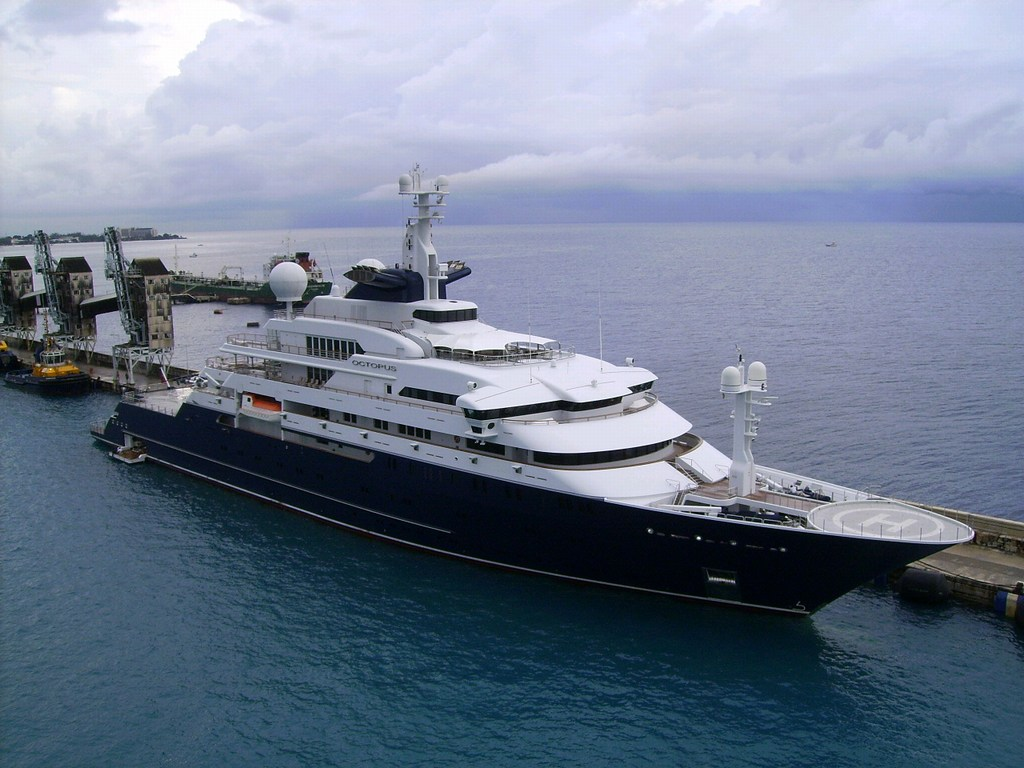
Le yacht Octopus du millardaire Paul Allen, inspiré du film Octopussy (1983).

Le nom de James Bond est connu dans le monde entier et l'œuvre demeure une influence majeure dans les livres et les films d'espionnage. Le personnage est classé troisième dans AFI's 100 ans… 100 Héros et Méchants du cinéma.
La multitude de films parodiques comme Notre homme Flint (1965), Matt Helm, agent très spécial (1966), Opération frère cadet (1967), Casino Royale (1967), Bons baisers de Hong Kong (1975), Bons baisers de Pékin (1994), La Totale !/True Lies (1994), Austin Powers (1997), Le Smoking (2002), Johnny English (2003), Double Zéro (2004) et OSS 117 : Le Caire, nid d'espions (2006) sont autant de preuves de la prééminence de Bond dans la culture populaire. Dans le film Rock, l'espion britannique joué par Sean Connery fait une curieuse référence à James Bond.
Les années 1960 ont vu de nombreux feuilletons s'inspirant de James Bond comme Les Espions, Max la Menace ou Des agents très spéciaux. Napoleon Solo, le héros de la série Des agents très spéciaux, tire son nom d'un personnage de Goldfinger ; Fleming suggéra aussi le nom d'April Dancer qui fut plus tard utilisé dans le spin-off de la série : Annie, agent très spécial. Le téléfilm Le Retour des agents très spéciaux (1983) introduit notamment un caméo de George Lazenby en James Bond en hommage à Fleming (pour des raisons de droits, le personnage s'appelle « JB »). La série Chapeau melon et bottes de cuir, dont beaucoup d'acteurs ont également joué dans des films de James Bond, contient de temps à autre des références à ces films. Ainsi lorsque Cathy Gale, jouée par Honor Blackman, prend congé de son partenaire John Steed, joué par Patrick Macnee, ce dernier s'amuse à lui décrire ce qu'elle fera de ses vacances « pussyfooting along those sun-soaked shores », Pussy Galore étant le nom du personnage d'Honor Blackman dans Goldfinger. De même, quelque temps après son départ, Steed reçoit une carte de Noël de sa part. Il commente alors « C'est de la part de Mrs. Gale ! Je me demande ce qu'elle fait à Fort Knox ? » - le lieu où se conclut Goldfinger. L'un des personnages de la série animée de Nickelodeon Doug est un agent secret nommé Smash Adams, qui est inspiré de Bond.
Quatre épisodes de la série Arrested Development (For British Eyes Only, Forget-Me-Now, Notapusy et Mr F) se réfèrent aux films de Bond. Les titres des épisodes sont des parodies des titres originaux de plusieurs James Bond.
En 1989, George Lazenby reprend à nouveau le rôle de James Bond dans un épisode de la série Alfred Hitchcock présente intitulé « Diamonds Aren't Forever ». Pour une question de droits, le nom de Bond ne peut être utilisé. Le personnage s'appelle donc « James ». À chaque fois qu'il veut se présenter et dire son nom, il est interrompu par la chute de divers objets, notamment des casseroles.
Dans l'émission britannique Red Dwarf, James Bond est parodié sous la forme de Ace Rimmer.
George Lucas a déclaré à plusieurs occasions que le portrait de James Bond par Sean Connery fut l'une des principales inspirations pour le personnage d'Indiana Jones, une raison pour laquelle Sean Connery fut choisi pour le rôle du père d'Indiana dans le troisième film de la série.
La série de jeux vidéo Amiga James Pond est aussi un clin d'œil à James Bond. La série de comics de Sonic the Hedgehog comprend plusieurs références à Bond dans une histoire intitulée The Man from H.E.D.G.E.H.O.G.
Le détective agent secret Lemmy Caution du film AlphaVille est lui aussi un clin d'œil ouvert, avec pour matricule 003.
Dans le vidéoclip du groupe Jonas Brothers, Burning Up, Nick Jonas incarne le personnage de James Bond.
Un épisode de la série française Kaamelott a pour titre Au service secret de Sa Majesté, renvoyant aux romans de Fleming et au film avec George Lazenby.
La chanson Millenium de Robbie Williams est un hommage non dissimulé à James bond, reprenant le thème d'On ne vit que deux fois. Le clip vidéo est truffé de références à James Bond : Aston Martin, filles, smoking et casino.
James Bond a aussi inspiré le personnage de Jack Sawyer dans Toutes les Fleurs sont Noires.
La série de dessins animés Inspecteur Gadget est grandement inspirée de et parodie James Bond (outre les multiples gadgets et les pays visités, le « méchant » Dr Gang dirige l'organisation MAD et son chat MADCHAT sont des références au SPECTRE).
Le personnage de Sterling Malory Archer, issu de la série éponyme, est très librement inspiré du personnage de James Bond, se présentant comme une vision parodique de ce dernier.
L'écrivain Tom Clancy fait beaucoup d'allusions à James Bond dans ses romans car Ryan, le personnage principal des romans, travaille parfois en Angleterre pour le MI-6. Dans le roman Red Rabbit, quand il donne l'adresse du MI-6 dans un taxi, le chauffeur lui répond « International Export ? Le repaire de James Bond ».
Hideo Kojima considère les films de 007 comme ses plus importantes inspirations au moment de créer la série de jeu vidéo d'infiltration Metal Gear Solid, citant notamment les films avec Sean Connery mais aussi des films plus récents comme Casino Royale. Le troisième épisode des jeux, Snake Eater, multiplie particulièrement les références plus ou moins subtiles à l'espion anglais : Para-Medic et le Major Zero recommandent chaudement de visionner Bons baisers de Russie, le personnage d'EVA est directement inspirée des archétypes de femme fatale et d'espionne des James Bond girl, le thème d'ouverture est un hommage direct aux chansons thématiques de la série, etc.
À l'origine, le jeu vidéo Tom Clancy's Splinter Cell a été imaginé comme un jeu de science-fiction de type James Bond ayant pour titre The Drift.
Le jeu vidéo Secret Agent Clank est une parodie de James Bond. Il reprend notamment plusieurs éléments tels que Clank vêtu d'un smoking ainsi que les appareils et gadgets.